# Landstraßer Hauptstraße

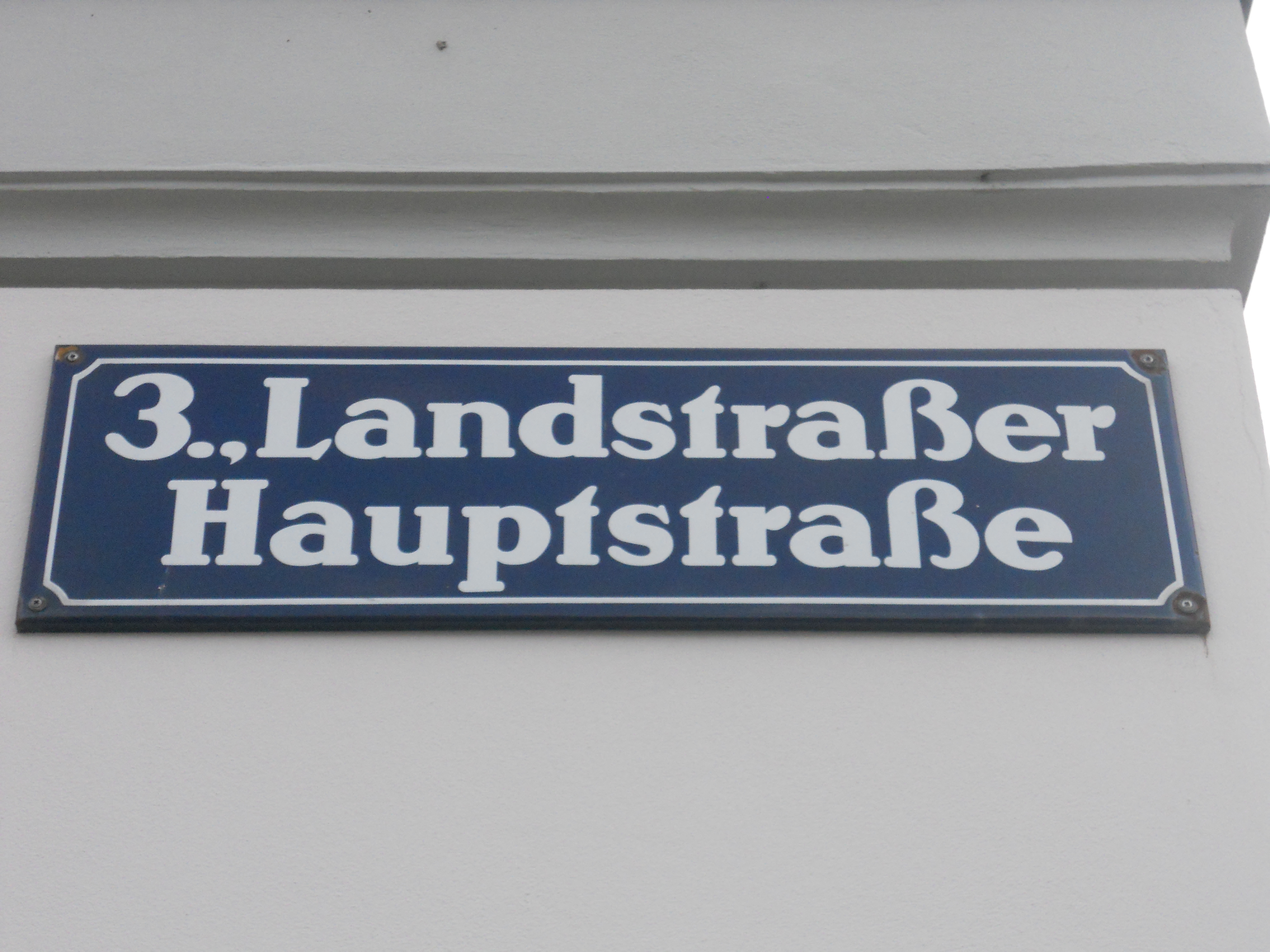
Straßenschild

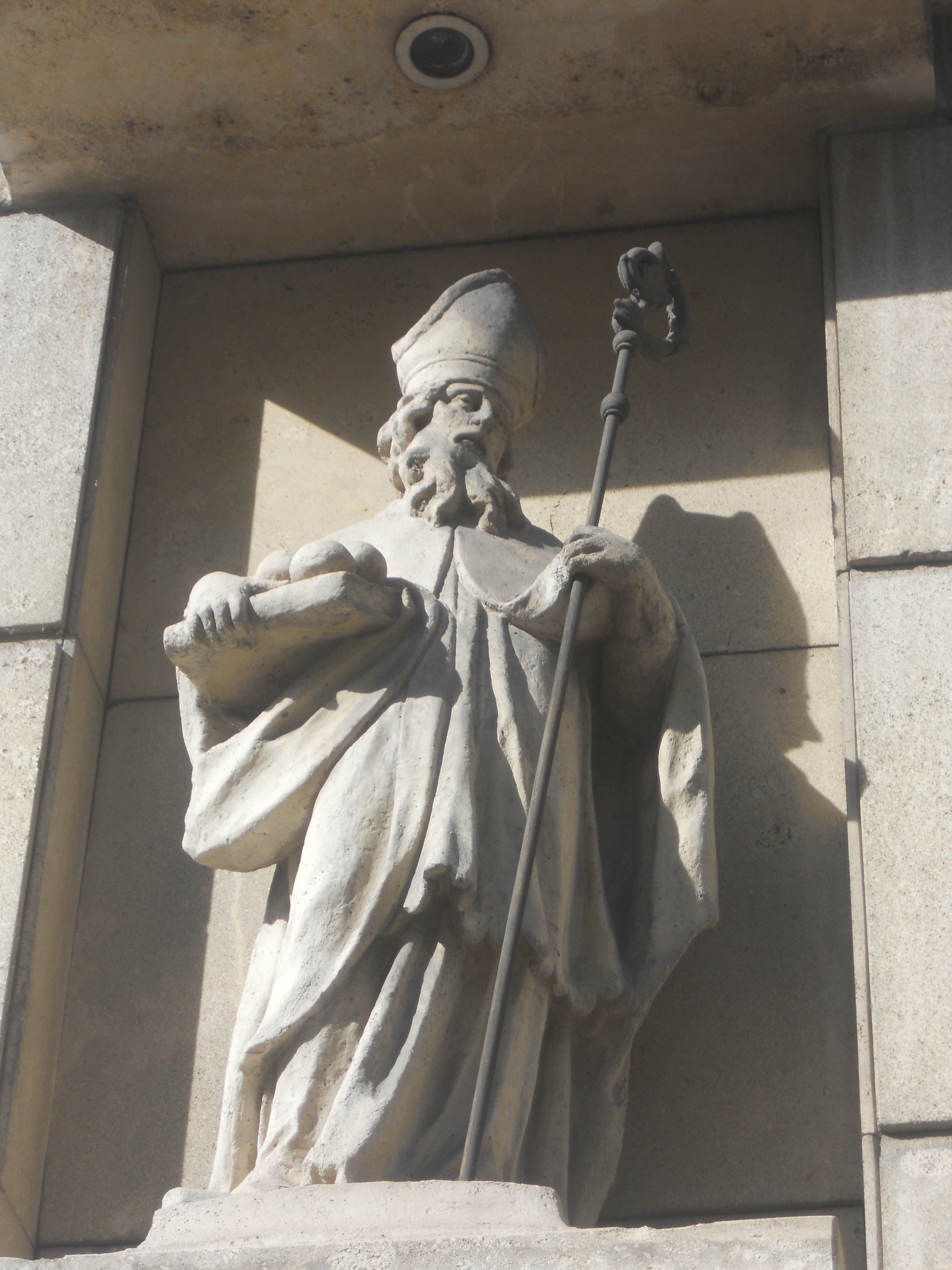
Statue des hl. Nikolaus auf Nr. 11, in Erinnerung an den überlieferten Namen "Nikolaivorstadt"

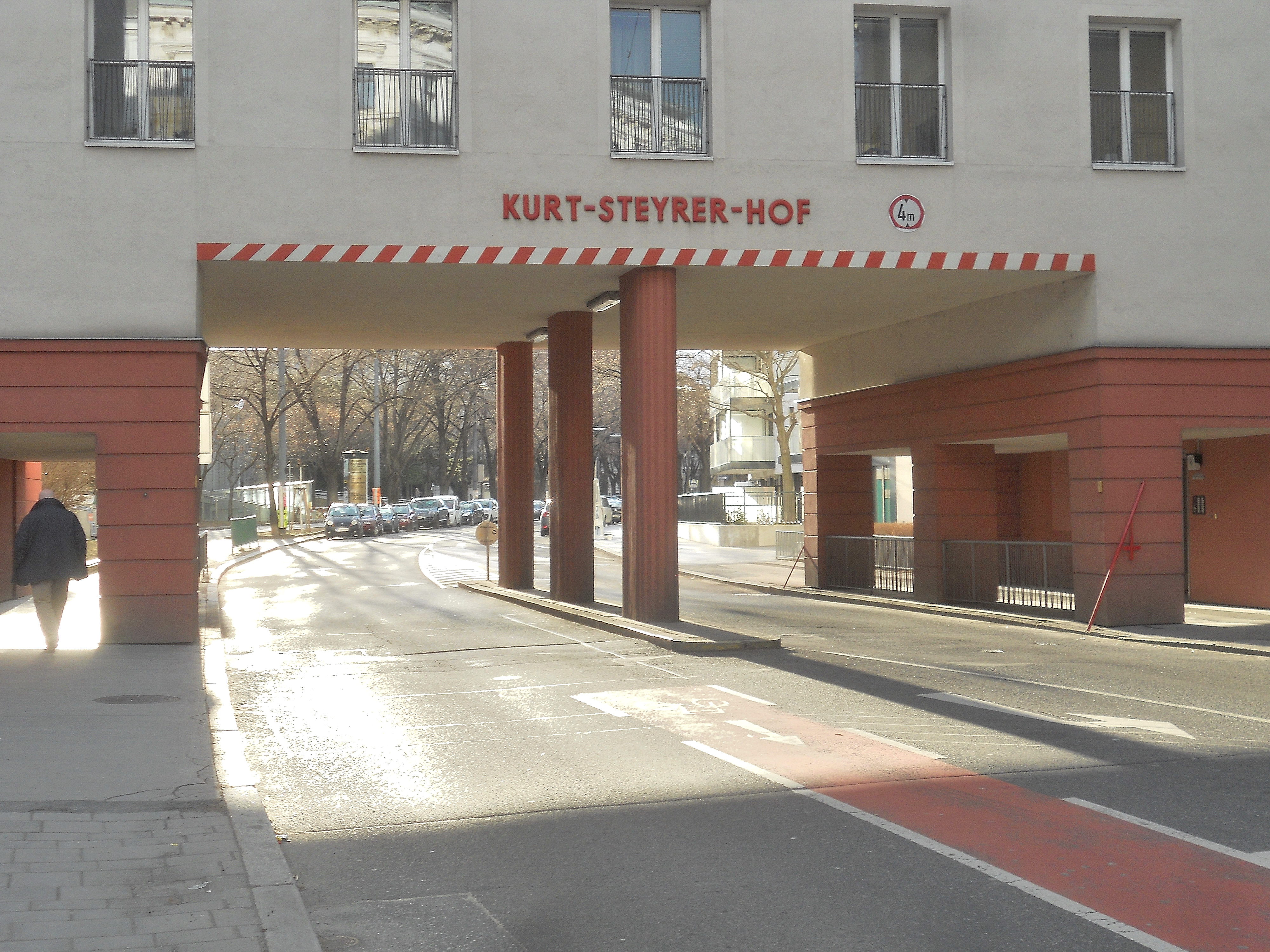
Die Durchfahrt zur Neulinggasse an der Stelle des ehemaligen Palais Arenberg

Die Landstraßer Hauptstraße ist eine bedeutende Geschäftsstraße in Wien, die den 3. Gemeindebezirk Landstraße durchläuft.  Benannt wurde sie zur Namenswahrung des Bezirksteiles Landstraße.
Der Name „Landstraßer Hauptstraße“ ist in der Umgangssprache nicht geläufig, normalerweise wird nur „Landstraße“ verwendet. Vor der amtlichen Festlegung des Namens 1862 lautete ihr Name Obere und Untere Landstraße (der unterste Teil zeitweilig Paulusgrund-Hauptstraße).

## Lage und Charakteristik

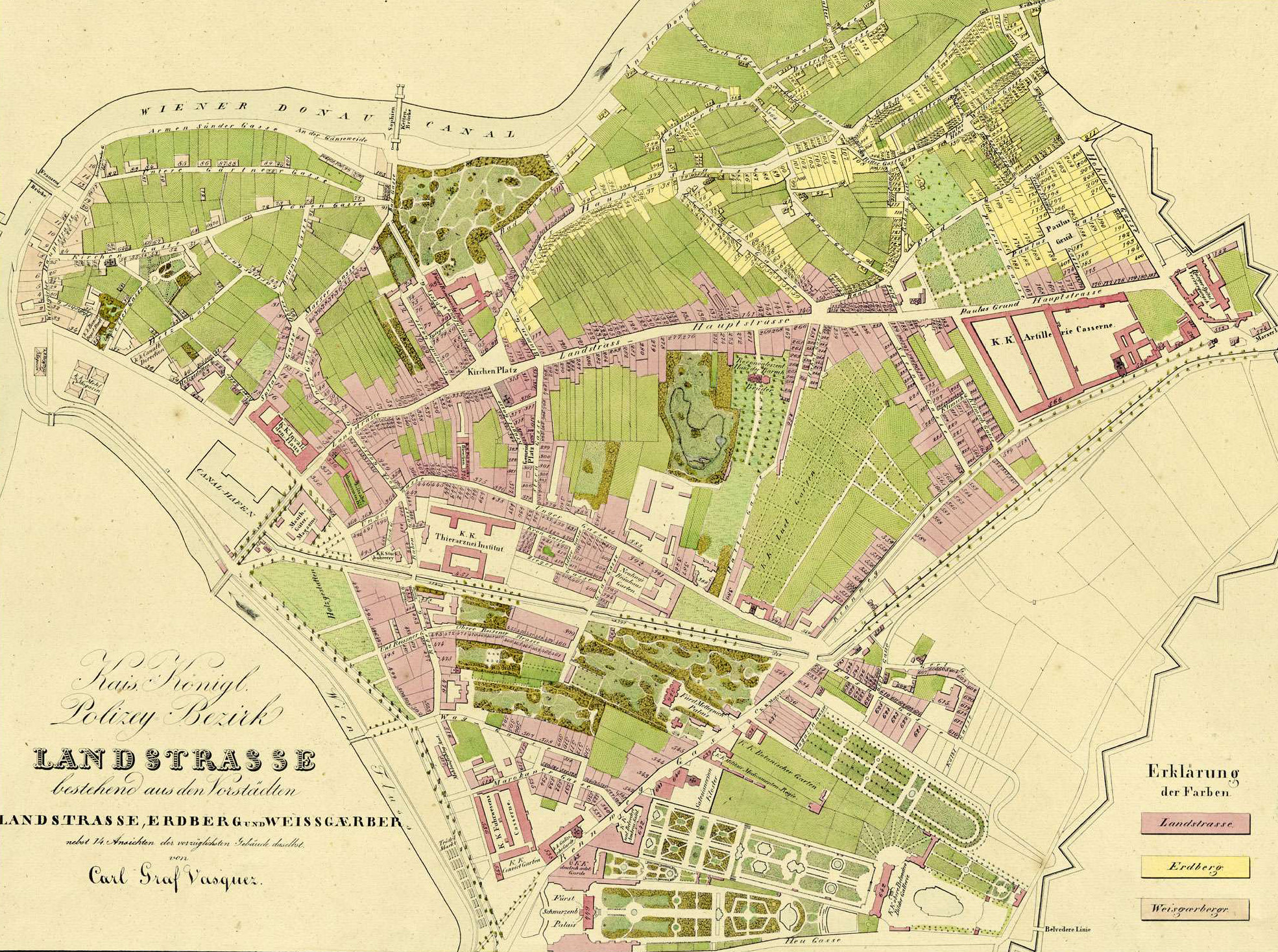
Carl Graf Vasquez: Plan des Polizey Bezirk Landstrasse mit Verlauf der Landstraßer Hauptstraße, 1830

Die Landstraße ist historisch gesehen eine Ausfallstraße (eine Straße, die aus einem Ortsbereich hinausführt), bei dieser Straße aus dem Stubentor. Schon im Altertum verlief an dieser Stelle eine Straße zum Römerlager Vindobona.
Die Straße beginnt bei der Stubenbrücke über die Wien, die Verlängerung zum Stubenring ist die Weiskirchnerstraße. Seit 1975 ist das Hotel Hilton am Stadtpark ein deutlicher Akzent am Eingang zur Straße. Danach passiert sie den Bahnhof Wien-Mitte. Diese Stelle ist seit dem frühen 19. Jahrhundert ein wichtiger Verkehrsknotenpunkt, hier war von 1803 bis 1847 das Endbassin des Wiener Neustädter Kanals. 1859 wurde der Bahnhof Hauptzollamt erbaut (nach dem nahegelegenen Zollamtsgebäude von Paul Sprenger), dieser Bahnhof wurde 1962 sowie 2007 bis 2013 neu gebaut. 1899 kam für die Stadtbahn eine Station in Tieflage hinzu, diese dient (nach einigen Umbauten in den späten 1970er-Jahren) als Station der U4. Gegenüber befindet sich heutzutage ein Büro- und Kinozentrum, wo bis in die 1960er-Jahre ausgedehnte Markthallen standen.
Etwas unterhalb davon wird der weitere Verlauf von der langgezogenen Barockfassade des Klosterkrankenhauses St. Elisabeth mit dem charakteristischen Kirchturm geprägt. Unterhalb davon befinden sich auf der geraden Seite einige historistische Gebäude aus dem späteren 19. Jahrhundert, während die ungerade Seite überwiegend späthistoristisch-secessionistisch geprägt ist. Nach der Seidlgasse und über die Weyrgasse hinaus gehören die Häuser zum Ensemble des Esteplatzes, der kurz nach 1910 verbaut wurde. Für die dabei angelegte Weyrgasse (bis 1919 Estegasse) wurde das Haus Nr. 25 abgerissen, diese Hausnummer ist daher nicht mehr vorhanden.
Die einzige größere Ausbuchtung der Straße liegt gegenüber der Rochuskirche und dem 2015 demolierten Postamt. Die Fläche wird seit 2016 Rochusplatz genannt, es befindet sich dort ein kleiner Lebensmittelmarkt, der Rochusmarkt. Dort, im Bereich Salmgasse/Rasumofskygasse, lagen das 1529 von den Osmanen zerstörte St. Nikolai-Kloster und die Pfarrkirche St. Nikolai, die der Vorstadt ursprünglich ihren Namen gaben: im 13. Jahrhundert ist die spätere Landstraße als Nikolai-Vorstadt erwähnt. Rund um die Rochuskirche hat sich der vorstädtische Charakter der Straße (mit Gebäuden aus dem späten 18. Jahrhundert) noch am ehesten erhalten, was sich bis in die einmündende Kundmanngasse zieht. Insbesondere gibt es in diesem Bereich Beispiele des Josephinischen Plattenstils. Typisch für Parzellen aus dieser Zeit ist ihre schmale Front und große Tiefe, meist sind sie in mehrere Höfe aufgegliedert, was ihren Ursprung als Wirtschaftshöfe verrät.
Unterhalb des oberen Teils der Straße verläuft die U-Bahn, die Stationen Landstraße (zum Bahnhof gehörend) und Rochusgasse liegen auf der Landstraßer Hauptstraße. Nach dieser Station hat die Straße einen leicht gebogenen Verlauf, während der U-Bahn-Tunnel gerade weiterführt, wodurch er unter die Hainburger Straße kommt.
Bei ungefähr der Hälfte der Straße geht die Neulinggasse weg, oberhalb dieser Abzweigung ist der Durchhaustrakt eines Gemeindebaus. Dies entspricht ungefähr der Position des Palais Arenberg, das bis etwa 1900 hier stand, und dessen dahinter befindliche Gärten erst im frühen 20. Jahrhundert parzelliert wurden. Das daraus entstandene Viertel um den Dannebergplatz ist daher ein geschlossenes späthistoristisches Ensemble. Der Durchbruch der Neulinggasse erfolgte erst in den 1950er-Jahren.
Auf der geraden Seite gibt es unterhalb der Barichgasse noch ein Ensemble biedermeierlicher Häuser. Der gegenüberliegende Emmerich-Teuber-Platz, der den Zwickel zur Baumgasse bildet und wo die Apostelgasse abzweigt, ist noch einmal ein städtebaulich markanter Punkt, was nicht zuletzt durch ein altes Scheidewegkreuz und eine auffallende Straßenuhr bestätigt wird.
Danach verläuft die Straße bis zur Schlachthausgasse, wo sie einen immer stärkeren vorstädtischen Charakter bekommt, etwa ab der Baumgasse hört auch ihre Funktion als Einkaufsstraße auf. Dominiert wird dieses letzte Drittel durch den 68 Meter hohen Turm der neoromanischen Herz-Jesu-Kirche.
Auf beiden Seiten der Schimmelgasse erstreckt sich das Paulusplatz-Viertel, das um 1820 plangemäß angelegt wurde. Auf einem Plan von Carl Graf Vasquez um 1830 wird der hiesige Abschnitt der Straße als Paulusgrund Hauptstraße bezeichnet. Die kleinen biedermeierlichen Häuser, aus denen das Viertel ursprünglich bestand, wurden über die Jahrzehnte fast flächendeckend durch Neubauten ersetzt, die letzten an der Landstraßer Hauptstraße gelegenen allerdings erst nach der Jahrtausendwende.
Bei der Schlachthausgasse macht die Straße einen scharfen Rechtsknick, geht als deren Fortsetzung weiter und mündet vor dem Arsenal in den Landstraßer Gürtel.

### Verkehr
Unterhalb der Landstraßer Hauptstraße fährt bis zum Rochusplatz die U-Bahn-Linie U3 und bedient dort die Stationen Landstraße und Rochusgasse. Straßenbahnbetrieb auf der gesamten Straßenlänge gab es bis ins Jahr 1984, bevor dieser zwischen dem Stubentor und der Schlachthausgasse im Zuge des U-Bahn-Baus eingestellt wurde; zwischen der Schlachthausgasse und dem Ende der Straße am Landstraßer Gürtel verkehrt heute noch die Straßenbahnlinie 18 (oder historisch 118). Heute wird der öffentliche Oberflächenverkehr vor allem von der Buslinie 74A abgewickelt, die ausgehend vom Stubentor die Landstraßer Hauptstraße fast auf der gesamten Strecke befährt und nahe der Kreuzung zum Rennweg bei der S-Bahn-Haltestelle St. Marx ihre Endstation hat. Die Linie 4A befährt einen Teilabschnitt der Landstraßer Hauptstraße beim Rochusmarkt, die Linie 77A quert diese.

## Orte und Gebäude
Stilistisch ist die Straße äußerst uneinheitlich, ohne größere Ensembles zu bilden. Am ehesten ist die Gegend um die Rochuskirche zu nennen, in deren Nähe sich einiges vom Baubestand des späteren 18. Jahrhunderts erhalten hat. Die Gebäude in späteren Stilen (romantischer, strenger und später Historismus, Secessionismus, Sachlichkeit) liegen jeweils verstreut und bilden nur ganz kleine Ensembles. Denkmalschutz besteht für die Sakralgebäude und einige Wohnhäuser, insbesondere für viele derjenigen, die aus dem späten 18. Jahrhundert stammen. Insgesamt gibt es in der Landstraßer Hauptstraße siebzehn denkmalgeschützte Objekte, siehe hiezu auch Liste der denkmalgeschützten Objekte in Wien/Landstraße. Die Mehrzahl der Gebäude gehört außerdem zu der von der Stadt Wien definierten baulichen Schutzzone Landstraße.

### Nr. 1: Wiener Bürgerhof
Dieses secessionistische Haus mit flachem Zopf- und Büstendekor steht an der Stelle eines älteren Gasthauses und wurde 1905/1906 von Franz Krauss und Josef Tölk erbaut.

### Nr. 2: Hotel Hilton
Das Hotel wurde 1972–1975 erbaut und ersetzte eine 1865 entstandene Großmarkthalle. An das Hotel schließt ein Büro-, Einkaufs- und Kinozentrum an. In dem Gebäude ist auch ein Teil der Büros der Raiffeisen Bank International untergebracht.

### Nr. 4
Das fünfgeschoßige Gebäude mit neun Fensterachsen wurde 1912 von Architekt Alexander Osterberger errichtet. Es weist eine neoklassizistische Fassade mit Stilelementen der Wiener Werkstätte auf. An der Fassade ist auch ein Relief eines Gnadenstuhls aus der ersten Hälfte des 18. Jahrhunderts angebracht.

### Nr. 4a: Krankenhaus St. Elisabeth
Das Krankenhaus St. Elisabeth ist eines der ältesten Spitäler Wiens und wurde 1715 in Betrieb genommen. Der von der Straße sichtbare Trakt des Klosters mit der Kirche stammt aus Mitte des 18. Jahrhunderts, das heutige Spitalsgebäude aus den Jahren 1834–1836. Angeschlossen daran ist die älteste noch bestehende Apotheke Wiens, deren barocke Ausstattung noch erhalten ist.
Die langgezogene Fassade stammt aus den Jahren nach 1743 und ist durch ein gebändertes Sockelgeschoß und ein Abschlussgebälk zusammengefasst. Der Konventstrakt ist durch seitliche Riesenpilaster gegliedert und weist ein Portal auf, das von einer Nischen mit der Figur der Hl. Elisabeth bekrönt ist und von zwei anderen Nischen mit Heiligenstatuen (Antonius von Padua, Franz von Assisi) flankiert wird. Als Gelenk zwischen Kirche und Kloster fungiert ein dreiachsiger Risalit mit Ädikulenportal und Stichbogenfenster mit Puttenreliefs in den Fensterstürzen. Bekrönt ist er von einem Dachgiebel und einem Turm mit Pilastergliederung und reich dekoriertem Zwiebelhelm aus dem Jahr 1746. Der anschließende Kirchentrakt weist große Rundbogenfenster in geohrten Rahmungen auf. Die prächtigen schmiedeeisernen Fensterkörbe stammen aus der Mitte des 18. Jahrhunderts.

### Nr. 6
Der zweihofige Zinshauskomplex ist viergeschoßig mit fünf Fensterachsen. Die Fassade ist frühhistoristisch. Während die mittleren Fenster eine Doppelfensterachse bilden, ist die restliche Fassade rasterförmig gestaltet und durch leicht geometrisierenden Pflanzendekor verziert.

### Nr. 7
Das Eckhaus wurde 1910 von Architekt Ludwig Baumann errichtet. Bauherr war Antonie von Laminet. Das fünfgeschoßige Gebäude weist auf der Seite der Landstraßer Hauptstraße sechs Fensterachsen auf, und an der Front zur Unteren Viaduktgasse acht Fensterachsen. Die drei Hauptgeschoße, die zu einer Einheit zusammengezogen sind, sind durch vertikale Wandfelder und ornamentale Umrahmungen im Stil der Wiener Werkstätte. In den Seitenachsen des dritten und vierten Geschoßes sind flache Erker, im Geschoß darüber, Konsolen mit Löwenköpfen. An der Hausecke ist ein turmartiger Dachaufbau. Das Gebäude liegt auch an der Adresse Untere Viaduktgasse 59.

### Nr. 8
Das fünfgeschoßige Gebäude mit zehn Fensterachsen an der Beatrixgasse und fünf an der Landstraßer Hauptstraße wurde 1844 von Baumeister Josef Prantner errichtet. Der große Zinsbau hat eine einfache, kubisch wirkende Fassade, die streng gegliedert ist. Der zarte Stuckdekor wurde teilweise entfernt. Im Inneren ist eine um zwei Pfeiler herum hochgezogene Treppe mit einem Eisengeländer aus der Bauzeit. Das Gebäude liegt auch an der Adresse Beatrixgasse 2.

### Nr. 9
Das 1907 von Friedrich Nietschmann erbaute fünfgeschoßige Zinshaus weist secessionistischen Dekor auf, zu dem insbesondere Kolossallisenen, Kartuschen und üppiger Rankendekor gehören.

### Nr. 11: Figur des hl. Nikolaus
Am 1991, im Zuge des U-Bahnbaues errichteten Gemeindebaus (Franz-Pfeiffer-Hof) wurde auch eine Figur des hl. Nikolaus vom Vorgängerbau in die Fassade des Neubaues integriert. Die Figur soll verdeutlichen, dass die „Landstraße“ früher „Nikolaivorstadt“ geheißen hat.

### Nr. 13
Dieses 1853 errichtete Miethaus ist ein frühhistoristischer Zinshof mit flachen Dekorelementen. Die Türflügel des Stichbogenportals in der Gärtnergasse sind original erhalten. In der Einfahrt befinden sich zwei Figurengruppen aus dem 18. Jahrhundert, die die Krönung Mariens sowie die Dreifaltigkeit zeigen.

### Nr. 15
Das Haus wurde 1899 von Franz Kupka und Gustav Orglmeister erbaut. Die Fassade ist vertikal durch secessionistischen Dekor gegliedert, die Ecklösung mit Dachgiebel und Frauenfiguren ist auf repräsentative Wirkung angelegt.

### Nr. 21
Das Haus wurde 1911/12 von Karl Haybäck erbaut. Es ist in secessionistischen Formen gehalten und weist halbrunde Seitenerker, eine vertikalisierende Lisenengliederung sowie reichen Rankendekor im Obergeschoß auf. Das Vestibül ist marmorverkleidet, die Farbglasfenster und der Lift sind original erhalten.

### Nr. 23
Das die nähere Umgebung beherrschende Eckhaus zur Weyrgasse (dort Nr. 6–8) wurde 1912 von Leopold Fuchs erbaut. Die Fronten sind in neoklassischen Formen auf rhythmisierende Weise vertikal gegliedert. Die Portalachsen sind übergiebelt und weisen Kolossallisenen und expressive Atlanten auf.

### Nr. 28: Sünnhof
Der Sünnhof ist ein Biedermeier-Durchhaus, welches die Ungargasse mit der Landstraßer Hauptstraße verbindet. Aus einem aus dem 18. Jahrhundert stammenden Baukern entstand 1837 im Auftrag von Rudolf (Magistratsbediensteter; † 1854) und Joseph Carl Sünn (Rechtsanwalt; † 1864) diese Passage, die Architekten waren Joseph Dallberg der Jüngere (1799–1876) und Peter Gerl (1795–1884). 1845 wurde das Durchhaus ausgebaut. Ab 24. Februar 1973 bestand für den Bauteil an der Landstraßer Hauptstraße Einsturzgefahr, da dessen Fassade infolge von Fundamentarbeiten an der Nachbarliegenschaft starke Risse entwickelt hatte. Der Zustand des Hauses führte bis 7. März 1973 zur Einstellung der Straßenbahnlinie T (Autobusersatzverkehr) zwischen Rochuskirche und Viehmarktgasse. Seit der Restaurierung des Gebäudeensembles 1983 befindet sich hier unter anderem ein Hotel sowie eine Gastwirtschaft.

### Nr. 29
Das Haus wurde 1902 von Karl Haybäck erbaut. Die Fassade wird durch einen zweiachsigen Mittelerker akzentuiert, der auf Konsolen ruht und von einem Balkon mit Jugendstilgitter bekrönt wird. Im ersten Obergeschoß sowie im Giebel ist die Fassade mit Blumendekor ausgestattet. Im Eingangsbereich befindet sich eine Immaculata-Figur aus dem 18. Jahrhundert.

### Nr. 31
Das jetzige Haus wurde 1934 von Carl Wilhelm Schmidt erbaut und ist ein aus dem Geist der Neue Sachlichkeit entstandenes Großstadthaus. Der Gewerbetreibende und Politiker Richard Mazur lebte hier in den 1930er Jahren. An dieser Stelle stand im 19. Jahrhundert das Gasthaus Zur Goldenen Birne, dessen Tanzsaal berühmt war. Als er im Haus Zur Schönen Sklavin (Ungargasse 5) wohnte, verkehrte Beethoven hier, Adalbert Stifter wohnte in einem Hintertrakt. Am Haus erinnern zwei Gedenktafel an Alexander Ypsilanti, der 1828 hier starb und an Honoré de Balzac. Dessen Gedenktafel enthält den Text: Hier wohnte 1835 Honoré de Balzac, der Dämonie der Liebe und des Geldes Dichter.

### Nr. 32
Das Haus wurde 1804–1806 von Joseph Meissl erbaut, die Fassade wurde 1838 von Josef Dalberg verändert. Es schließt optisch an die Häuser 28 und 30 an. Die Sockelgeschoße sind genutet, im zweiten Obergeschoß sind die Fenster gerade verdacht und weisen Konsolenparapete auf, unterhalb des ersten und dritten Obergeschoßes gibt es ein durchlaufendes Brüstungsgesims.

### Nr. 34
Das Haus Zum goldenen Apfel wurde im Lauf des 18. Jahrhunderts erbaut, der Vordertrakt wurde 1799 erneuert und die Fassade 1880 umgestaltet.

### Nr. 35
Das hervorspringende Flecksiederhaus oder Baderische Haus wurde 1774 erbaut, die Fassade wurde 1865 umgestaltet. Es ist U-förmig angelegt mit einem schmalen Hof.

### Nr. 36
Das Haus wurde 1785 erbaut und hat eine rundbogige Einfahrt mit Prellsteinen, die in einen langgestreckten Hoftrakt führt. Es weist zeittypischen Plattendekor auf.

### Nr. 37
Auch dieses Haus springt zusammen mit Nr. 35 in die Straße vor. Der Baukern des Hauses stammt noch aus dem 17. Jahrhundert, es wurde im 18. Jahrhundert im Hoftrakt erneuert, die strenghistoristische Fassade stammt aus dem Jahr 1877 von Heinrich Wagner. Nach der Jahrtausendwende wurde es größtenteils neu gebaut, wobei aber die Straßenfassade erhalten blieb.

### Nr. 38
Dieses Haus stammt und Kern aus dem 17. Jahrhundert, wurde im 18. Jahrhundert aber umgebaut und neu fassadiert. Das Sockelgeschoß ist genutet, das obere Geschoß ist an den Kanten mit Ortstein verziert und durch Putzauflagen gegliedert, ein auffälliges Element sind die ovalen Putzfelder mit moderneren Heiligendarstellungen in Kartuschen.

### Nr. 40
Das Hotel Roter Hahn wurde 1801 an der Stelle eines alten Einkehrgasthofes erbaut, die jetzige Fassade stammt aus der Zeit um 1900. Am Anfang und im dritten Viertel des 19. Jahrhunderts war es ein beliebter Treffpunkt von Malern wie etwa Leopold Kupelwieser und später Emil Jakob Schindler. Albert Stifter berichtet in einem autobiographisch geprägten Kapitel seines Buchs "Aus dem alten Wien" davon, dass er in diesem Hotel sein erstes Nachtquartier nach Ankunft in der Hauptstadt zwecks Studium genommen hatte.

### Nr. 42
Das Wohnhaus Zur goldenen Weintraube stammt aus dem Jahr 1769 von Peter Mollner. In den Mittelfeldern der Fassade befindet sich eine schwarze Madonnenfigur in einer Rundbogennische. Es hat einen langgestreckten Hoftrakt, in dem es einen offenen Stiegentrakt mit Schmiedeeisengitter aus dem Jahr 1770 gibt.

### Nr. 46
Das Haus wurde um 1800 erbaut, 1852 von Peter Gerl verändert und 1875 in den Formen der Neu-Wiener Renaissance von Fellner und Helmer neu fassadiert.

### Nr. 47–49
An dem in den 1950er-Jahren entstandenen Eckhaus zur Rasumofskygasse (dort Nr. 34) ist ein Marienrelief mit der Devise Erhebet die Herzen von Edmund Moiret aus dem Jahr 1956 angebracht.

### Rochusplatz und Rochusmarkt
Der kleine Platz vor der Rochuskirche wurde 2016 nach der umgangssprachlichen Bezeichnung benannt, die sich auf die Kirche bezieht (eine umgangssprachliche Alternativbezeichnung war Platzl). Er wurde bis 1862 offiziell Kirchenplatz benannt (so auch auf einem Plan aus dem Jahr 1830 von Carl Graf Vasquez) und war zwischenzeitlich in die Landstraßer Hauptstraße einbezogen. Dort befindet sich der Rochusmarkt. Das Gelände stand nach Schleifung des Nikolai-Friedhofes 1784 frei und bald entwickelte sich an dieser Stelle ein Markt. 1988 musste er durch den Bau der U3 abgebrochen werden, nach Eröffnung der U-Bahn wurde er mit einheitlichen Marktbuden am ursprünglichen Platz wiederaufgebaut. Er ist mit 3.500 Quadratmetern einer der kleineren Märkte Wiens und zählt vierzig Marktstände. Seit der Fertigstellung der U-Bahn-Station Rochusgasse bildet deren Stationsgebäude das Zentrum des Marktes, wo ein kleiner Vorplatz mit einem Säulenbrunnen angelegt wurde. Die offizielle Bezeichnung lautete bis 1991 Augustinermarkt, diese Bezeichnung war 1991 nach der Eröffnung der U-Bahn-Station auf den Ausgangsschildern angeschrieben, was nach einigen Wochen auf Rochusmarkt geändert wurde, da diese Bezeichnung im Volksmund nicht mehr gebräuchlich war.

### Nr. 51: Postgebäude am Rochusmarkt
In diesem Gebäude (Hauptadresse Rochusplatz 1), das nach dem Zweiten Weltkrieg an die ehemalige Telefonzentrale in der Rasumofskygasse angebaut wurde, war bis zu seiner Demolierung das Postamt 1030 untergebracht. Bis 2017 wurde an seiner Stelle ein Büro- und Einkaufszentrum errichtet, das auch neuerlich ein Postamt und die Unternehmenszentrale der Post beherbergt. Die neue Postzentrale wurde ab Herbst 2017 besiedelt und am 4. April 2018 offiziell eröffnet.    Bei den Bauarbeiten wurden im Boden des angrenzenden Grete-Jost-Parks Artefakte aus spätkeltischer und frührömischer Zeit gefunden – die bisher ältesten römischen Funde Wiens.

### Nr. 54: Rochuskirche
Die mit der Fassade zum Markt gerichtete Kirche wurde ab 1642 gemeinsam mit dem Augustinerkloster erbaut und nach Schäden bei der osmanischen Belagerung 1683 ab 1687 wieder instand gesetzt. Die heutige Fassade stammt aus den Jahren 1718–1721 und wurde von einem Architekten Kollmann sowie von Kaspar Offel und Christian Oettel gestaltet. Einiges wird Anton Ospel zugeschrieben, was aber auch auf einer Verwechslung beruhen könnte. Nach Abriss der Nikolaikirche 1784 wurde sie zur Pfarrkirche, 1812 wurde das Kloster aufgehoben und die Kirche von Weltgeistlichen besetzt.
Die Hauptfassade zur Straße hin ist dreiachsig mit zwei Türmen und von Riesenpilastern gegliedert, die in der Attikazone in einen von Korbbogen übergriffenen Dreiecksgiebel enden. Oberhalb des Giebels befindet sich eine Statue des Hl. Augustinus zwischen zwei Heiligen des Ordens, oberhalb des Portals und in den Seitenachsen befinden sich Heiligenfiguren in Nischen, alle diese Statuen stammen von Georg Anton Eberl. Die Türme sind mit Doppelpilastern gegliedert und haben stark gebauchte Helme mit Laternen. Im Inneren ist die einschiffige Wandpfeilerkirche mit Stuck und Stuckmarmor dekoriert. Der Chor ist durch einen Triumphbogen vom Kirchenschiff abgesetzt und geht in eine polygonale Apsis über. Der Hochaltar wurde 1689 von Kaiser Leopold I. gestiftet und ist ein dreigeschoßiger Aufbau mit hohem Sockel, gestaffelten und gedrehten Säulen, die in einem gesprengten Giebel mit gegliederten und verkröpften Gebälk übergehen. Das Hochaltarbild von Peter Strudel zeigt Maria mit Pestheiligen und wird von Statuen heiliger Herrscher flankiert, die in der Schule von Paul Strudel gefertigt wurden.

### Nr. 56: Pfarrhof und Rest des Klosters
An die Kirche anschließend ist der Trakt des Pfarrhofes, der an der Landstraßer Hauptstraße nur eine schmale Fassade hat, aber bis an die Pfarrhofgasse reicht und dort die gesamte nicht zur Kirche gehörende Fassade einnimmt. Die Unbeschuhten Augustiner-Eremiten wurden 1630 von Kaiser Ferdinand II. aus Prag berufen, der heutige Bau wurde 1642 begonnen. Das Kloster wurde 1812 aufgehoben, nachdem der ursprünglich bis zur Ungargasse reichende Klostergarten schon 1785 verkauft worden war, das Gebäude wurde zum Pfarrhof der Kirche und später verkleinert. Von diesem Kloster sind noch zwei Flügel des ehemaligen Kreuzganges erhalten.

### Nr. 59
Das Haus Zum Mondschein stammt aus Ende des 18. Jahrhunderts und weist zeittypischen Plattendekor auf.

### Nr. 63
Das Haus stammt vom Ende des 19. Jahrhunderts und weist einen zeittypischen Plattendekor auf. Im Hof befinden sich Pawlatschen.

### Nr. 64
Das Haus Zur Unbefleckten Jungfrau Maria wurde 1821 von Josef Klee erbaut und 1843 erweitert. Es hat ein Korbbogenportal und eine Nische mit einer Immaculata-Figur aus Mitte des 18. Jahrhunderts.

### Nrn. 65 und 67
Es handelt sich hiebei um zwei strenghistoristische Häuser, Nr. 65 wurde 1870 in den Formen der Neu-Wiener Renaissance erbaut, Nr. 67 im Jahr 1863.

### Nr. 66
Das Haus Zum Weinstock wurde 1800 von Franz Wipplinger erbaut, die Fassade mit Gesimsgliederung zwischen zweitem und drittem Obergeschoß stammt aus dem Jahr 1821 von Alois Ignaz Göll.

### Nr. 70
Das Haus Zum roten Apfel stammt aus dem Jahr 1787 und hat zeittypischen Plattendekor. In diesem Gebäude ist ein Oberstufenrealgymnasium untergebracht.

### Nr. 72
Das Haus stammt aus dem Jahr 1788. Die Fassade ist mit Lisenen gegliedert, in den Parapetfeldern unterhalb der Fenster befinden sich Reliefs. Die flachgedeckte Einfahrt weist Stuckrahmenfelder auf und führt in einen langen, schmalen Hof mit Pawlatschen.

### Nr. 74: Haus Fernolendt
Das Haus wurde Ende des 18. Jahrhunderts erbaut und 1804 von Franz Wipplinger erneuert. Die palaisartige frühhistoristische Fassade stammt aus dem Jahr 1849 und wurde von Baumeister Franz Schebek für den Fabrikanten Franz Fernolendt entworfen. Die drei mittleren Achsen sind gestaffelt vorgeschoben und bilden einen Mittelrisalit. In den mittleren Achsen weist die Beletage große Rundbogenfenster auf und ist durch Pilaster mit Medaillonköpfen gegliedert. Oberhalb der geraden Fensterverdachungen befinden sich Akroterien. Die Fenster im zweiten Obergeschoß weisen einfachere Fensterrahmungen sowie Rankendekor in den Parapetfeldern auf. Zwischen den beiden Obergeschoßen befindet sich ein profiliertes Gebälk mit kleinen Köpfen im Fries, das Dach ruht auf Konsolen mit Löwenköpfen. Im Hof befindet sich ein Wandbrunnen mit Delphinkopf.

### Nr. 81
Das große frühhistoristische Zinshaus wurde 1845 erbaut und 1855 neu fassadiert. Die mittlere Achse wird durch Rankenfelder betont.

### Nr. 88
Das große nachsecessionistische Zinshaus wurde 1911 von Siegfried Kramer erbaut. Es wird durch Runderker gegliedert, die von Balkons gekrönt werden, im obersten Stock gibt es ein Ateliergeschoß.

### Nr. 90
Das Haus Zum hl. Peregrin stammt im Kern aus dem 18. Jahrhundert und wurde 1805 neu gebaut, wobei es 1828 von Josef Klee und 1854 von Josef Dalberg verändert wurde, 1860 wurde es von Peter Gerl aufgestockt und um einen Hoftrakt erweitert. Das Portal weist kannelierte Pilaster und einen Triglyphenfries auf und wird vom Wappen der Familie Karátsony bekrönt.

### Nr. 97–101: Schwechater Hof
Der Gebäudekomplex wurde 1858 durch Zusammenfassung älterer Teile von Anton Grünn erbaut und diente als Gaststätte mit Bierlager für Anton Dreher. 1887–1890 wurde das Gebäude unter Verdoppelung der Straßenfassade verlängert. Heutzutage ist hier das Einkaufszentrum Galleria untergebracht.

### Nr. 98
Das Haus im Stil der Neu-Wiener Renaissance stammt aus dem Jahr 1877 von Heinrich Förster. Es wird von der mehrheitlich der Stadt Wien gehörenden Wiener Substanzerhaltungsgesellschaft verwaltet, siehe Liste der von der WISEG betreuten Objekte.

### Nr. 100–104
Diese Häuser mit identischen späthistoristischen Fassaden wurden 1905 von Gustav Adolf Richter erbaut.

### Nr. 106: „Zum Grünen Kopf“
Das biedermeierliche Vorstadthaus wurde 1822 von Josef Klee erbaut. Es weist einen Mittelrisaliten mit Reliefs in der Beletage und einem Stock darüber auf, der den künstlerischen Hauptakzent trägt. In diesem ist wiederum die Mittelachse besonders ausgezeichnet, die Fenster dort sind von Pilastern flankiert. Im ersten Obergeschoß sind die Fensterlünetten mit Reliefs ausgefüllt, seitlich mit fächerförmiger Blattornamentik, in der Mitte mit einer liegende Gottheit mit Putti. Rechts und links darüber befinden sich architektonisch ungebundene Reliefs: links eine weibliche Gottheit mit Putti, rechts Amor und Psyche. Im zweiten Obergeschoß ist die Lünette über dem Mittelfenster von Blumengirlanden umrahmt und zeigt einen Frauenkopf vor fächerförmigen Ornamenten, oberhalb der beiden seitlichen Fenster befinden sich Zopfgirlanden. Das dritte Obergeschoß ist durch ein Sohlbankgesims abgetrennt, der einzige Schmuck sind zwei rahmenförmige Seitenteile am Mittelfenster.

### Nr. 109
Das Haus wurde 1837 von Peter Gerl erbaut. Die drei Mittelachsen treten etwas hervor, die Obergeschoße erheben sich über ein ornamentiertes Stuckband.

### Nr. 110: „Zum Bodensee“
Das Gebäude besteht eigentlich aus zwei Häusern, die sich einen gemeinsamen Hof teilen, wobei der Teil an der Landstraßer Hauptstraße aus dem ersten Viertel des 19. Jahrhunderts und der Trakt an der Barichgasse aus dem Jahr 1846 stammt. die Fassade ist schlicht, oberhalb des Portals ist ein Stuckrelief mit einer Abbildung des Bodensees mit Bergen, Häusern und drei Booten zu sehen. In den Parapetfeldern des zweiten Obergeschoßes befinden sich Reliefs mit Nixenfiguren.

### Nr. 112: „Zum Kometstern“
Das Gebäude wurde 1810 von Baumeister Josef Reymund errichtet und 1840 umgebaut. Das Gebäude besitzt einen mächtigen Straßentrakt mit kurzen Hoftrakten. Diese bilden einen U-förmigen Innenhof. Die ursprüngliche Einfahrt in den Hof wurde durch den Einbau einer Garage zerstört. Die Fassade gegen die Landstraßer Hauptstraße ist dreigeschoßig und weist neun Fensterachsen auf. Unter den Fenstern im ersten Obergeschoß sind Brüstungsgesimse. Diese werden von Konsolen getragen. Über den drei mittleren Fenstern des ersten Obergeschoßes sind Dreiecksgiebel, ansonsten sind die Fensterüberdachungen gerade gehalten. Die Fenster im zweiten Obergeschoß sind nicht gerahmt. In der Fassadenzone zwischen Einfahrt und Mittelfenster ist ein Parapetfeld mit Flachrelief. Das Relief stellt Wolken und einen Kometen dar, darunter ist eine Inschrift „Zum Kometstern, 1811.“ In diesem Gebäude lebte der Komponist Ludwig van Beethoven in den Jahren 1817 bis 1819. Das Bauwerk steht unter Denkmalschutz.

### Nr. 113
Das in großen Formen plastisch gegliederte Zinshaus mit sparsamen geometrischen Dekor wurde 1912 von Hans Dworak erbaut. Ein auffälliges Detail ist die abgerundete, überhöhte Ecke.

### Nr. 114 „Zum Schwarzen Kopf“
Das klassizistische Wohnhaus mit Vierseithof wurde 1802 erbaut. Das Sturzbogenportal weist Zwickelreliefs und eine Keilsteinmaske (der namensgebende „Schwarze Kopf“) auf. Oberhalb eines Palmettenfrieses befindet sich die Beletage, deren Fenster figürliche Reliefs in den Lünetten aufweisen.

### Emmerich-Teuber-Platz
2008 wurde der kleine Platz, der durch die Abzweigung der Baumgasse entsteht nach Emmerich Teuber benannt. Dort befindet sich eine markante, schräg in die Straße hineinragende Uhr sowie ein Scheidewegkreuz aus dem ersten Viertel des 18. Jahrhunderts. Es handelt sich um einen Pfeiler mit tabernakelartigem Aufsatz, der Reliefs der Passion Christi aufweist und von einem Kreuz mit Sonnenmotiv bekrönt wird. Es ist das einzige noch an originaler Stelle befindliche Scheidewegkreuz innerhalb des Gürtels.

### Nr. 116
Das fünfgeschoßige Zinshaus wurde 1856 von Peter Gerl erbaut. Die Ecke ist betont und das Haus weist sparsamen geometrischen Dekor auf.

### Nr. 123
Das secessionistische Zinshaus mit Mittelerker, Stabdekor und farbigen Mosaikmedaillons wurde im Jahr 1912 von Wilhelm Wieden erbaut.

### Nr. 136
Das Haus hat einen Baukern aus dem Jahr 1774, in der heutigen Form stammt es aus dem Jahr 1891 von Joseph von Wieser. Die Gebäude mit zwei Seitenrisaliten hat eine späthistoristische Fassade in neobarocken Formen.

### Nr. 137: Herz-Jesu-Krankenhaus
Der späthistoristische Bau wurde gemeinsam mit der Kirche erbaut. Er weist eine Sichtziegelfassade mit rundem Eckturm und gotisierende Fensterrahmungen auf. In einer Nische befindet sich eine Figur der Madonna mit Kind.

### Herz-Jesu-Kirche
Die mächtige neoromanische Basilika mit wurde 1903–1906 von Gustav von Neumann erbaut. Die in der Art eines Westwerks gestaltete Straßenfront wird von einem hochaufragenden Fassadenturm bekrönt, der der einen hohen Spitzhelm und Rundtürmchen an den Kanten aufweist. Das Mittelportal befindet sich in einem Ädikulavorbau und wird von Säulen mit Knospenkapitellen flankiert. In der Portallünette ist eine Christusfigur in einer Mandorla, die von Engeln gehalten wird, eine Darstellung des Gekreuzigten, der von Maria und Johannes flankiert wird befindet sich vor dem Rosettenfenster, seitlich des Vorbaus befinden sich noch zwei Nischen mit Heiligenfiguren. Das Innere der Kirche wurde erst 1922–1925 fertiggestellt, die großzügige malerische Ausstattung stammt von Franz Zimmermann unter Mitarbeit von Hans Jakubetz und A. Müllner. Der Hochaltar ist ein schreinartiger Steinaufbau, der von einer großen Herz-Jesu-Figur dominiert wird, an deren Seite kleinere Heiligenfiguren angeordnet sind.

### Nr. 137a
Das ehemalige Schwesternheim des Herz-Jesu-Krankenhauses beherbergte ab den 1950er-Jahren jahrzehntelang das Eos-Kino. Erbaut wurde es 1930/31 von Felix Angelo Pollak. Es ist ein Bau in sachlich-expressiven Formen, der um das übereckgestellte, turmartige Treppenhaus gestaffelt ist.

### Nr. 138
Das Gebäude ist eine unregelmäßige Anlage, die um einen Hof gruppiert ist. Der Kern stammt aus dem 18. Jahrhundert, das Gebäude wurde 1810 und 1831 erweitert. Die Fassade an der Straßenseite ist durch einen Einsprung zweigeteilt, der linke Teil weist eine Rahmengliederung und Plattendekor über einem gebänderten Sockel auf. Eine Gedenktafel erinnert daran, dass Koloman Moser hier seine Wohnung hatte. In der Einfahrt stehen vier barocke Jahreszeitenputti in Nischen, barocke Figuren und ein barocker Brunnen befinden sich auch im Garten. Ein Gartentrakt aus dem frühen 20. Jahrhundert ist zweigeschoßig und weist Riesenpilastergliederung und einen Mittelgiebel auf.

### Nr. 140–142
Die Villa Mautner-Jäger in barockklassizistischen Formen mit Mansarddach wurde 1902 von Franz von Neumann erbaut. Davon abgetrennt ist ein seitliches Portierhaus. Der Villencharakter des Gebäudes ist insgesamt für die Straße völlig untypisch. Im Garten befindet sich eine Kegelbahn, die 1907 von Paul Hoppe erbaut wurde.

### Nr. 144
Das Haus in den Stilformen des Neoklassizismus wurde 1900 von Friedrich Kleibl und Christoph Jahn erbaut. Die Sockelgeschoße sind gebändert, die Obergeschoße pilastergegliedert.

### Nr. 147
Das Eckhaus zur Petrusgasse ist eines aus einem Ensemble von vier Häusern mit Neo-Empire-Dekor, das um 1910 erbaut wurde. Eine Gedenktafel erinnert daran, dass Teddy Kollek von 1918 bis 1934 hier lebte.

### Nr. 148b: Rennwegkaserne
Die ehemalige Rennwegkaserne (auch Waisenhauskaserne) wurde in der heutigen Form 1880 erbaut und bildet den Abschluss des zu dieser Zeit bereits als Kaserne genutzten Waisenhauses am Rennweg. Sie besteht aus zwei blockhaft-monumentalen strenghistoristischen Bauten mit Risalitgliederung und Eckquaderung, einer ist der Landstraßer Hauptstraße, der andere dem Rennweg zugewandt. Ein Teil des Kasernenareals wurde 1994 mit dem Wohnpark Rennweg (Landstraßer Hauptstraße 146–148) verbaut. Hinter diesem befindet sich der Waisenhauspark, in dem auch die 1854 von Siccardsburg und van der Nüll erbaute ehemalige Reithalle liegt.

### Nr. 149: Marianne-Hainisch-Hof
Dieser Gemeindebau wurde 1927/28 von Rudolf Perthen erbaut. Mit seinen markanten Spitzbalkonen ist dieser Bau den expressionistisch inspirierten Gemeindebauten der Frühphase zuzurechnen. Weitere auffallende Elemente sind die Spitzbogenloggien im Erdgeschoß und der polygonale Eckturm, der eine Neuinterpretation späthistoristischer Ecklösungen darstellt. Er wurde nach Marianne Hainisch benannt.

### Nr. 173–175: „Maderspergerhof“
Diese kommunale Wohnhausanlage wurde in den Jahren 1953–1956 erbaut. Am Areal des heutigen Baus stand das Sankt Marxer Versorgungshaus, in dem Josef Madersperger starb – daran erinnert eine Gedenktafel (von Victor Theodor Slama), die dem Bau den inoffiziellen Namen „Maderspergerhof“ gegeben hat. Im Hof des Baus befindet sich noch eine Natursteinplastik Frau mit Hasen von Fred Gillesberger, am Gelände des Kindergartens ist eine Spielplastik Robbe von Walter Auer.

### Nr. 177–187: Wildganshof
Dieser kommunale Wohnhausanlage wurde 1931–1933 von Viktor Mittag und Karl Hauschka erbaut, es handelt sich um das letzte größere Wohnhausprojekt des „Roten Wien“. Benannt wurde sie nach Anton Wildgans. Die vier- bis sechsgeschoßigen Blöcke bilden nach außen hin eine geschlossene Front und nach innen einen Raster von quadratischen und rechteckigen Höfen, die diagonal durchschnitten sind, was die Folge einer nicht verwirklichten Eisenbahnplanung war. Die Fassade wird durch die turmartigen Stiegenhausaufgänge mit Gesimsbändern rhythmisiert. Eine in eine Stiegenanlage eingefügte Denkmalbüste Wildgans' von Alfons Riedel befindet sich in einem der Höfe, an der Fassade zur Landstraßer Hauptstraße befindet sich ein ebenfalls von Riedel stammendes Terrakotta-Reliefbild Pflügender Bauer.

### Aspanggründe
Gegenüber dem Wildganshof befindet sich ein Stadtentwicklungsgebiet, bei dem das Areal des ehemaligen Aspangbahnhofs verbaut wird. Das Gebiet bildet ein ungefähres Dreieck zwischen Aspangstraße, Adolf-Blamauer-Gasse, Landstraßer Gürtel und Landstraßer Hauptstraße. Es sind ca. 2.000 Wohnungen und 8.000 Arbeitsplätze geplant.

### Wildgansplatz
Durch die Einmündung der Landstraßer Hauptstraße in den Landstraßer Gürtel wird gleich hinter dem Wildganshof der Wildgansplatz gebildet, dessen optische Erkennbarkeit als Platz allerdings durch eine Autobahnauffahrt stark eingeschränkt ist. Auf ihm befindet sich – durch eine Lärmschutzwand von der Straße abgeschnitten – der Ilja-Jovanović-Park (benannt nach einem Mitbegründer des Romano Centro für die Volksgruppe der Roma). Im Park steht die Kunststeinplastik Flamme von Marie Strasser.

## Galerie

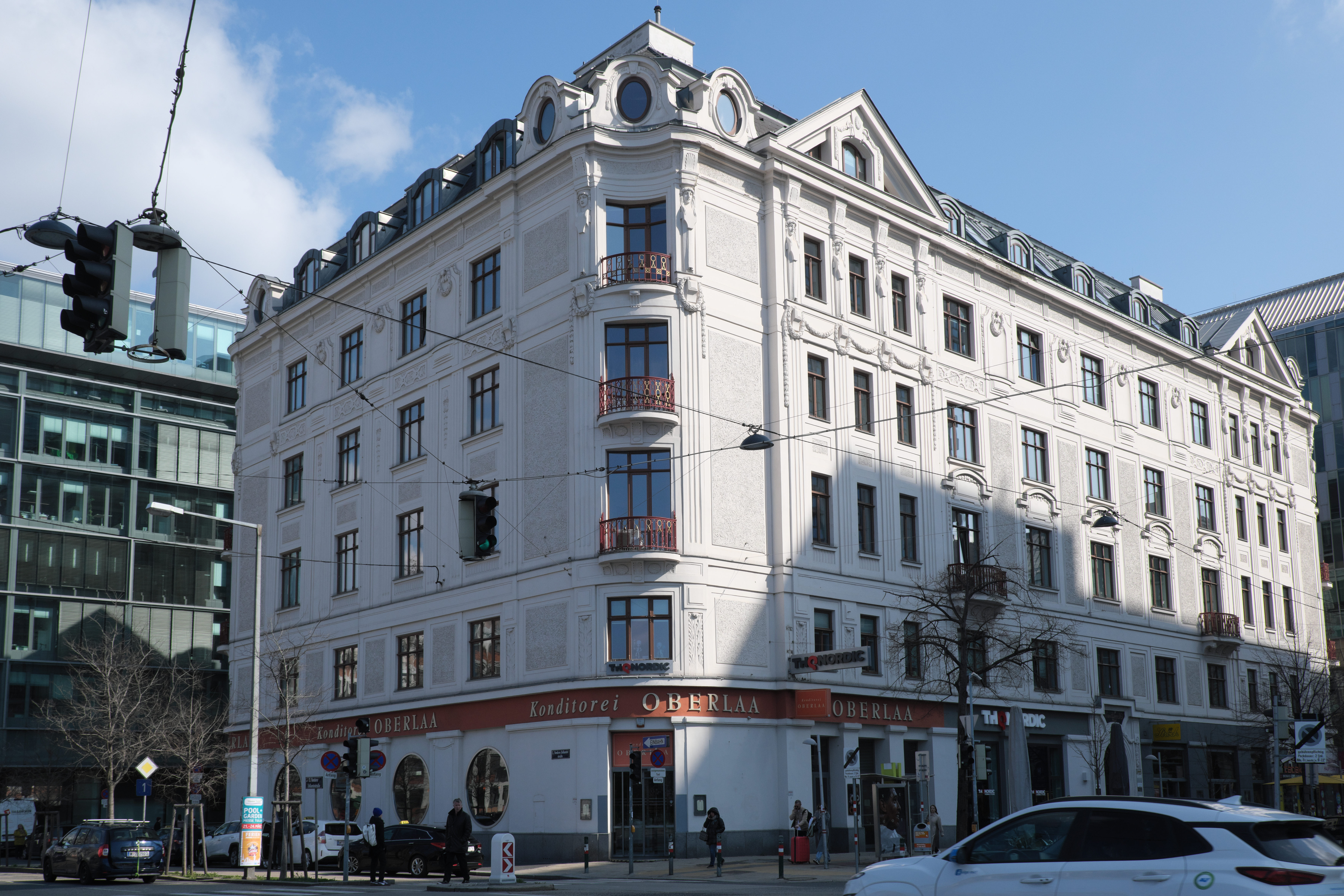
Nr. 1 („Wiener Bürgerhof“)
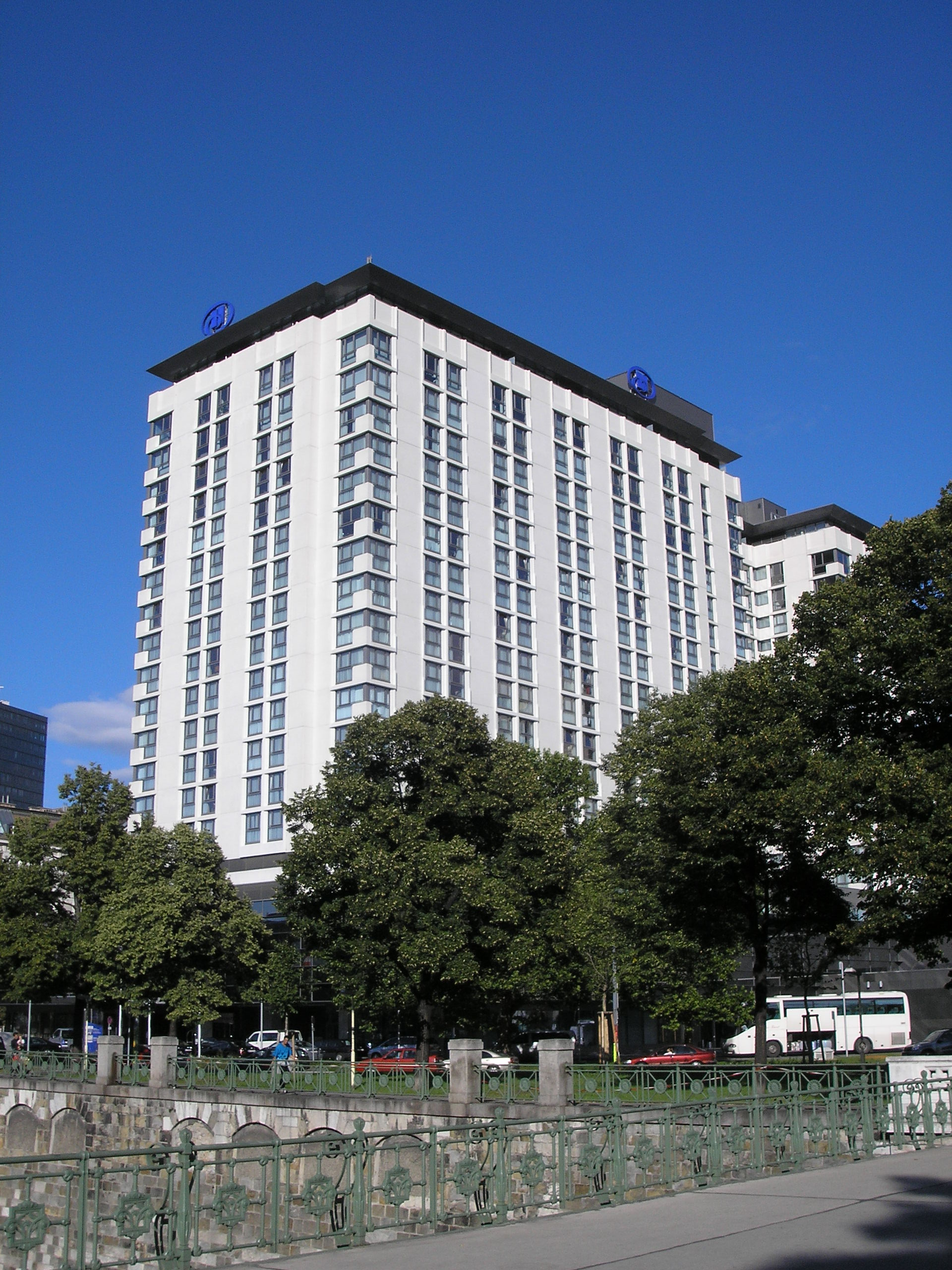
Hotel Hilton
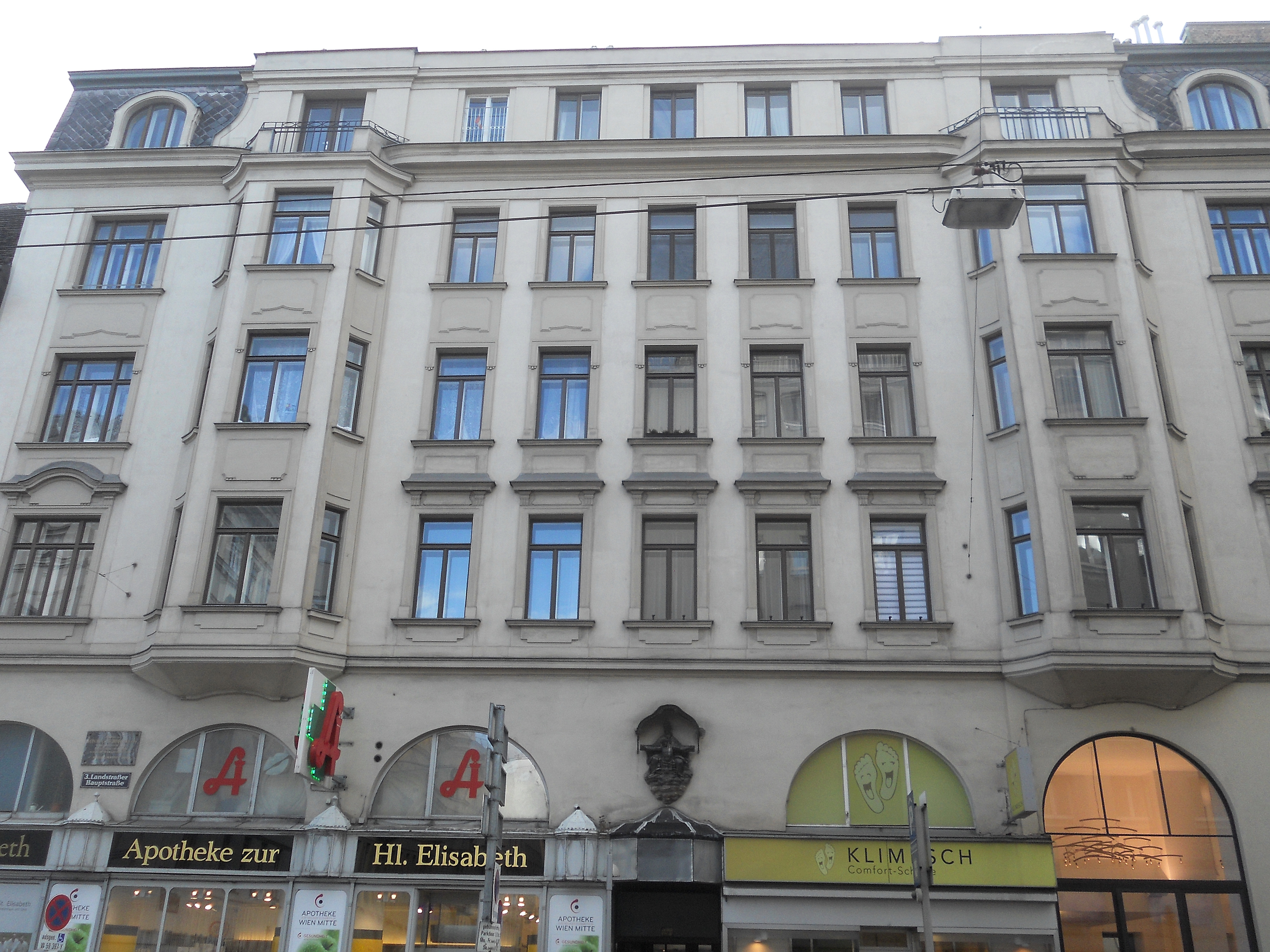
Nr. 4
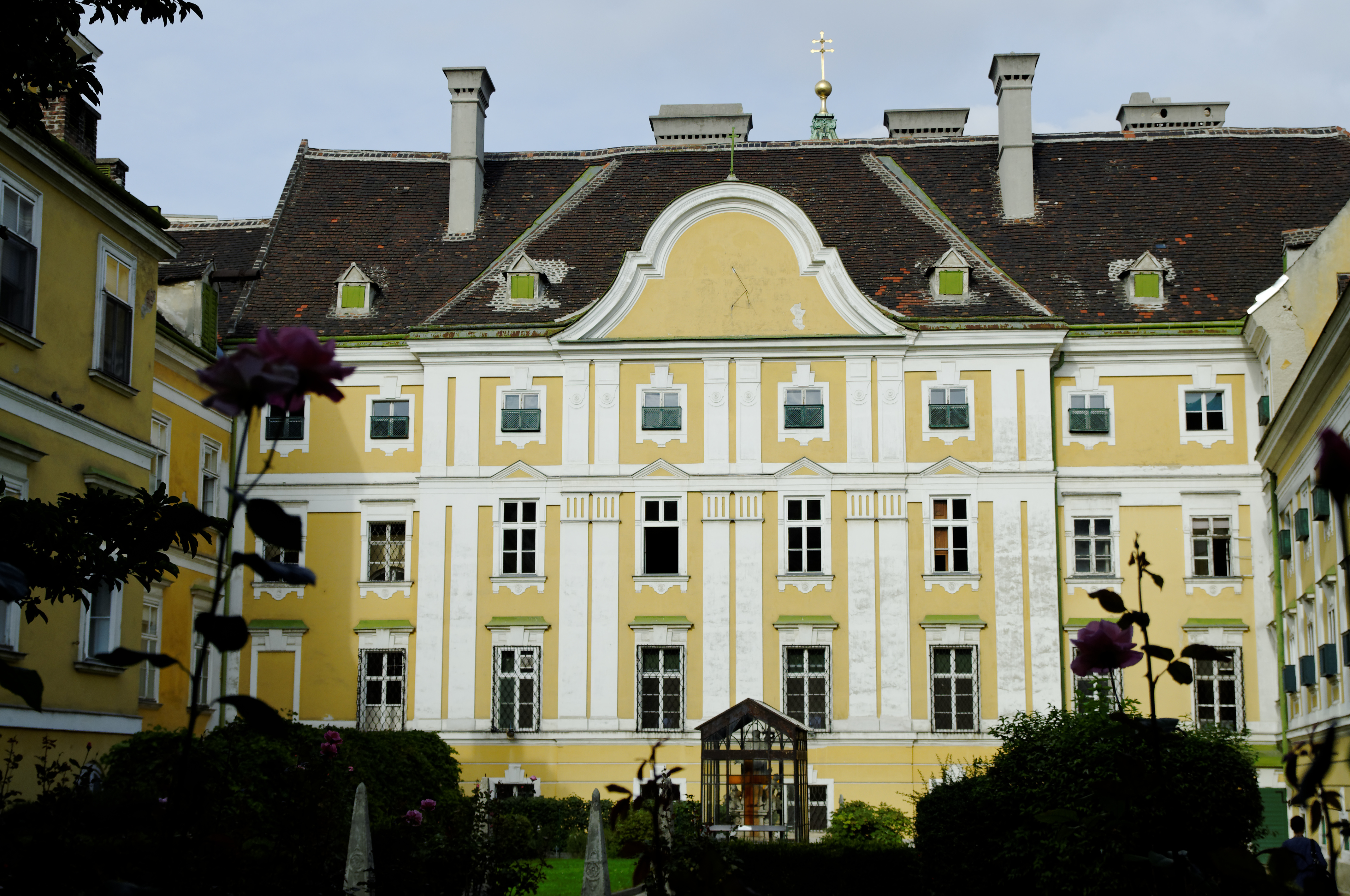
Innenhof des Elisabethspitals
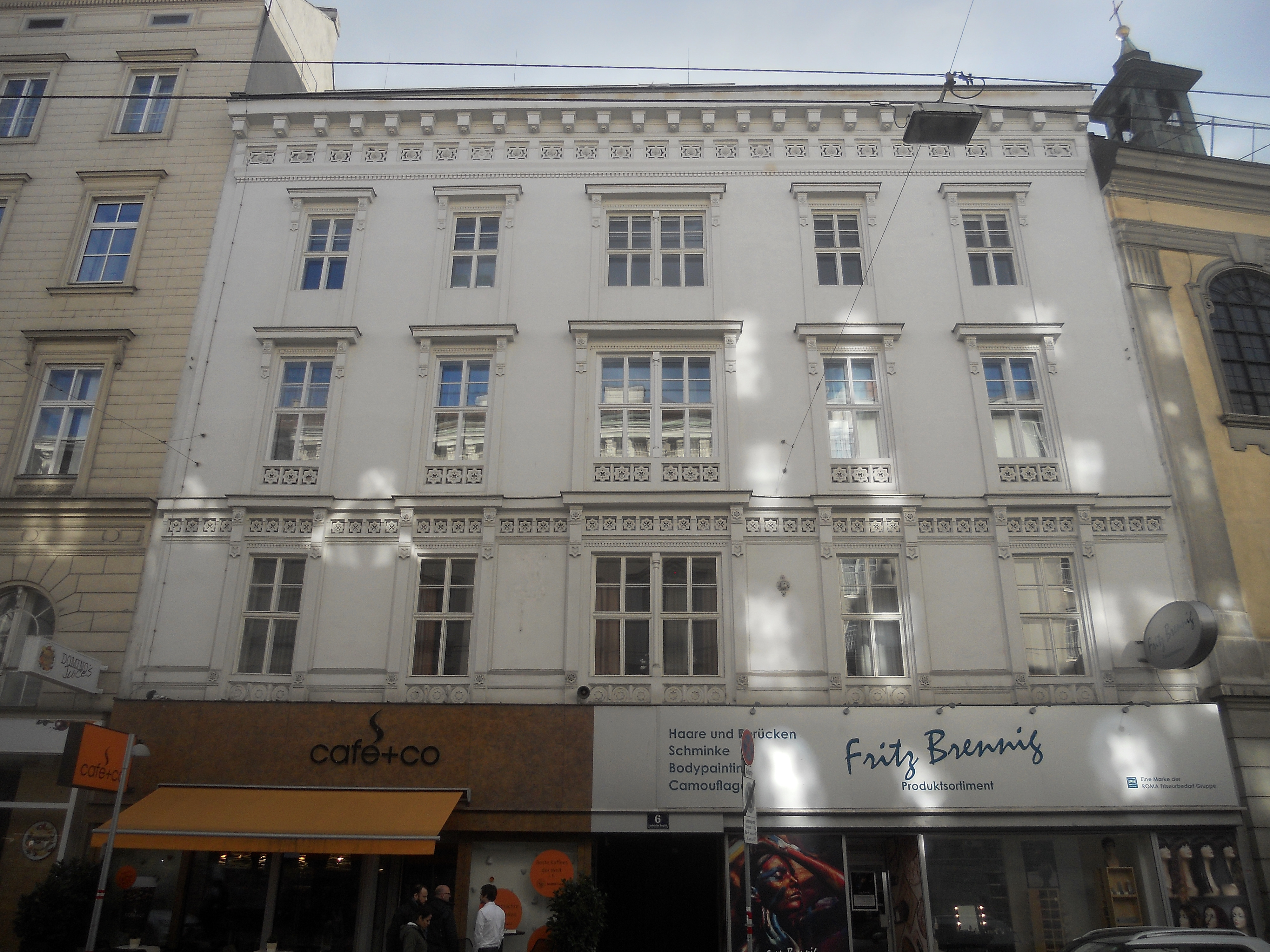
Nr. 6
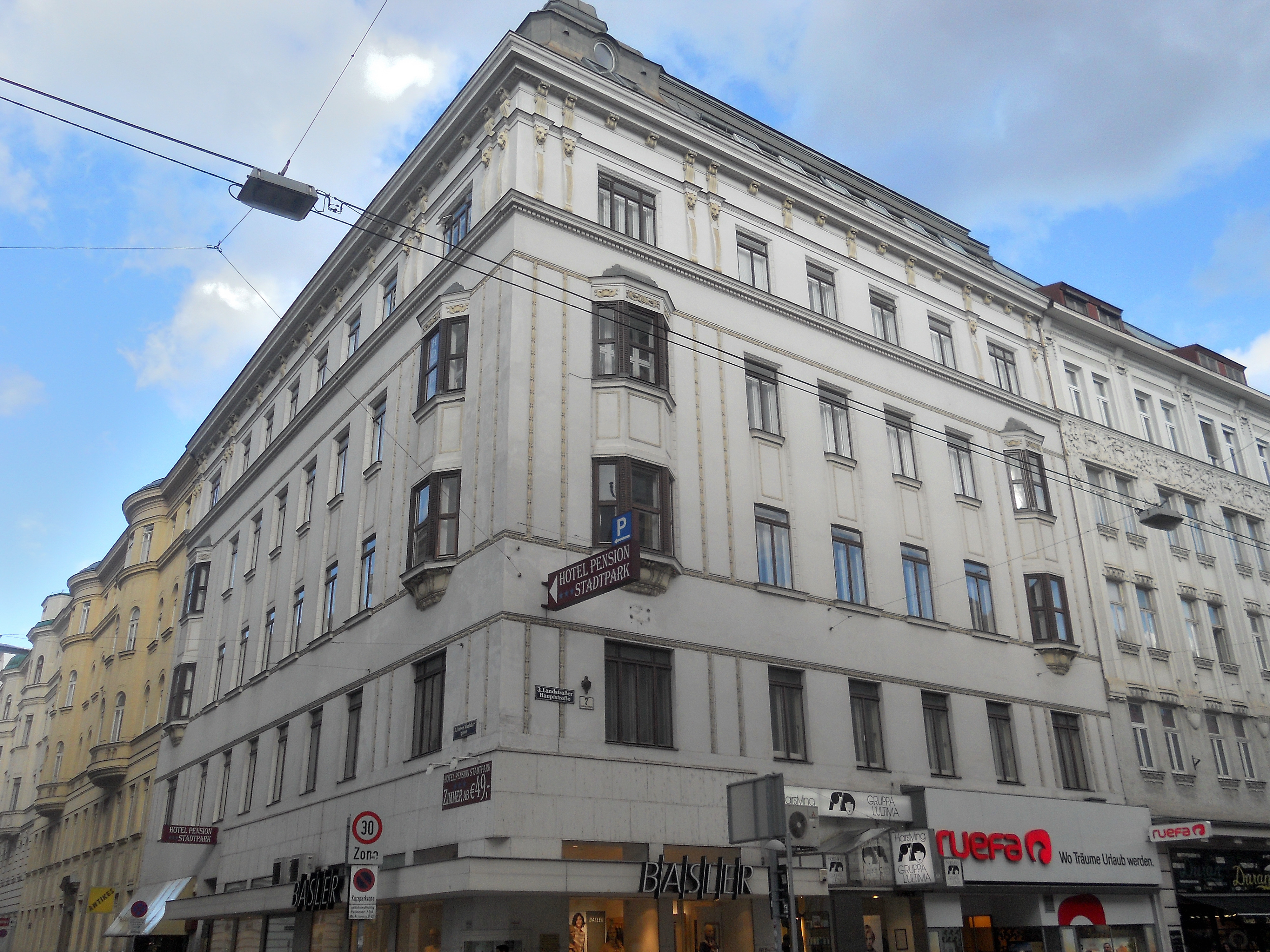
Nr. 7
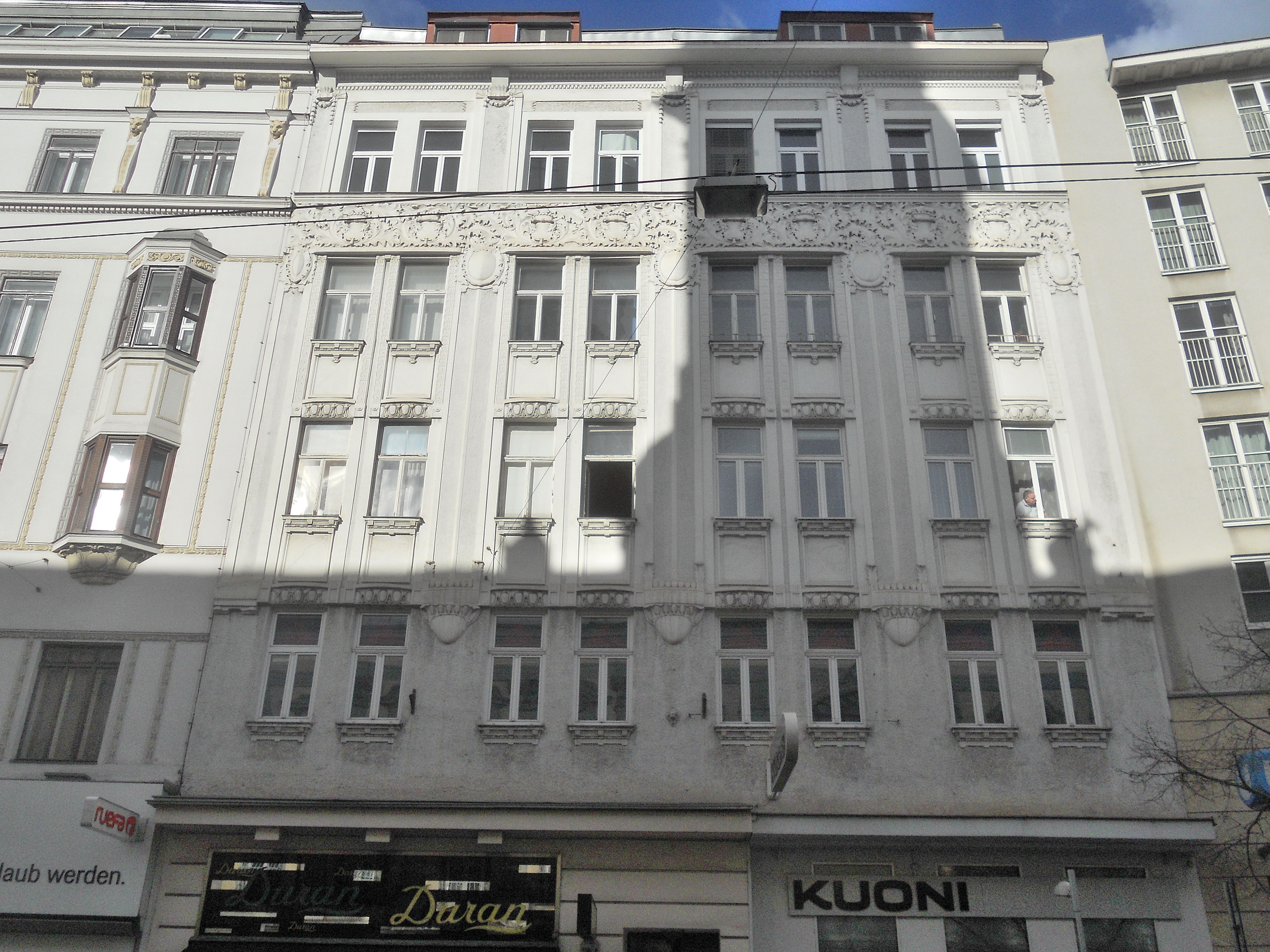
Nr. 9
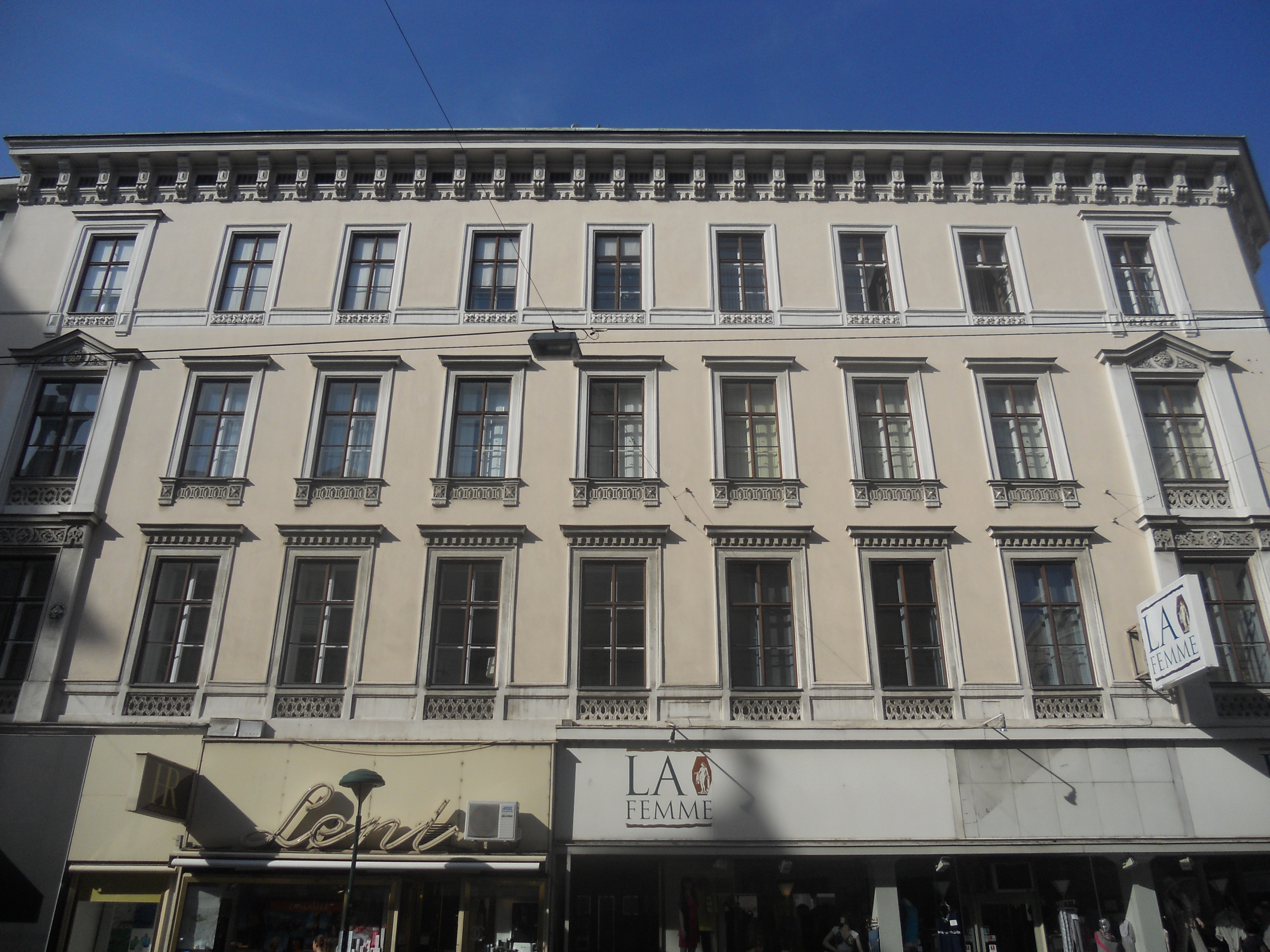
Nr. 13
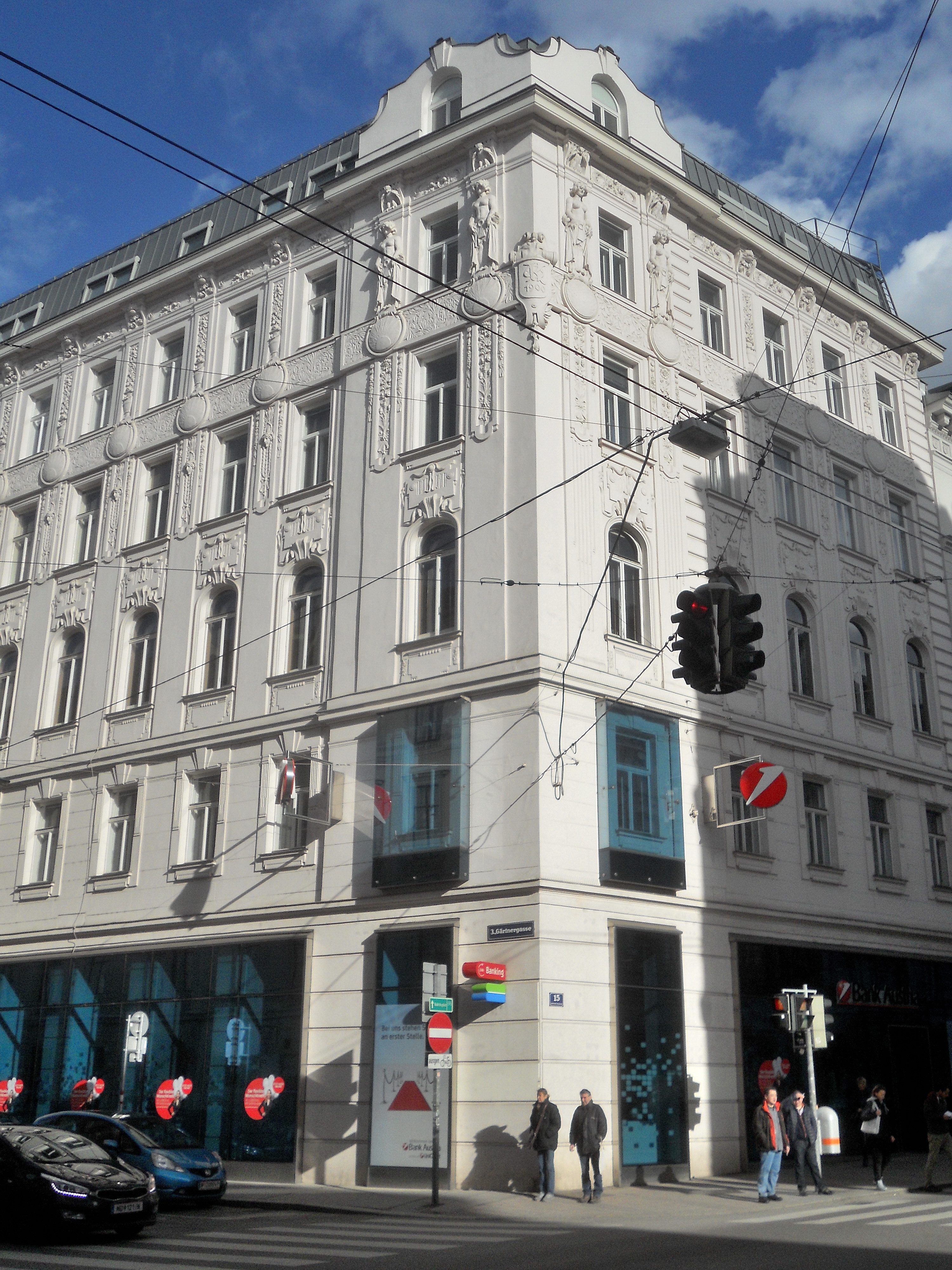
Nr. 15
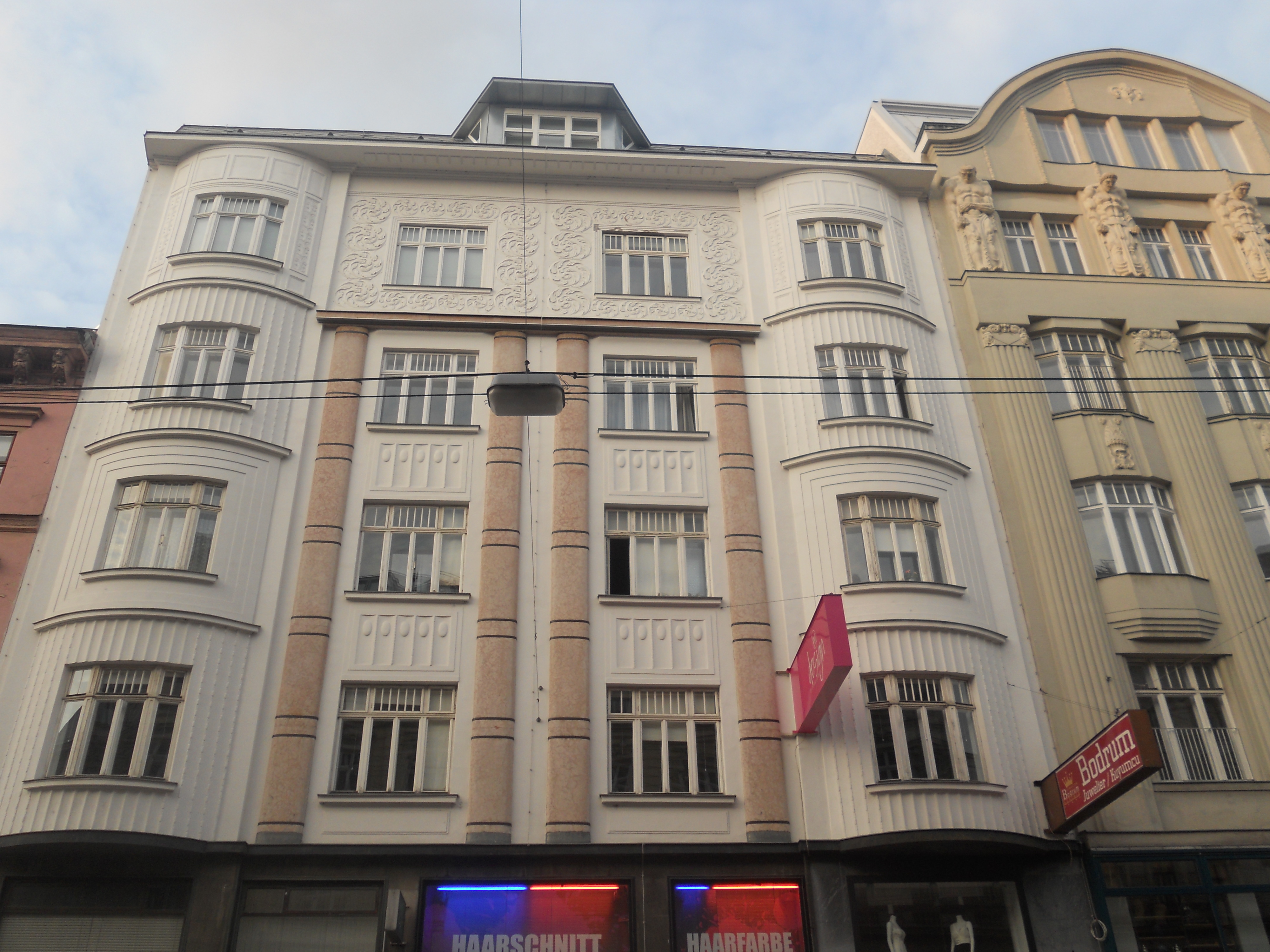
Nr. 21
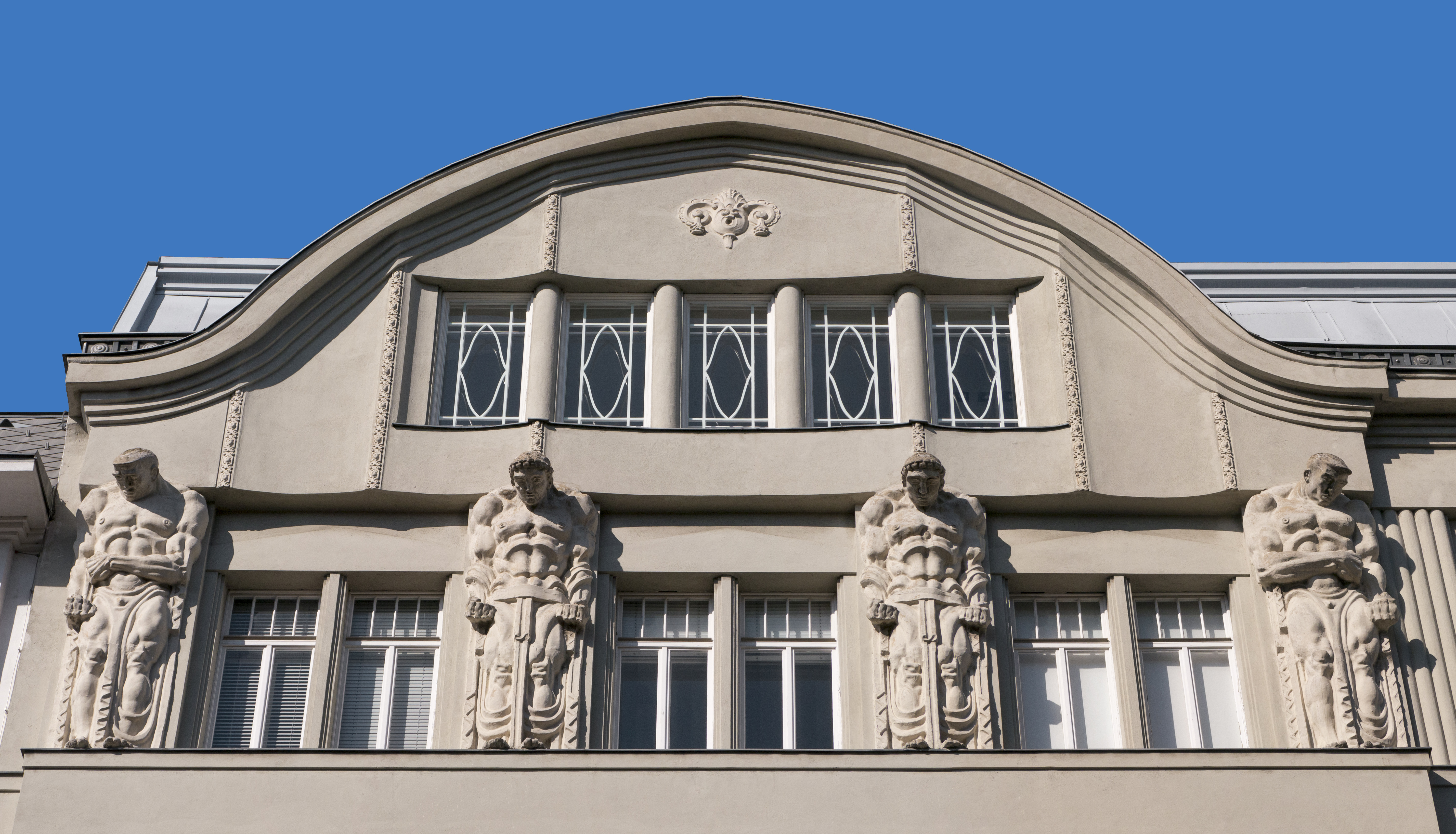
Giebel mit Atlanten auf Nr. 23
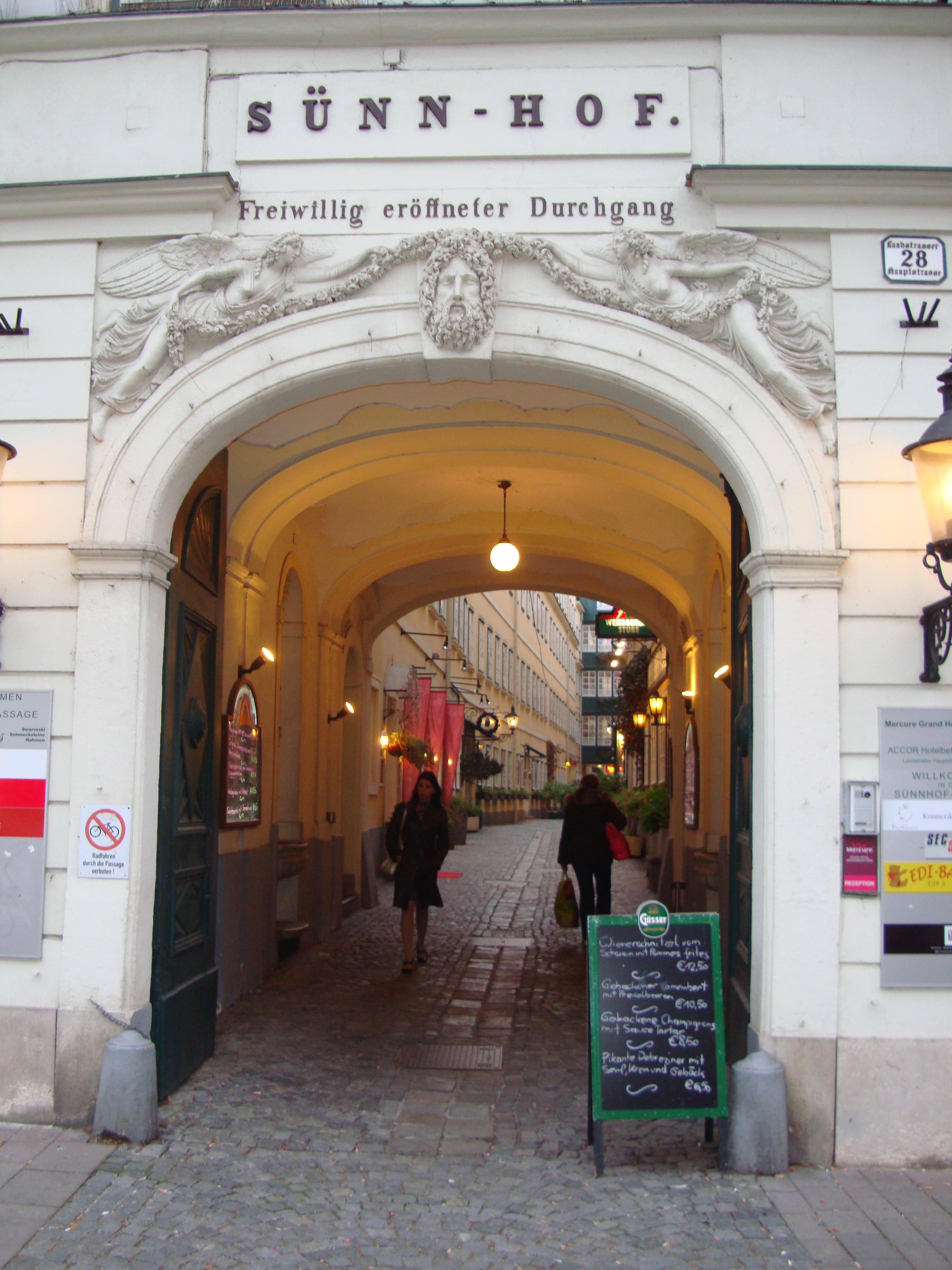
Durchgang auf Nr. 28 („Sünnhof“)
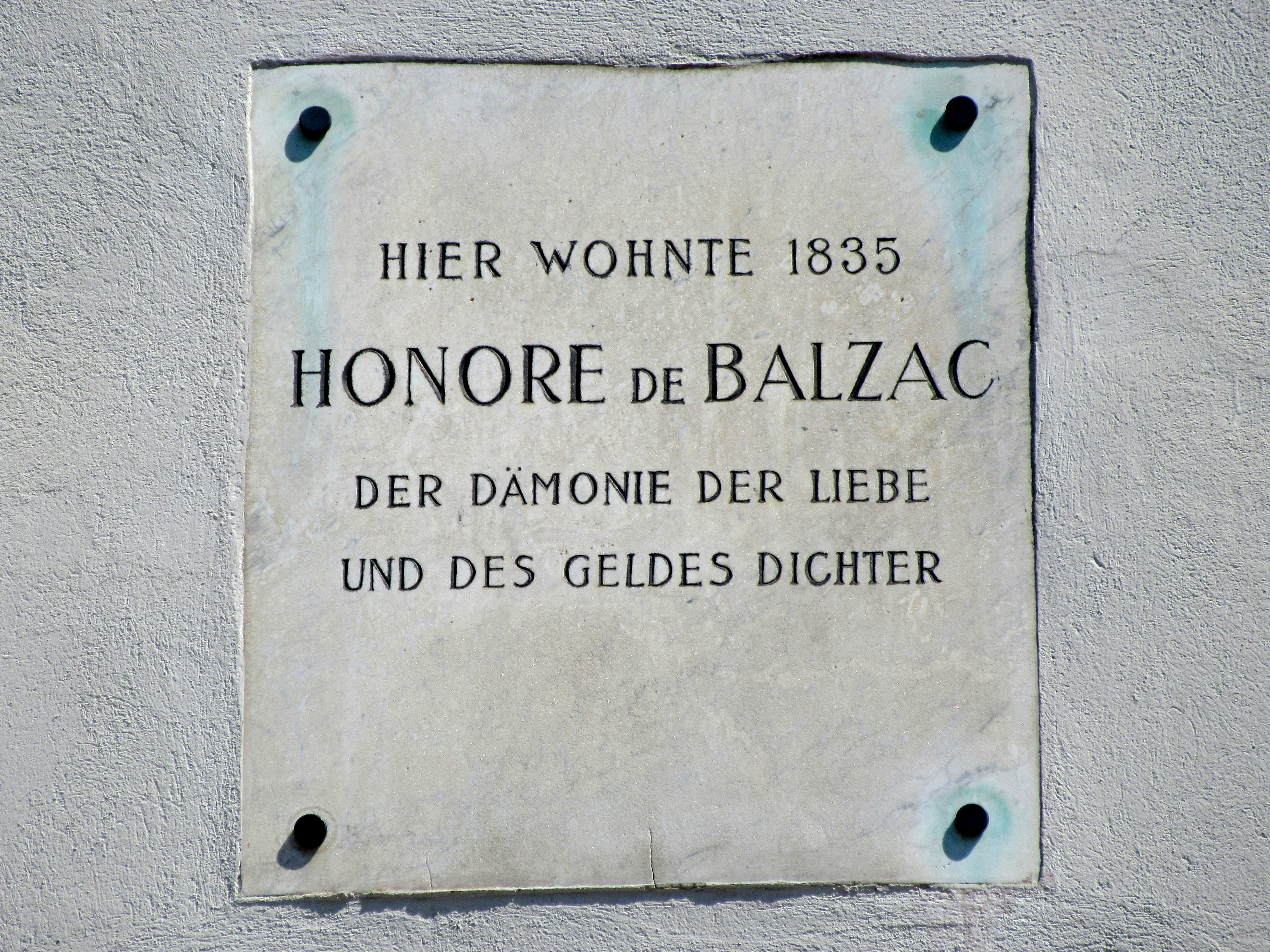
Gedenktafel für Balzac auf Nr. 31
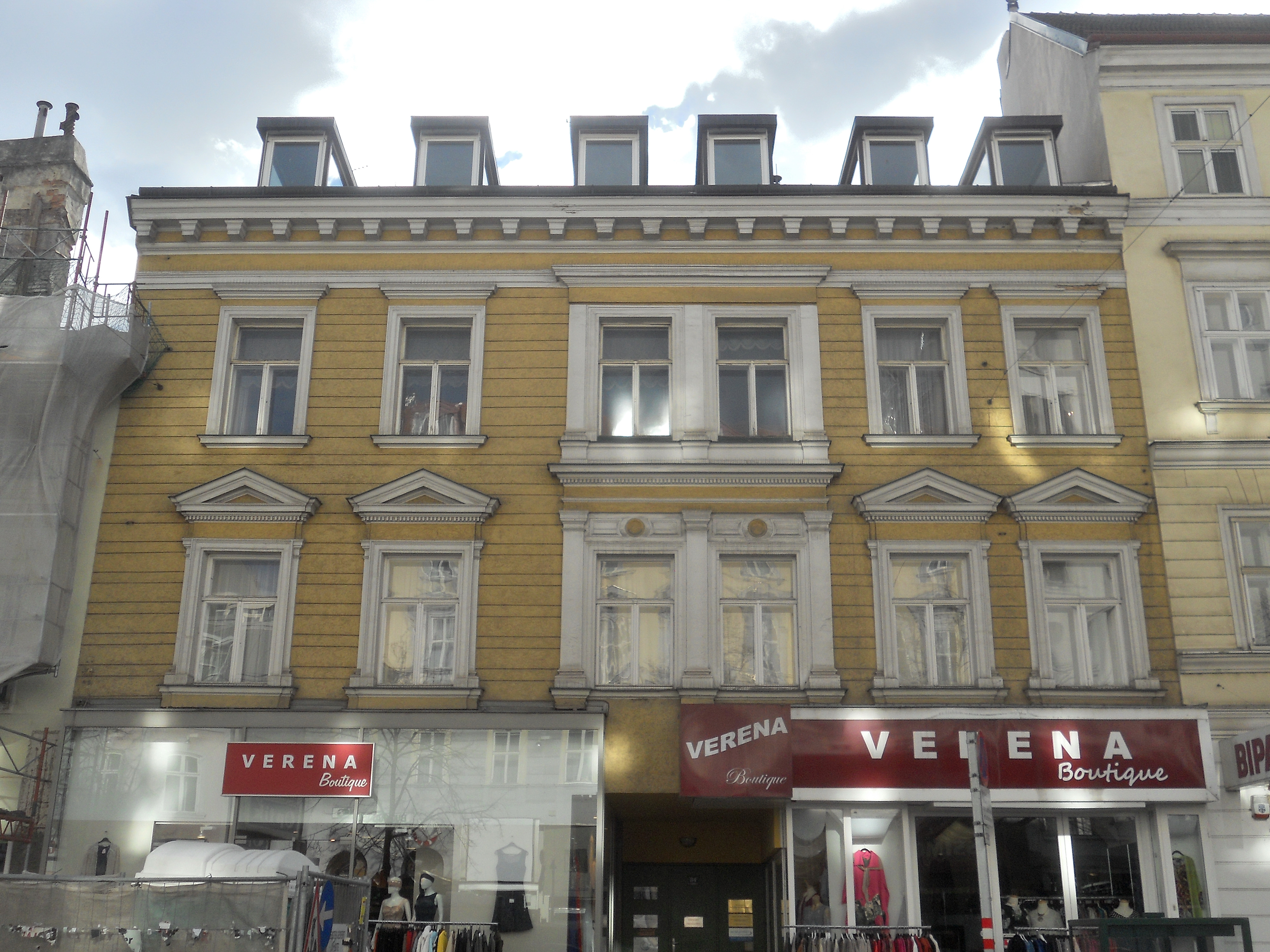
Nr. 34
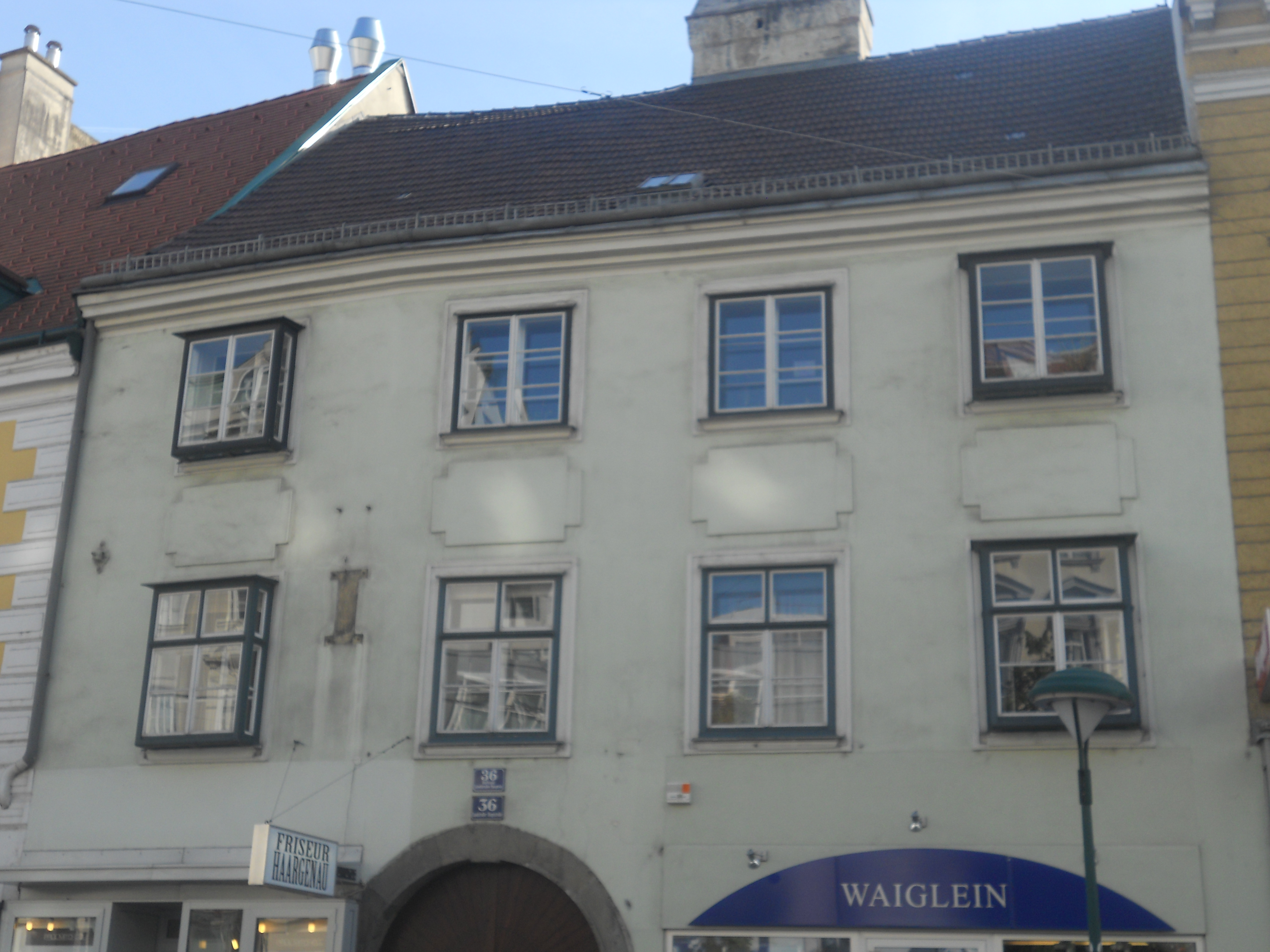
Nr. 36
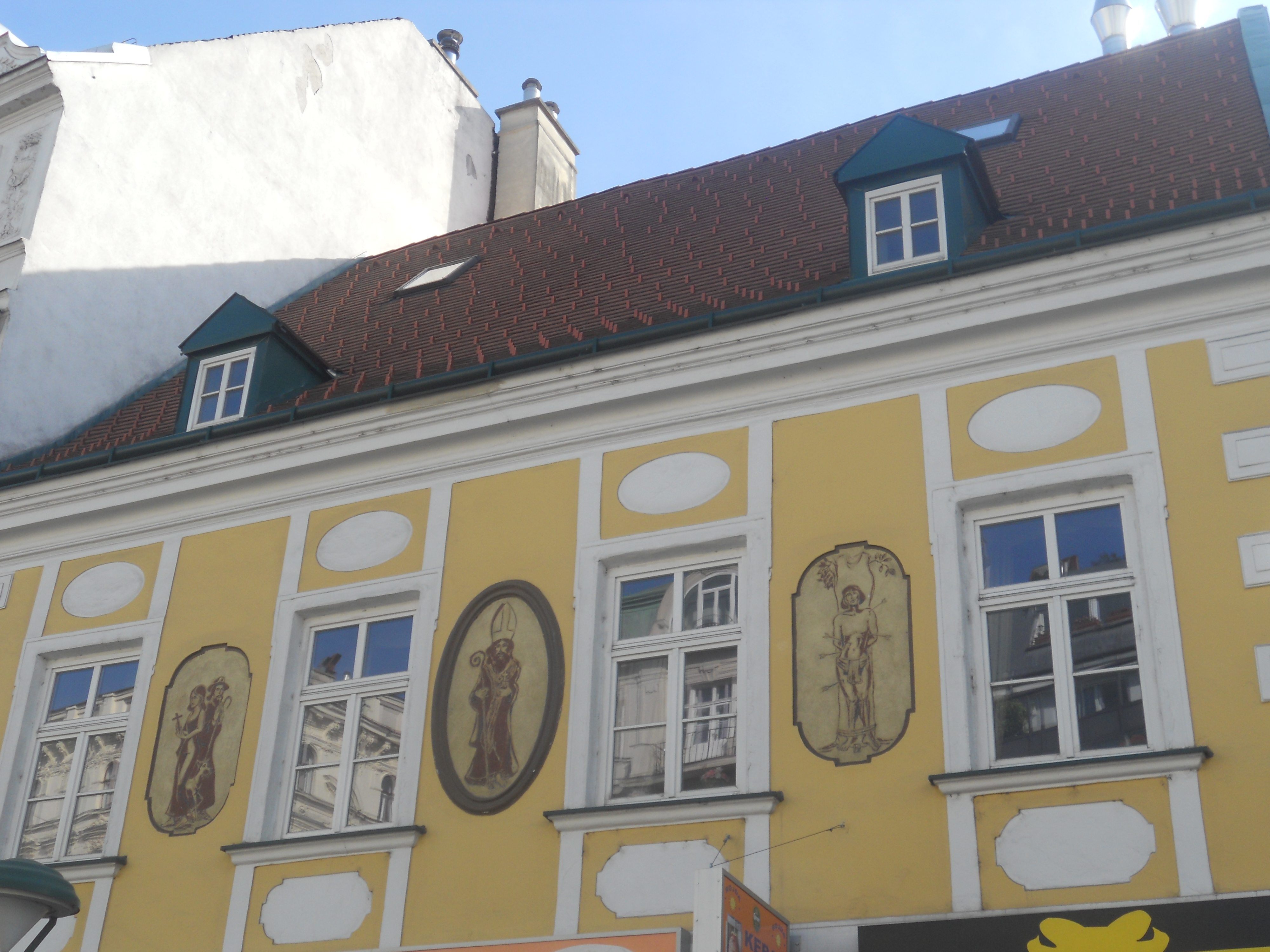
Nr. 38
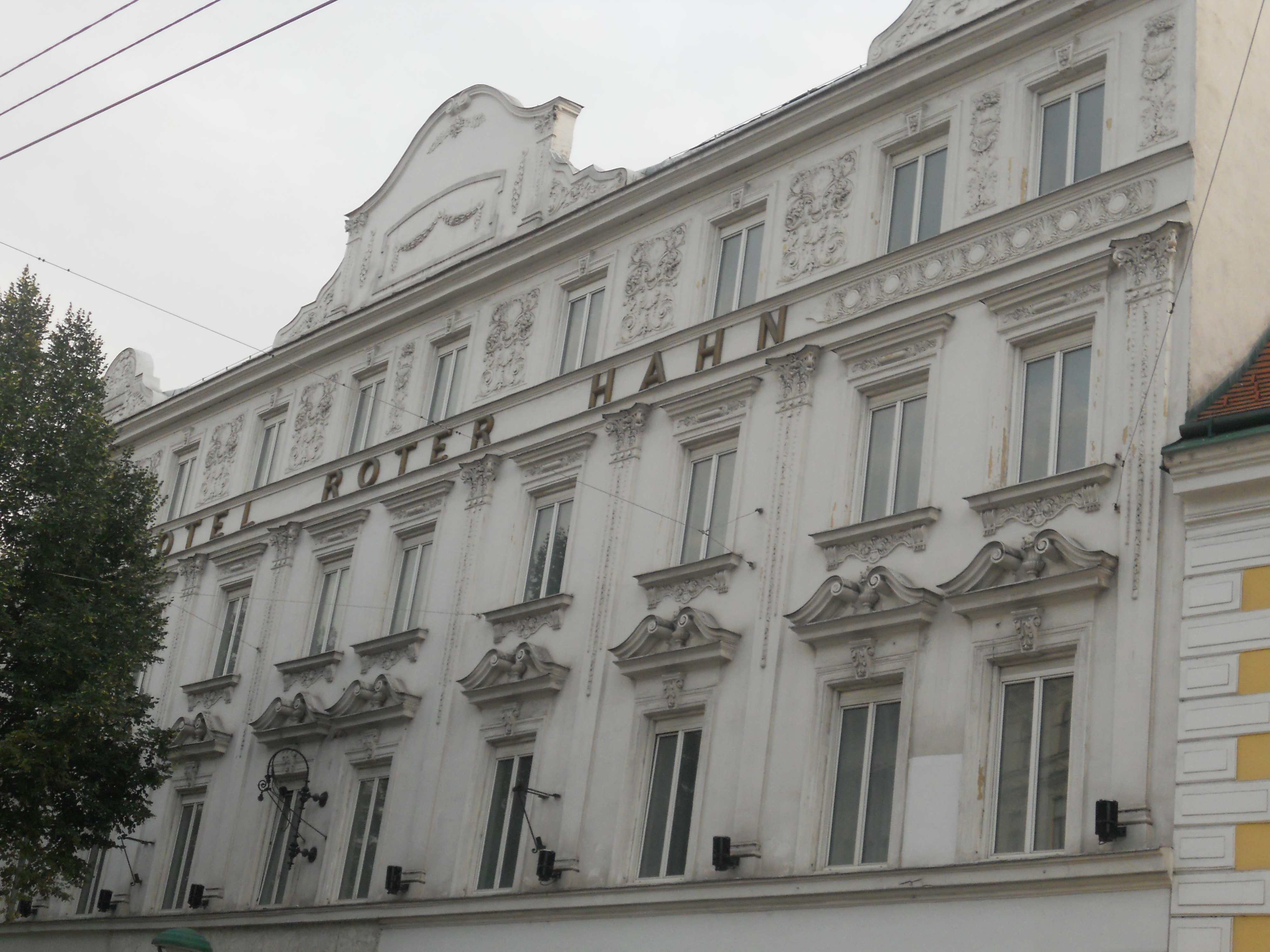
Nr. 40 (Hotel zum roten Hahn)
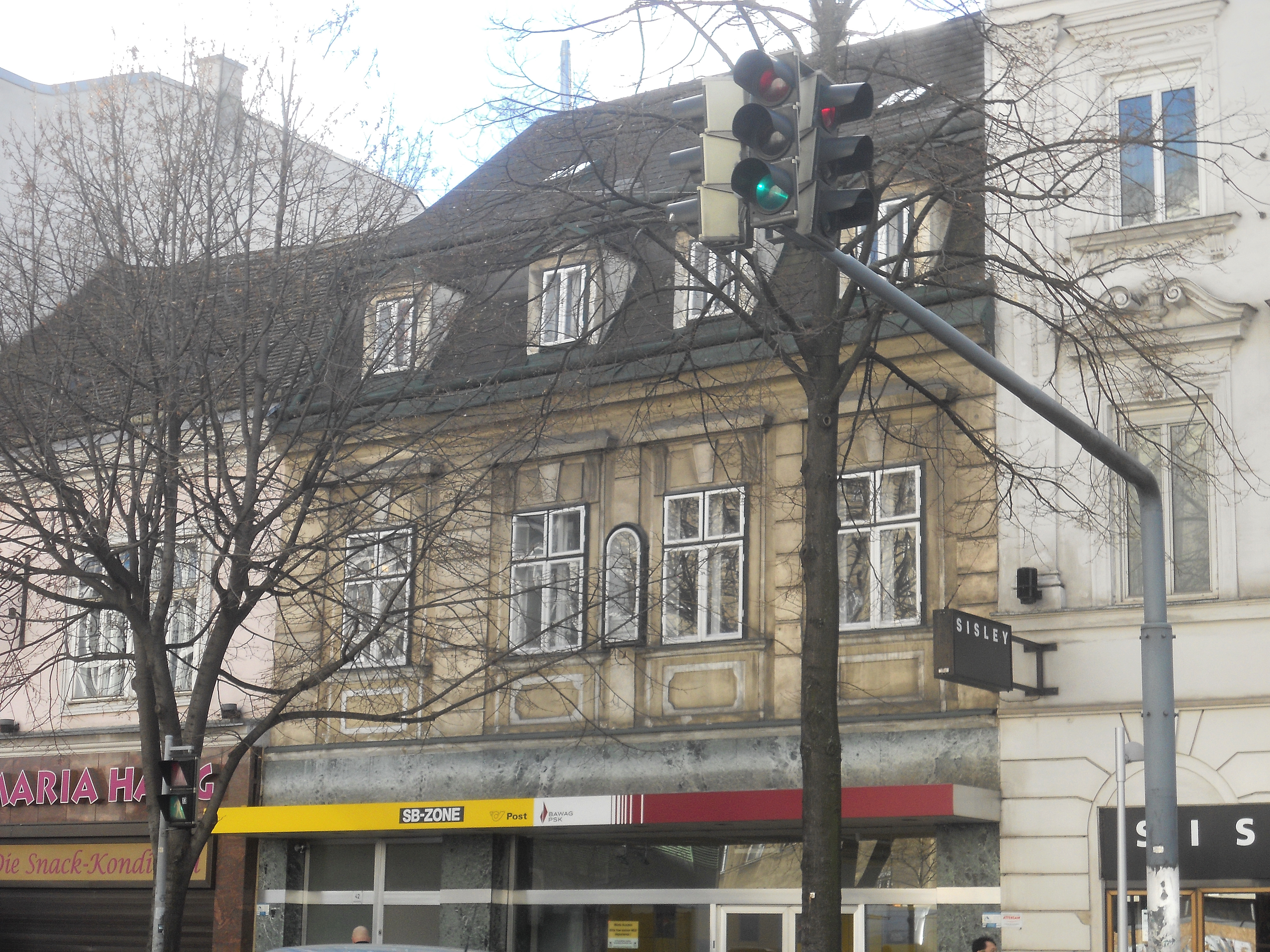
Nr. 42
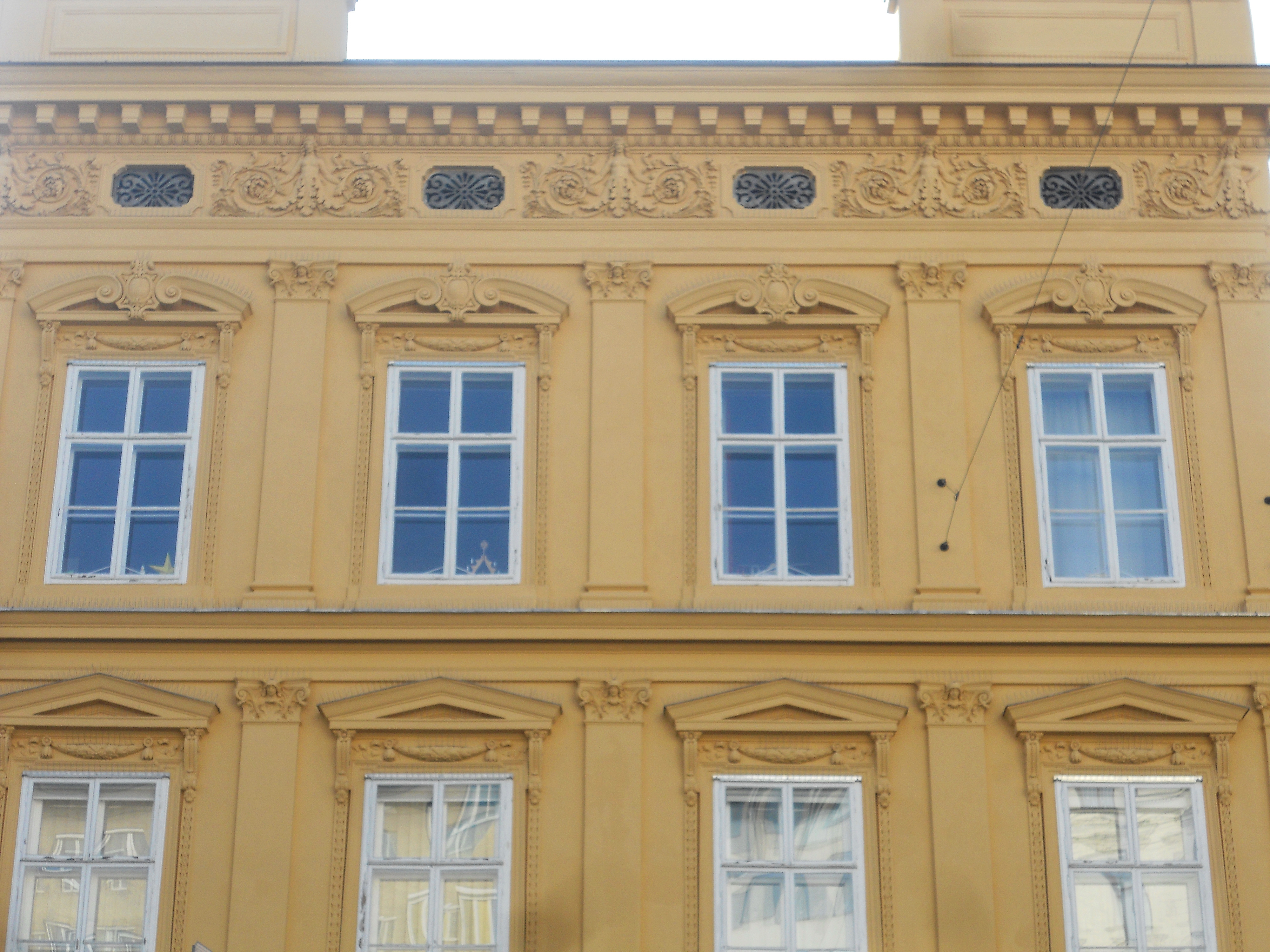
Nr. 46
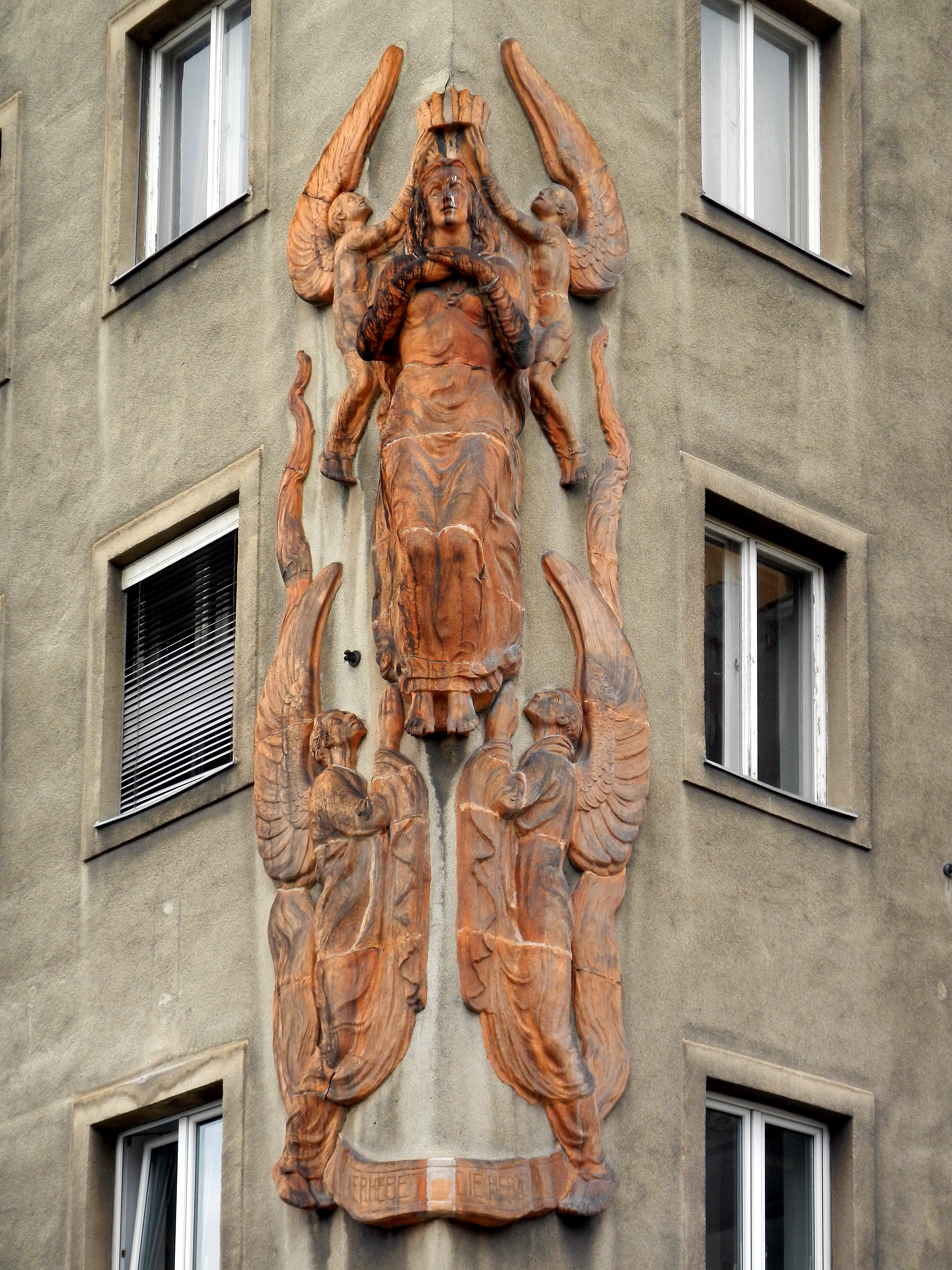
Marienrelief an der Ecke zur Rasumofskygasse
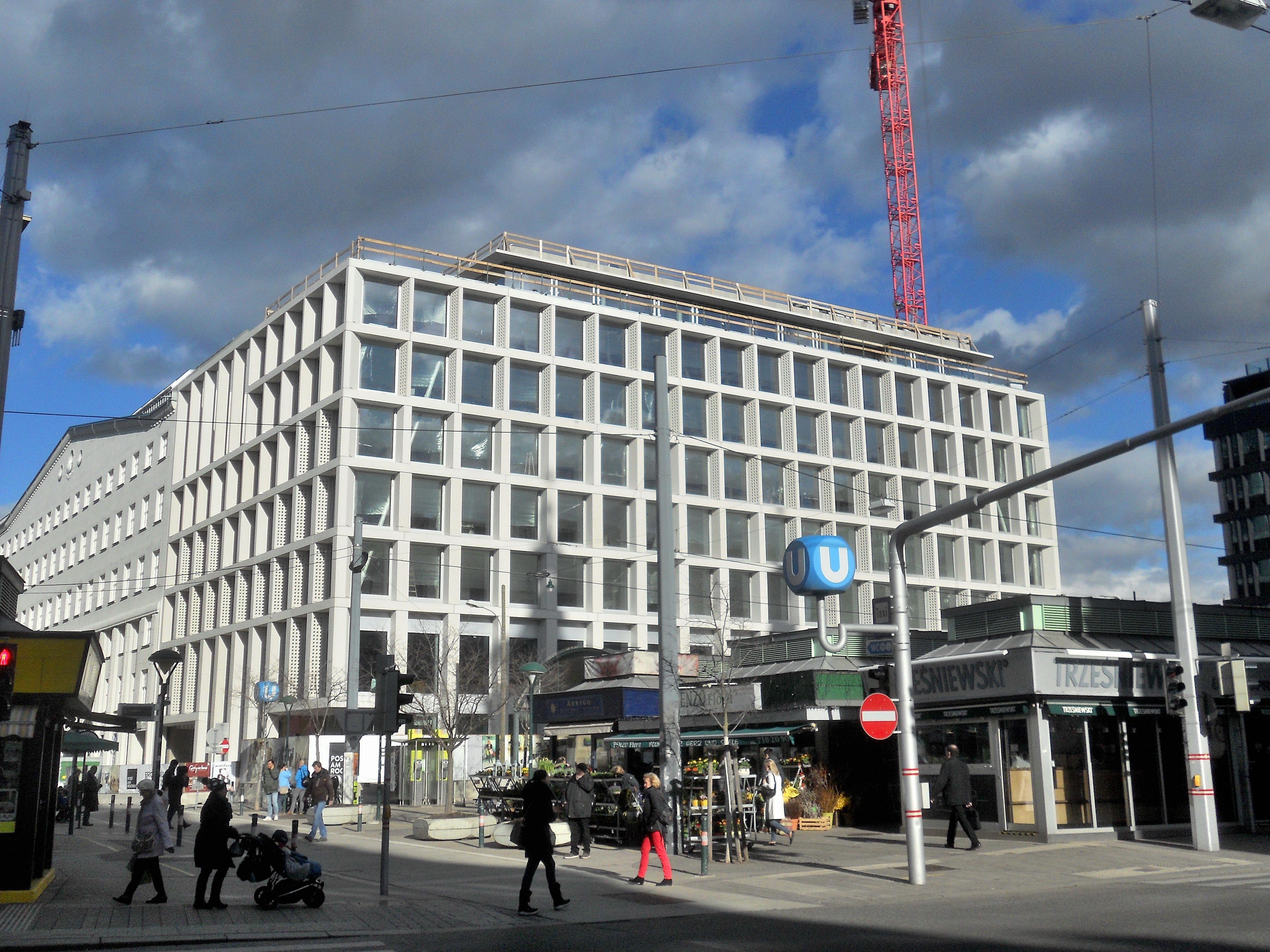
Die "Post am Rochus" in der Bauphase (März 2017)
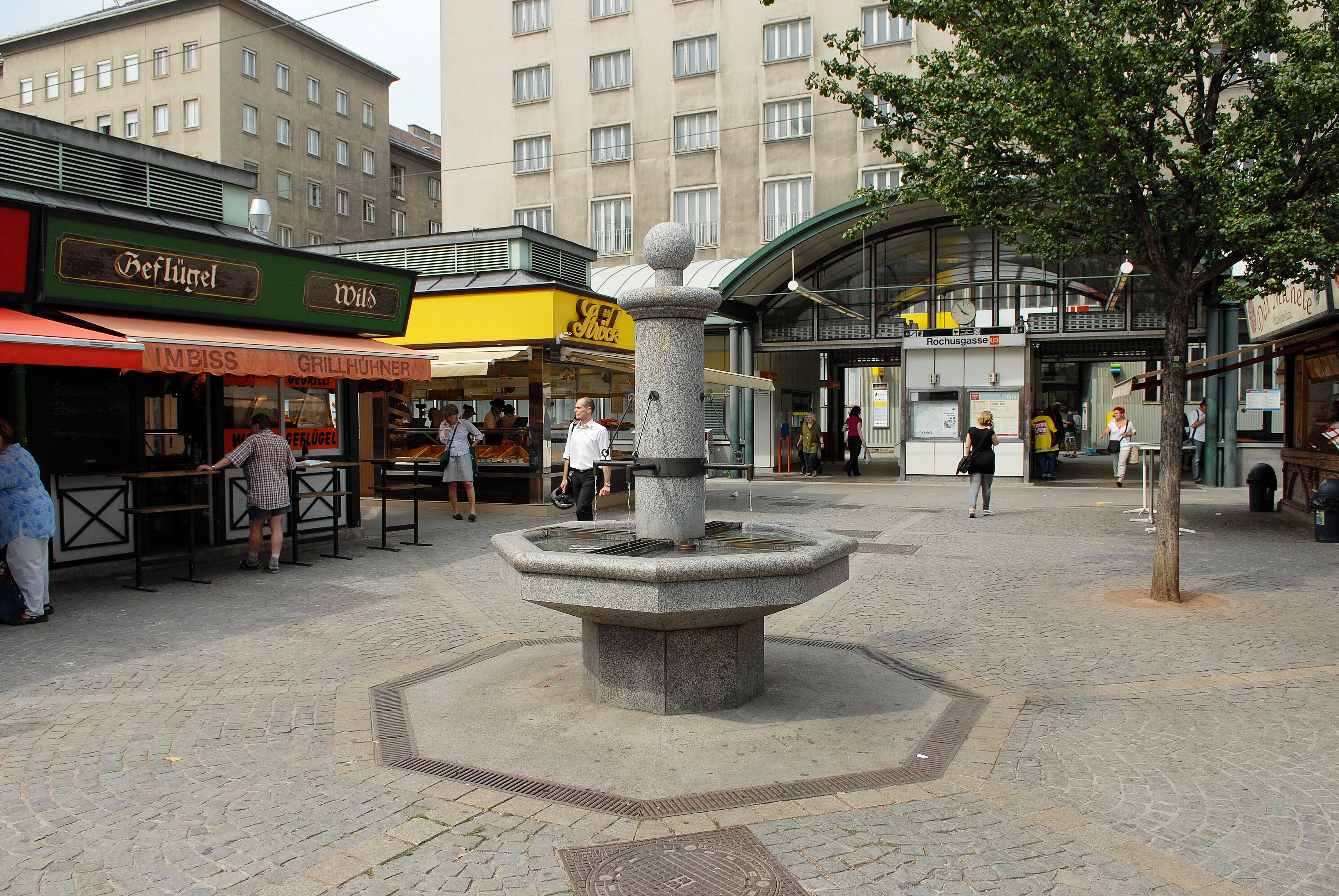
Rochusmarkt
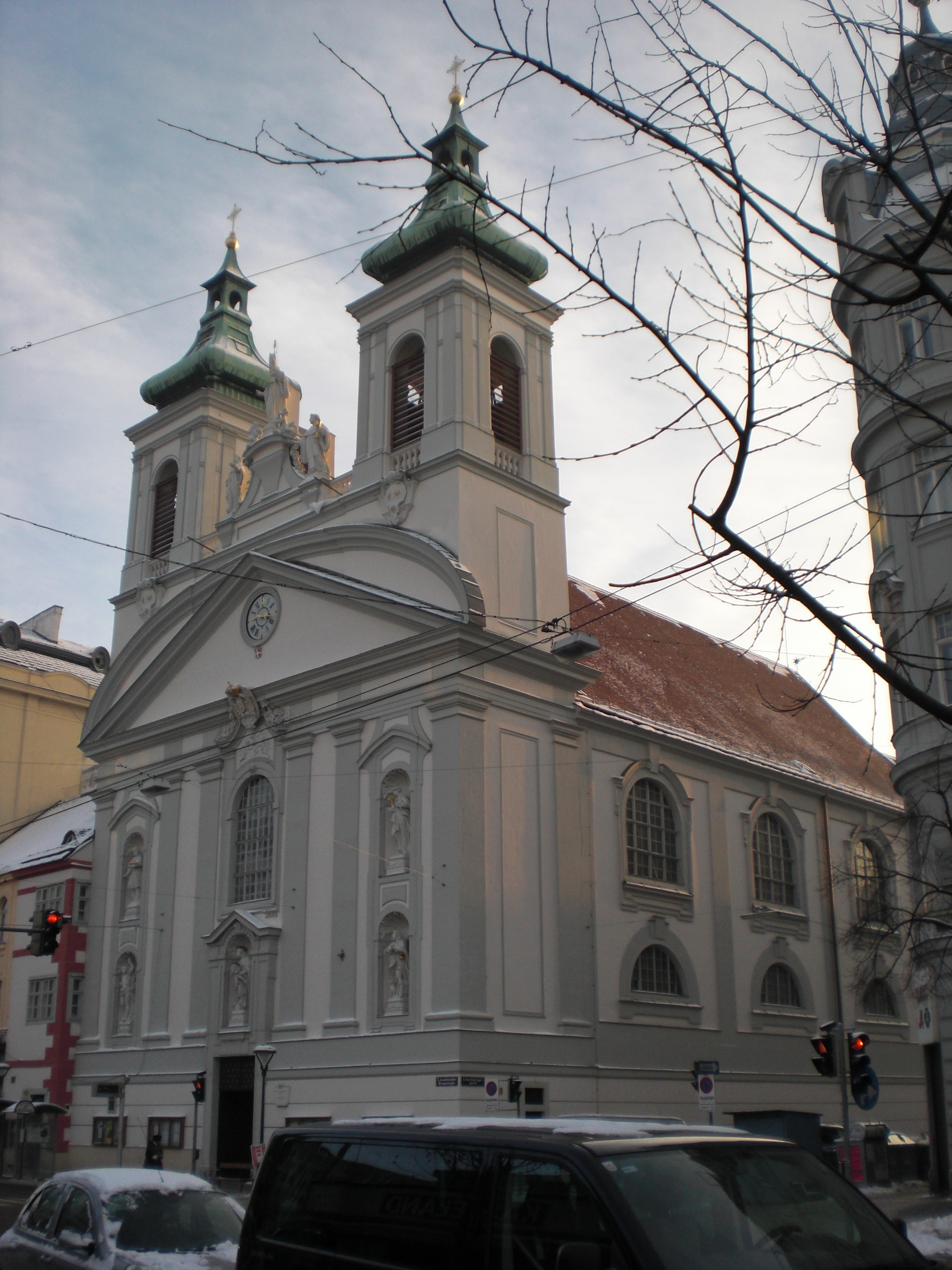
Rochuskirche
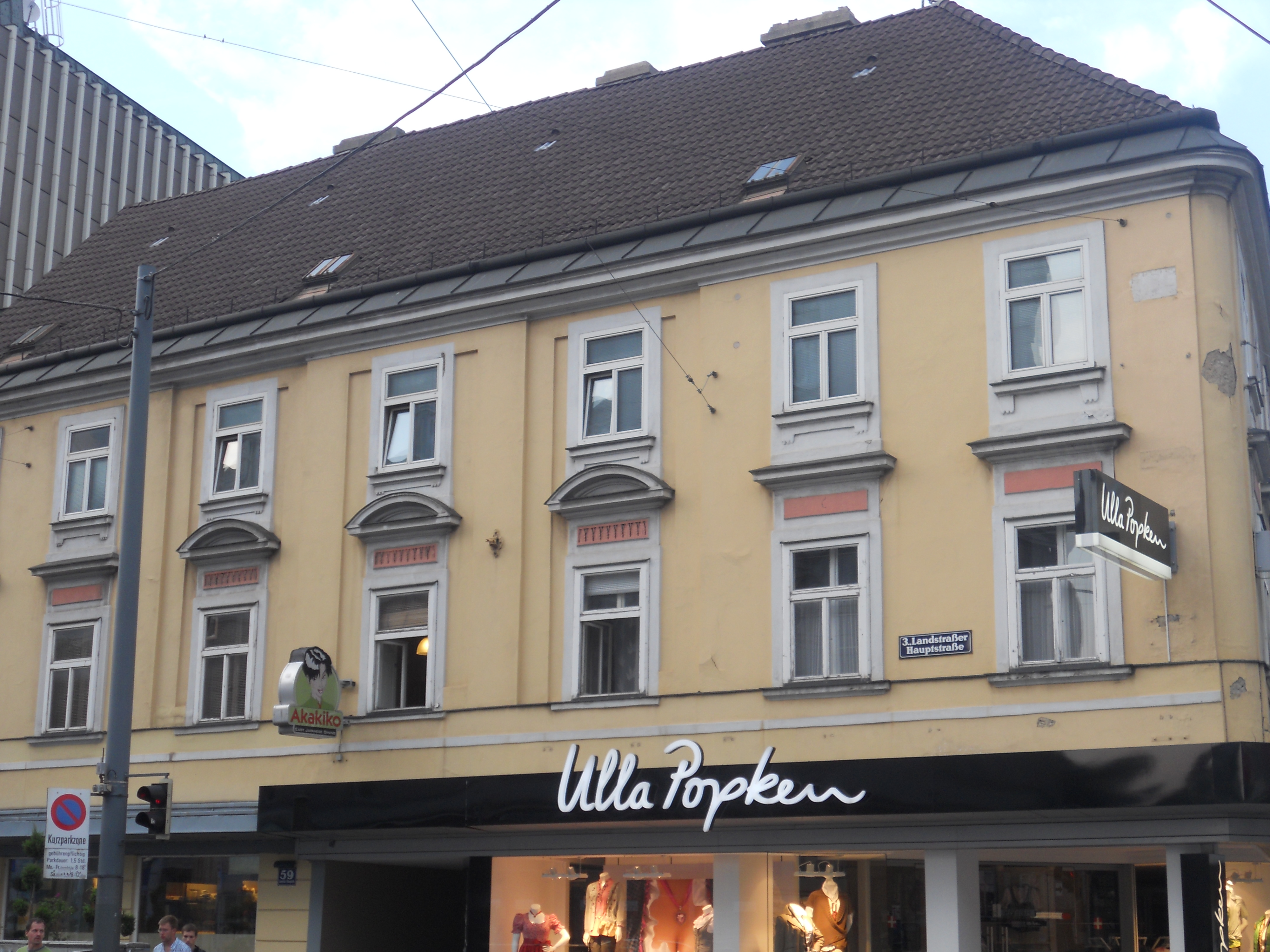
Nr. 59
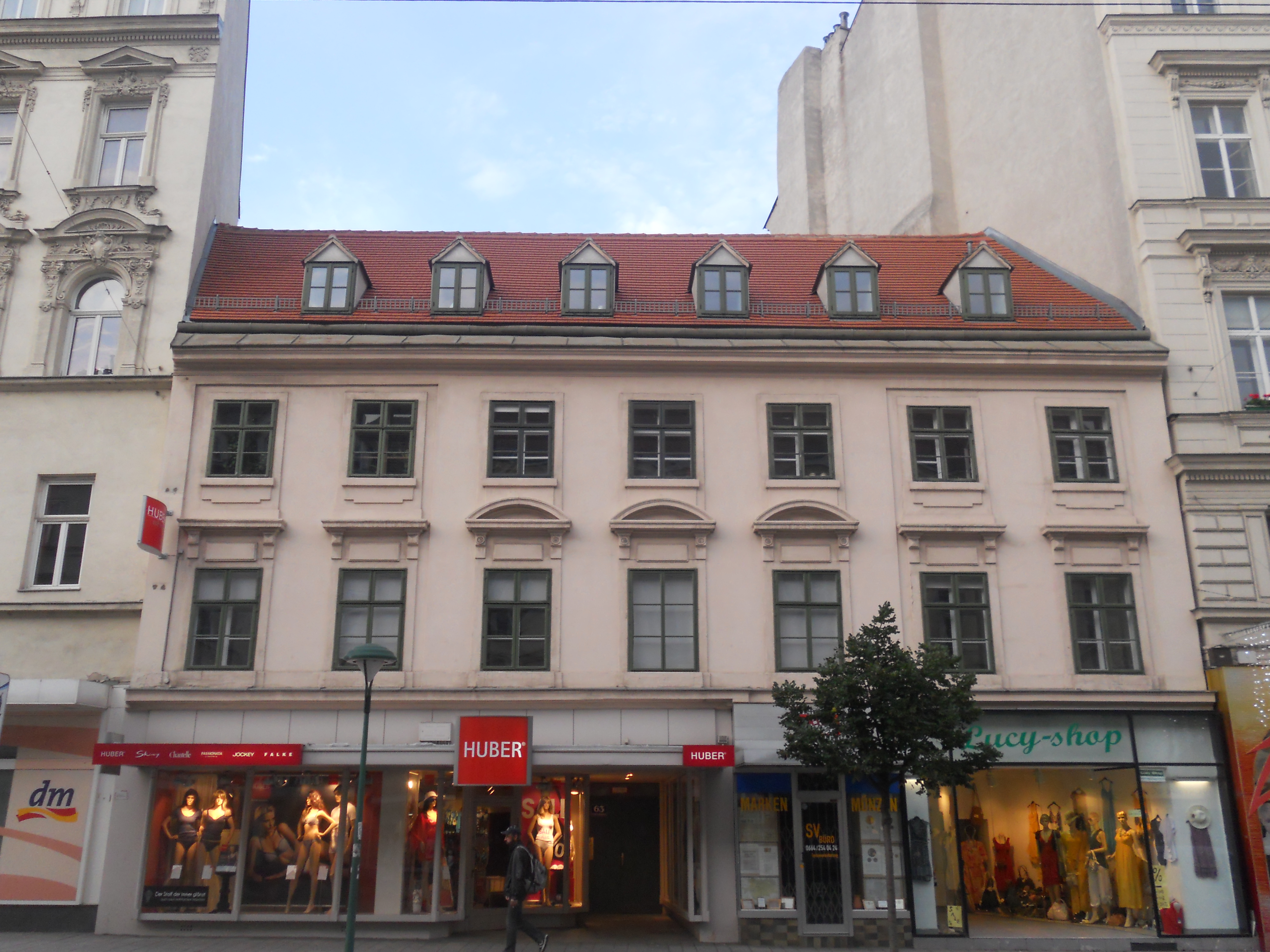
Nr. 63
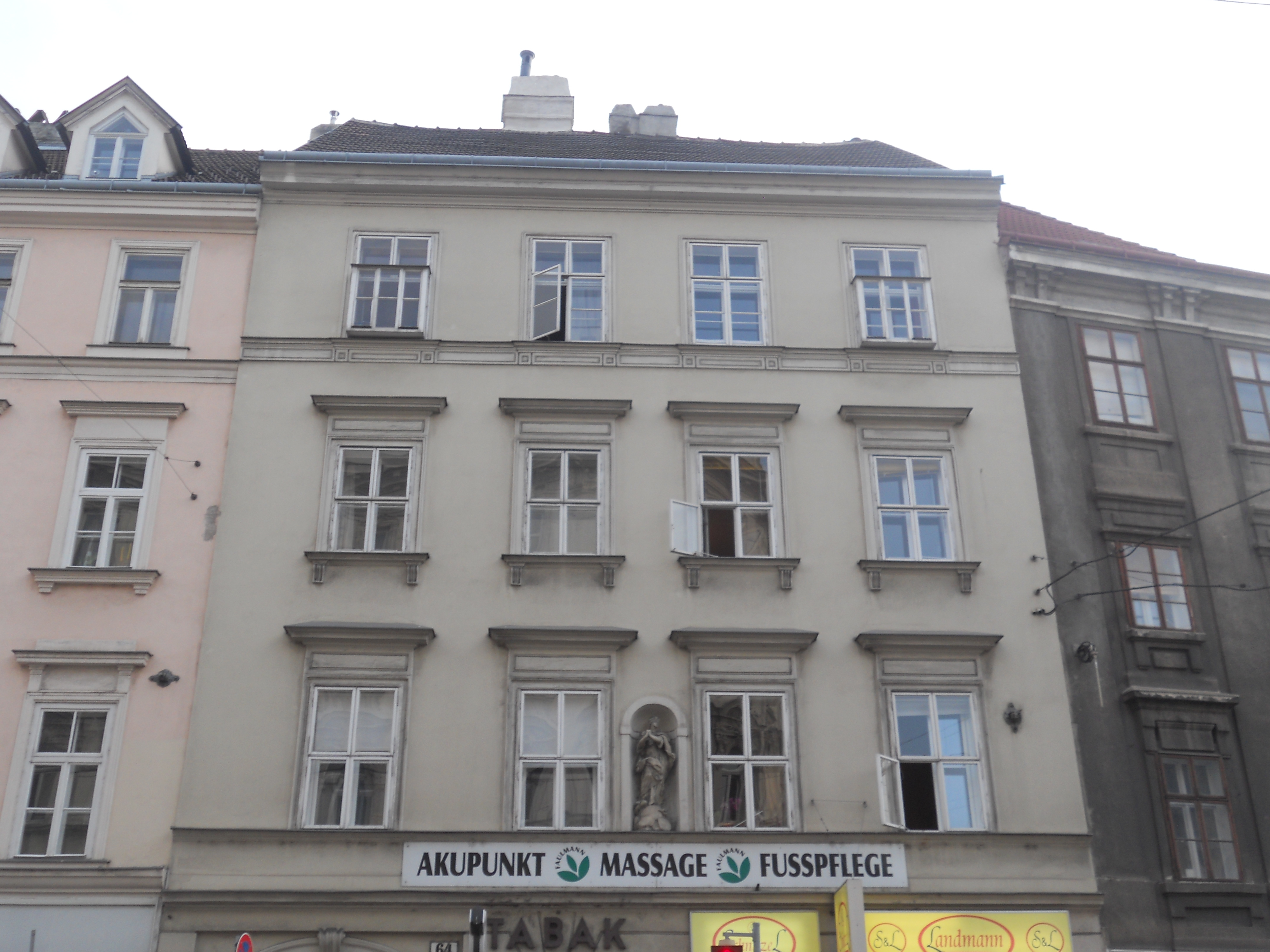
Nr. 64
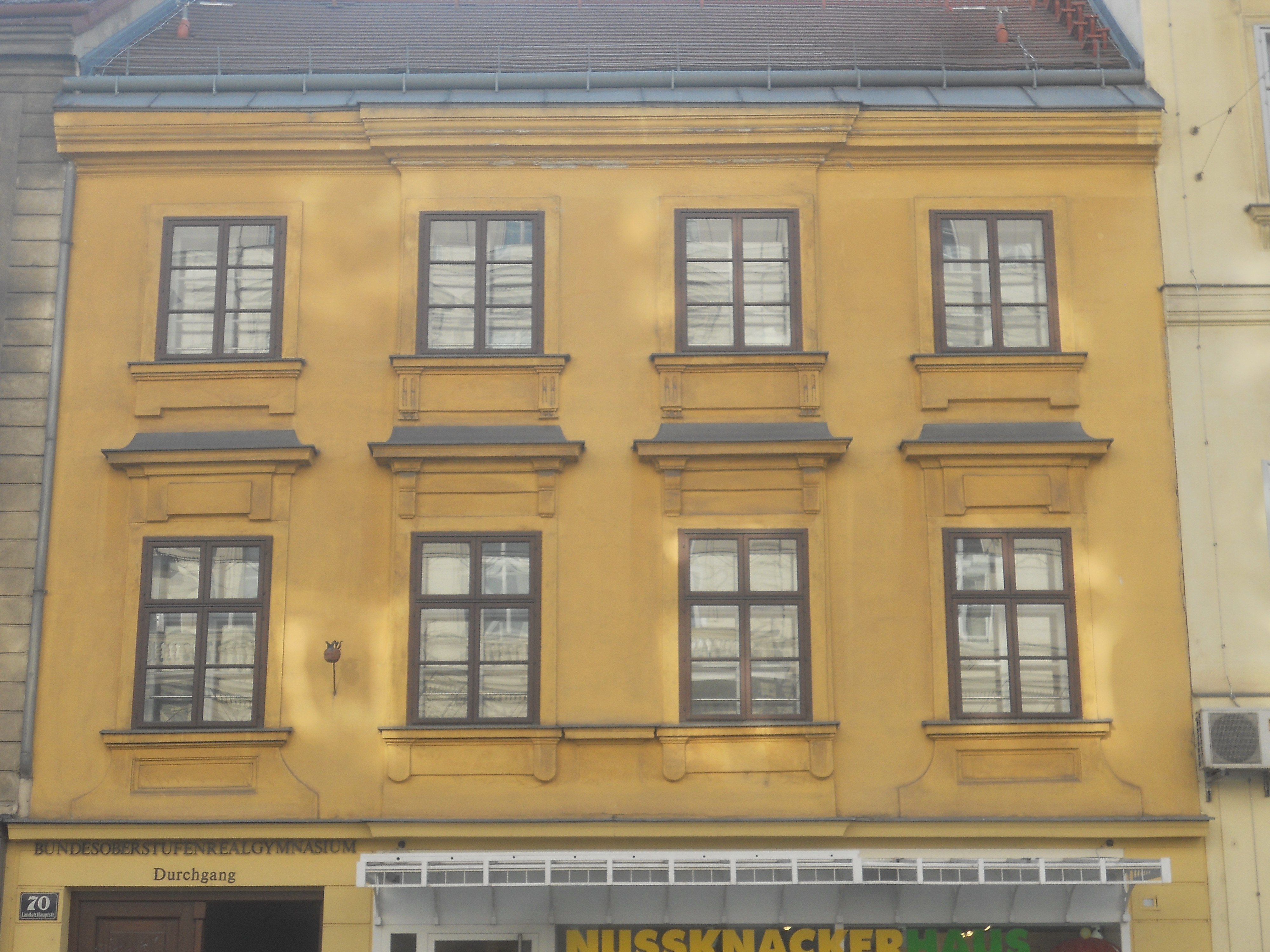
Nr. 70 (Gymnasium)
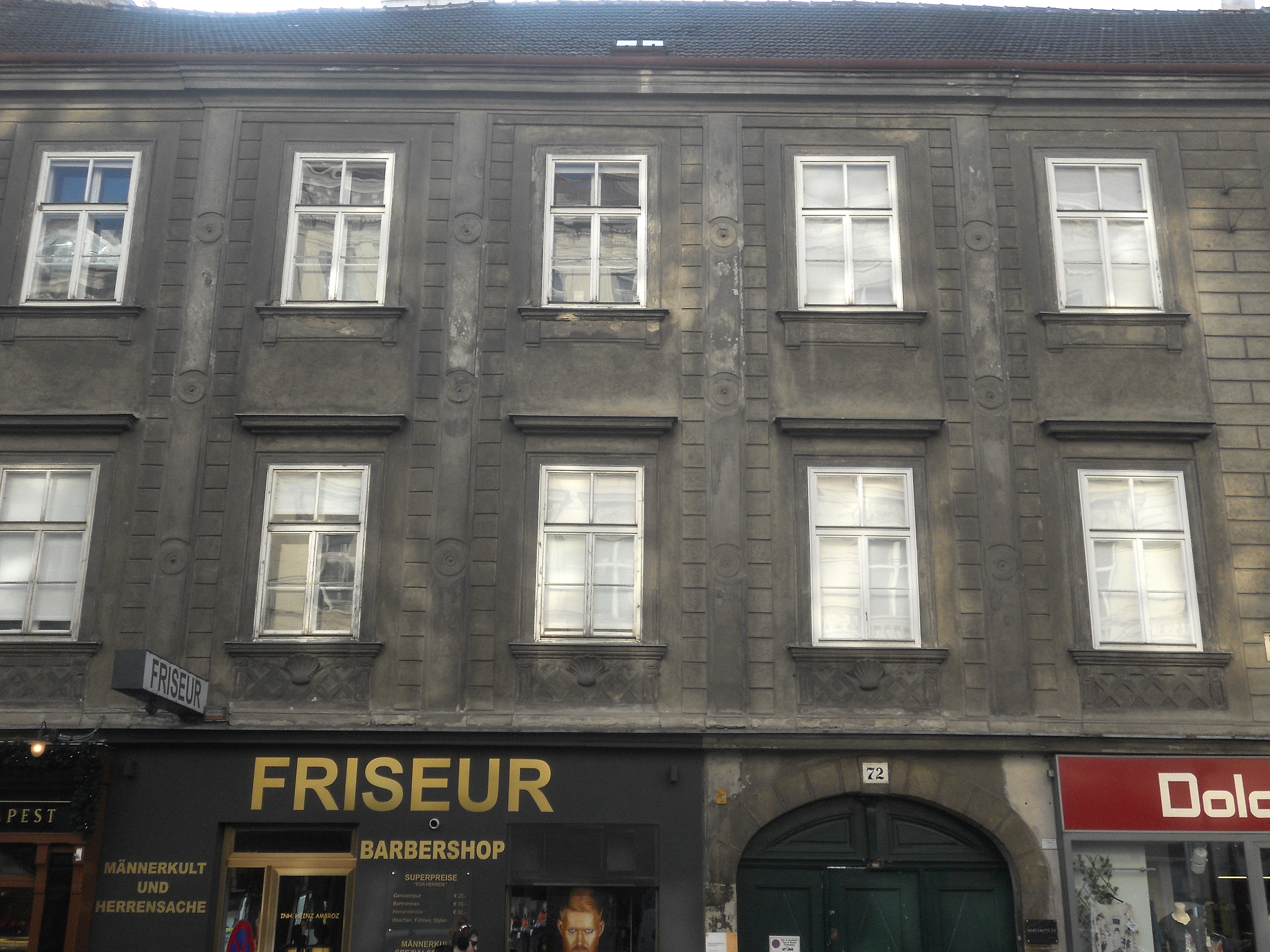
Nr. 72
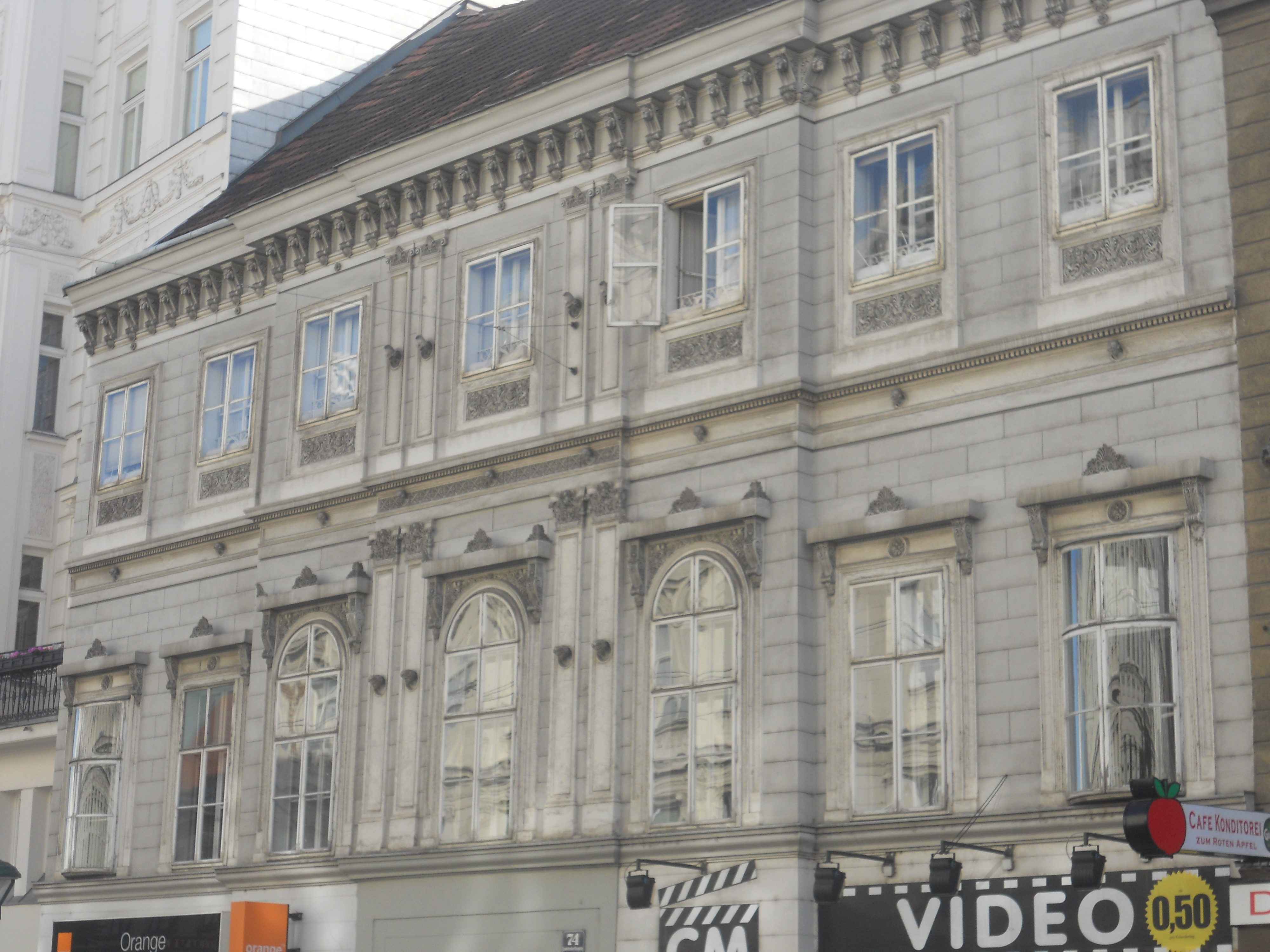
Nr. 74 („Haus Fernolendt“)
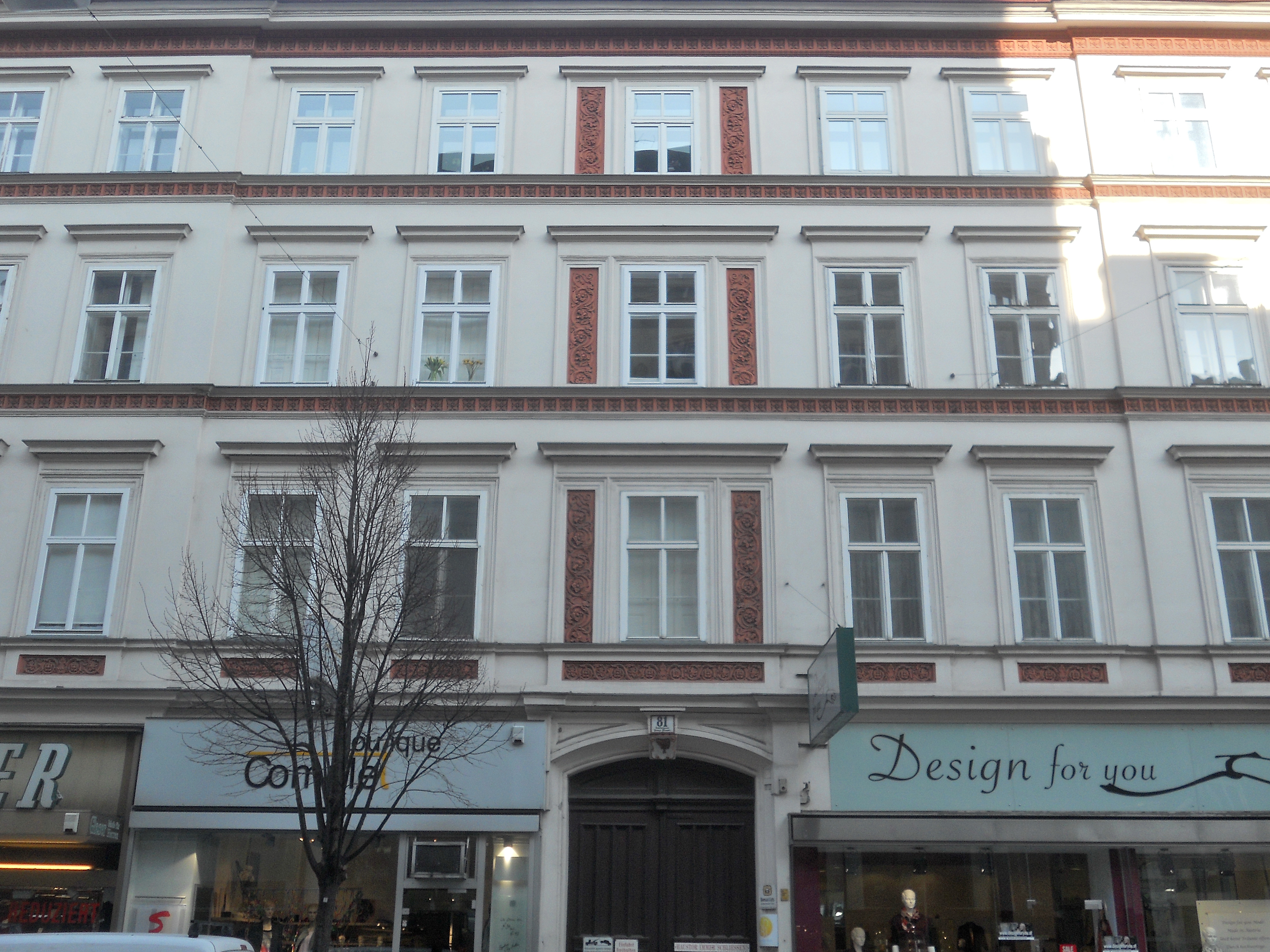
Nr. 81
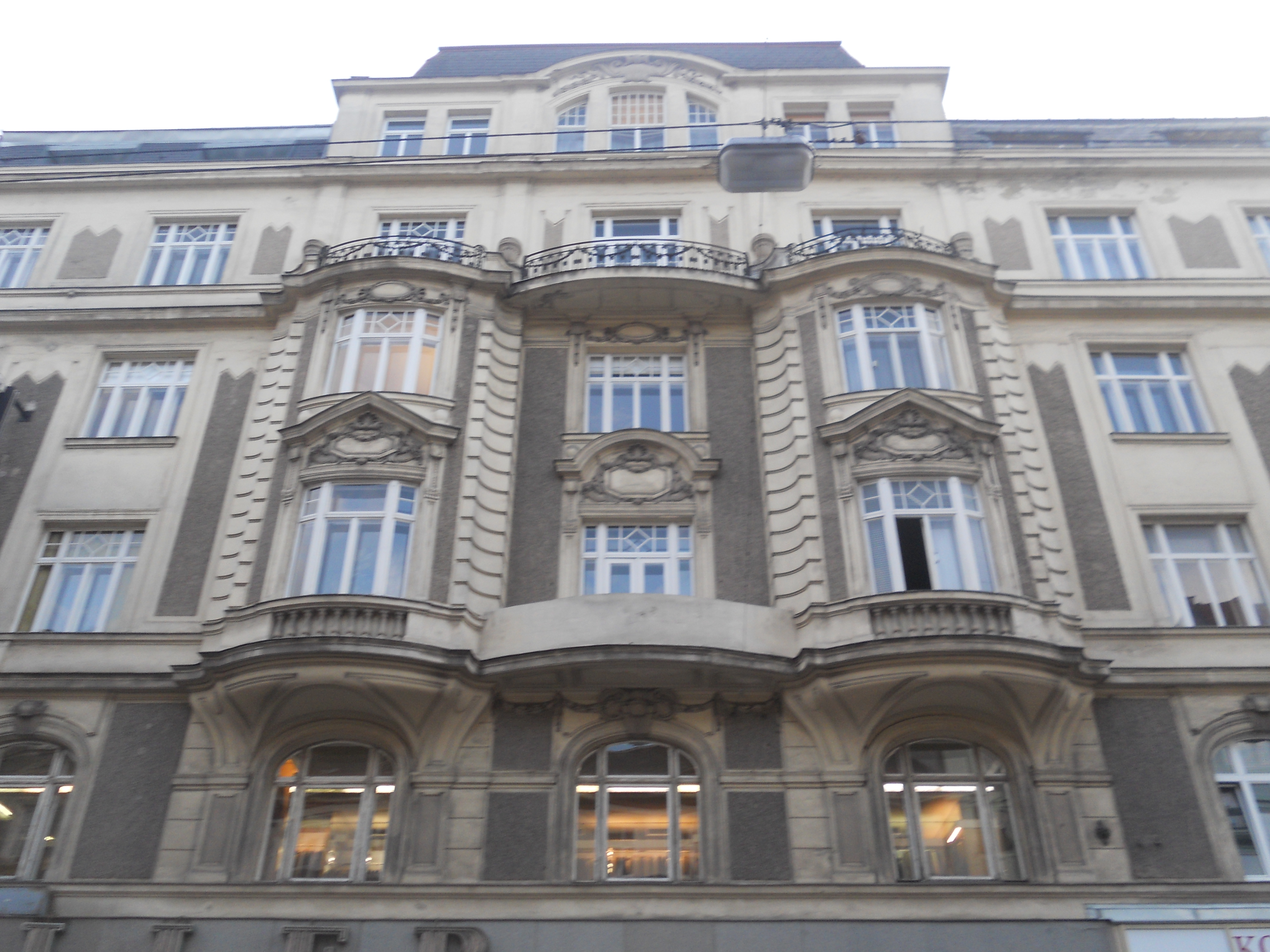
Nr. 88
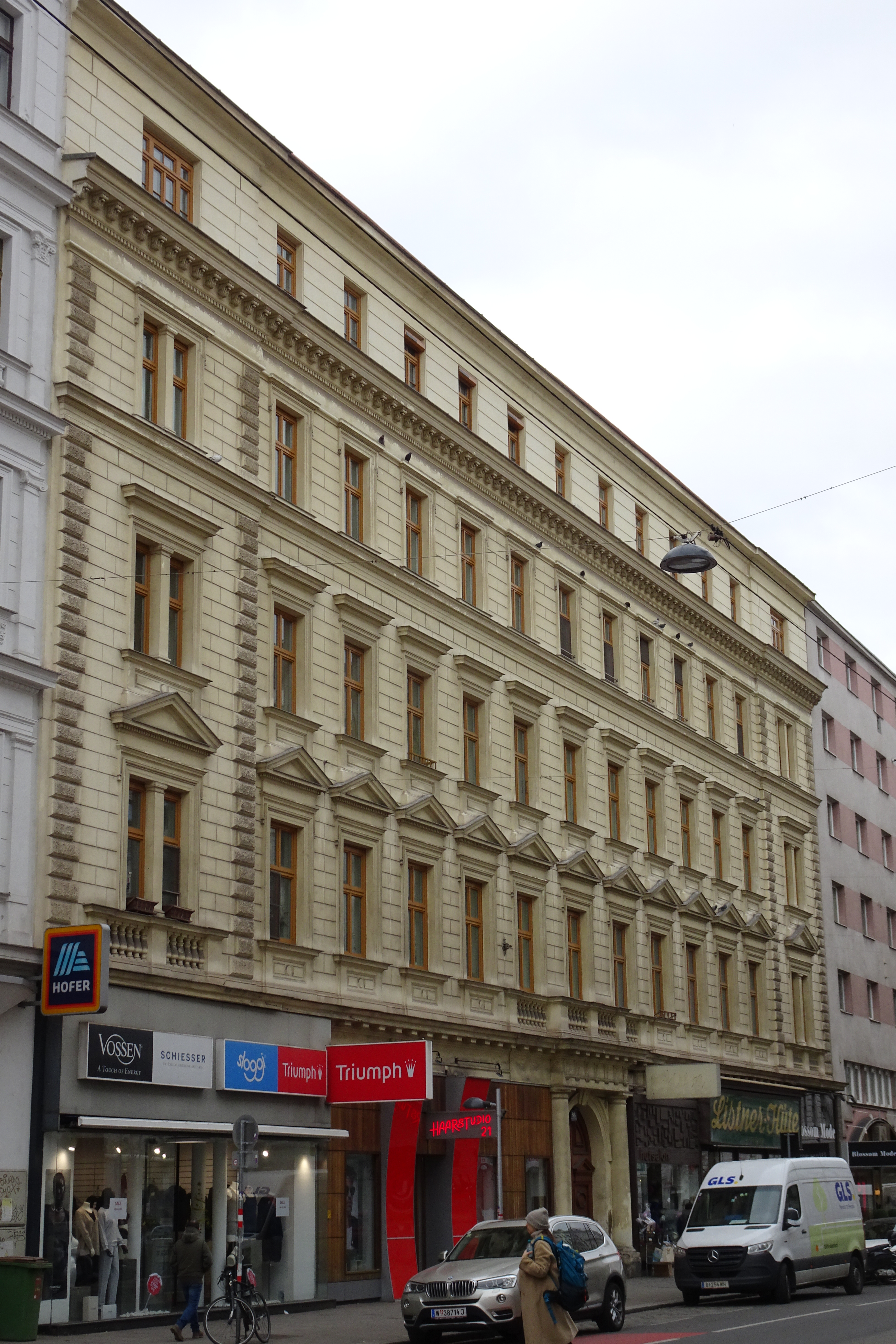
Nr. 98
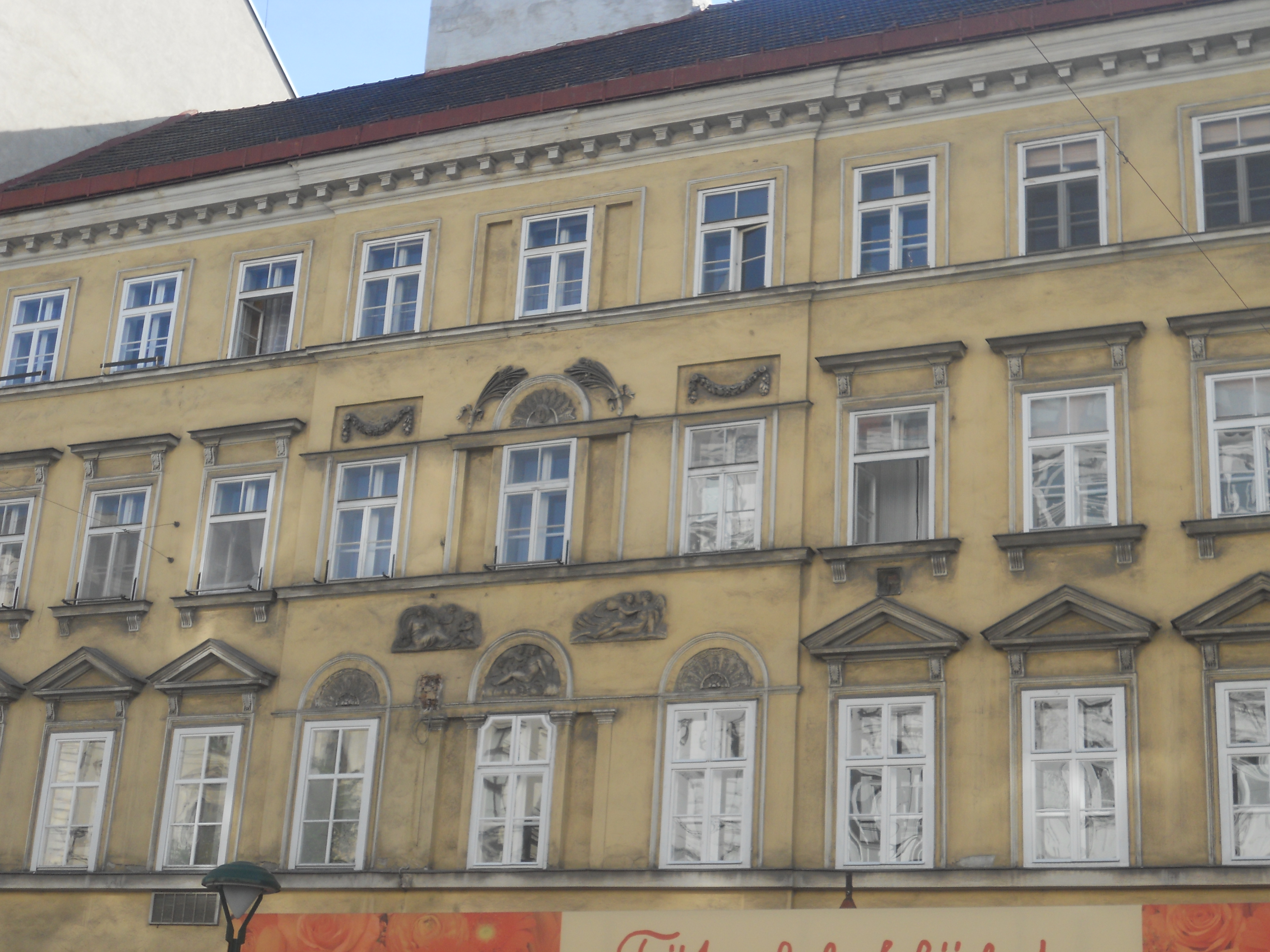
Nr. 106 („Zum grünen Kopf“)
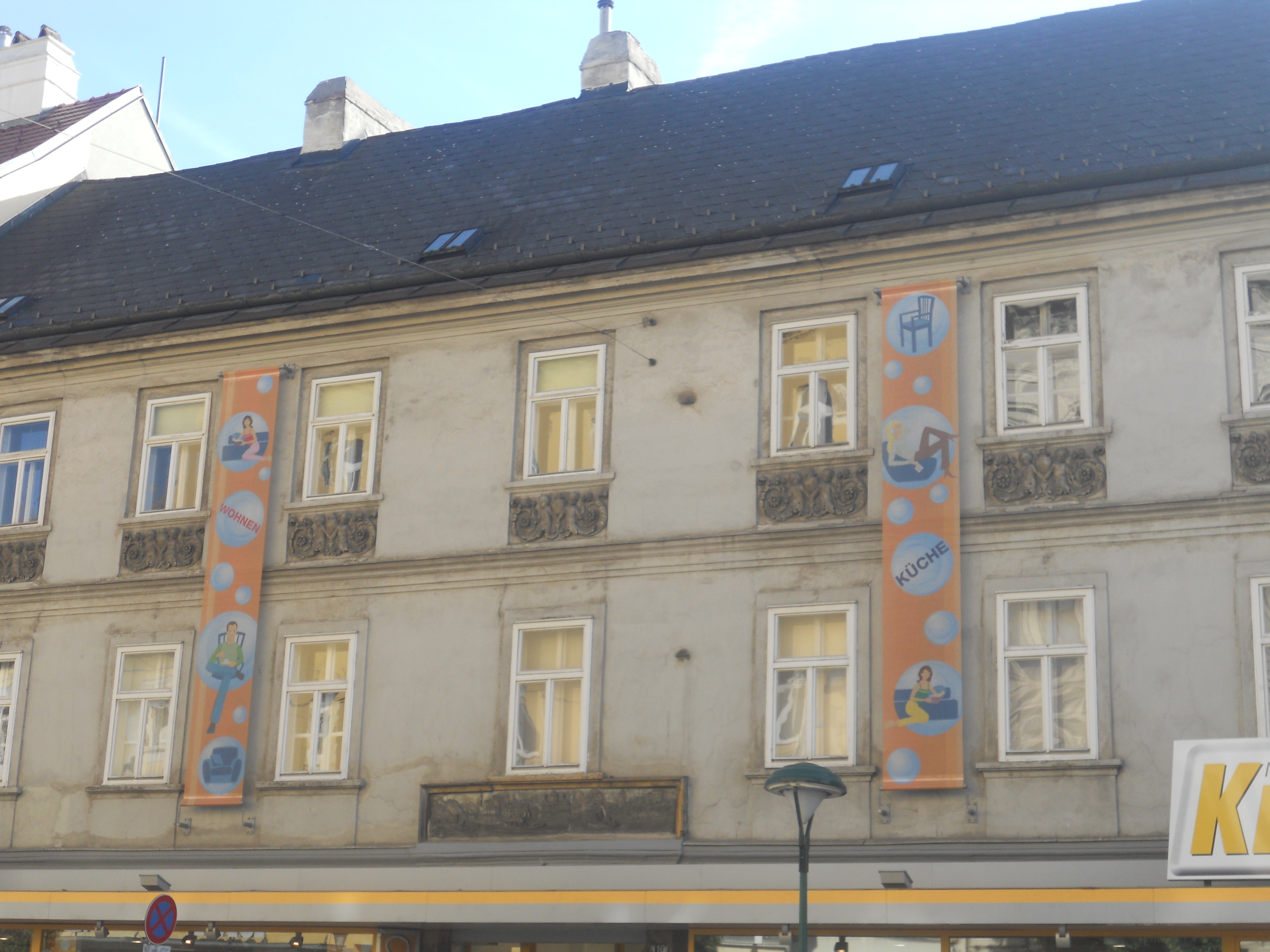
Nr. 110 („Zum Bodensee“)
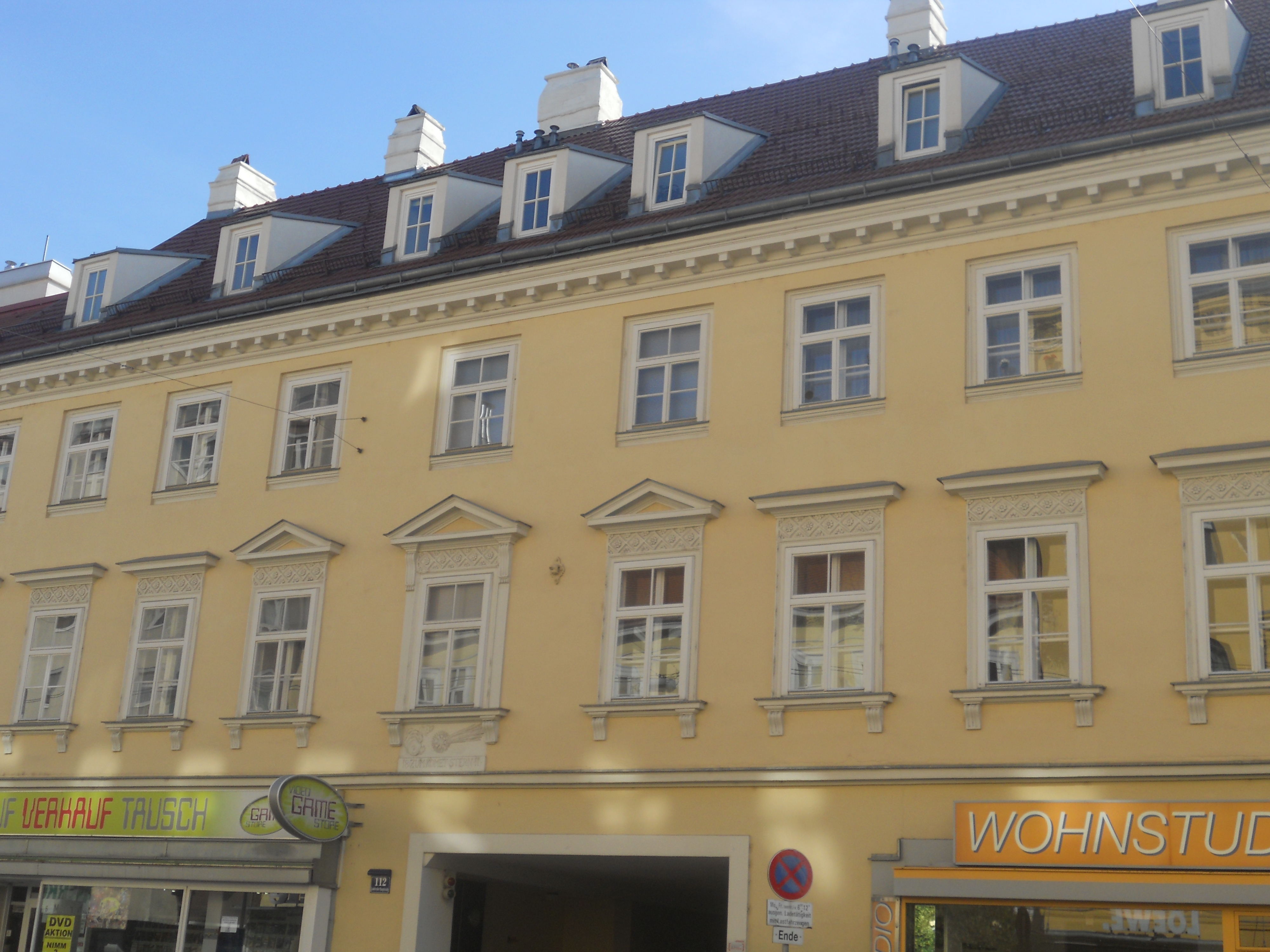
Nr. 112 („Zum Kometstern“)
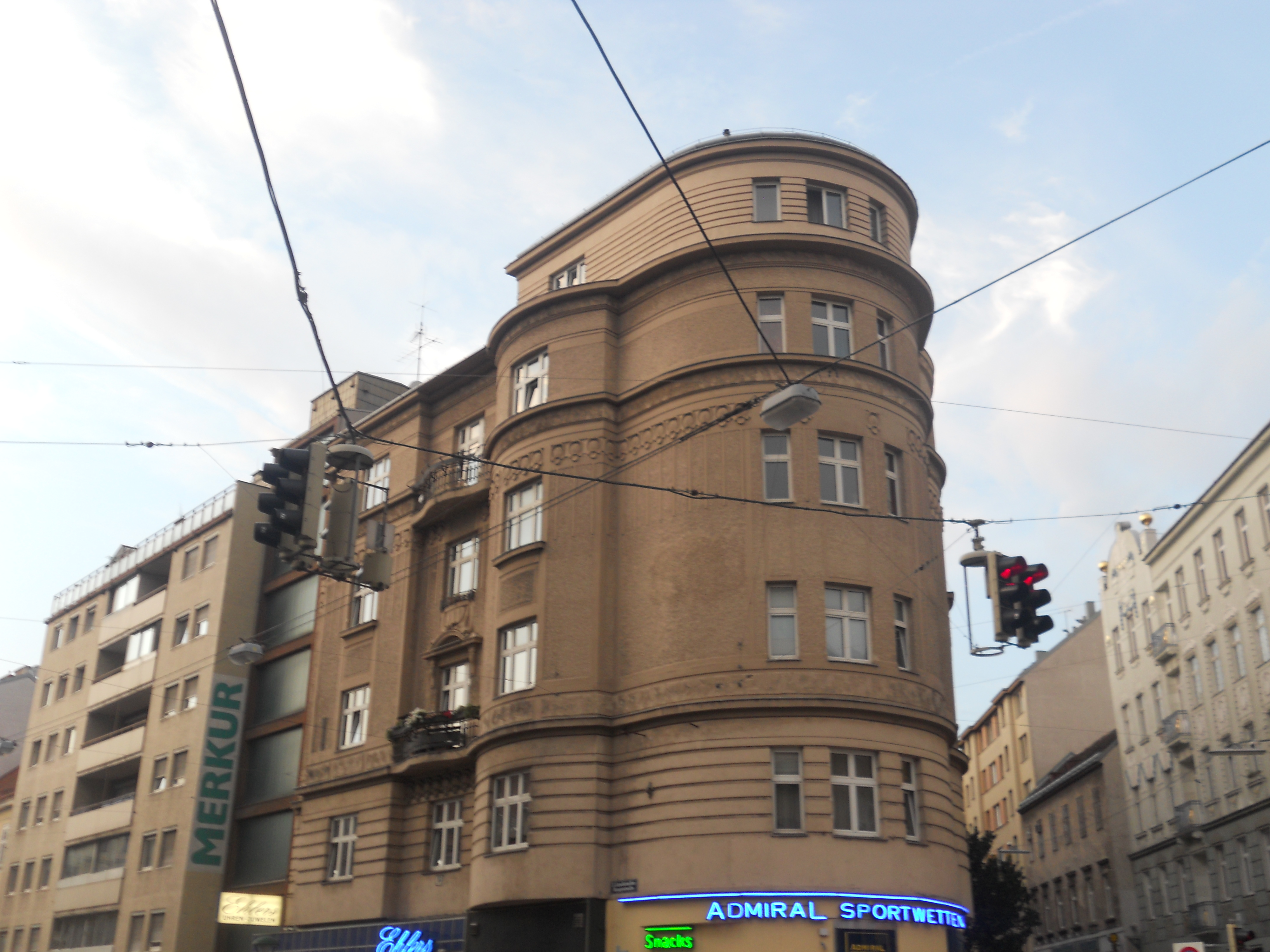
Nr. 113
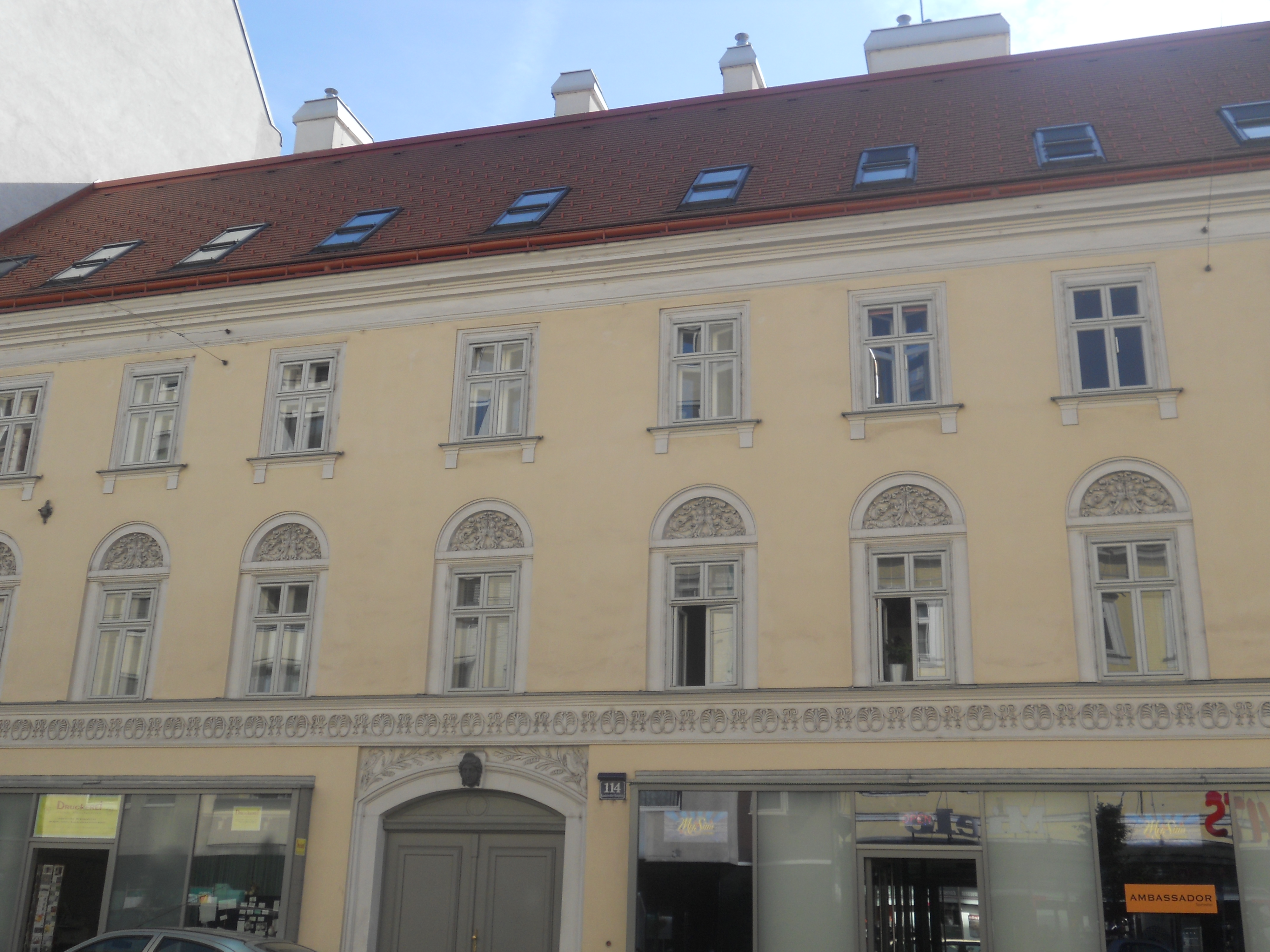
Nr. 114 („Zum Schwarzen Kopf“)
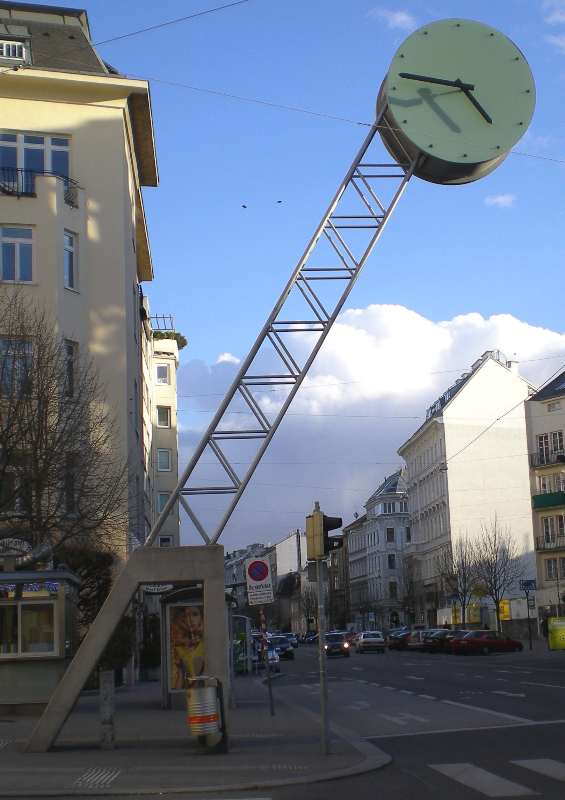
Uhr am Emmerich-Teuber-Platz
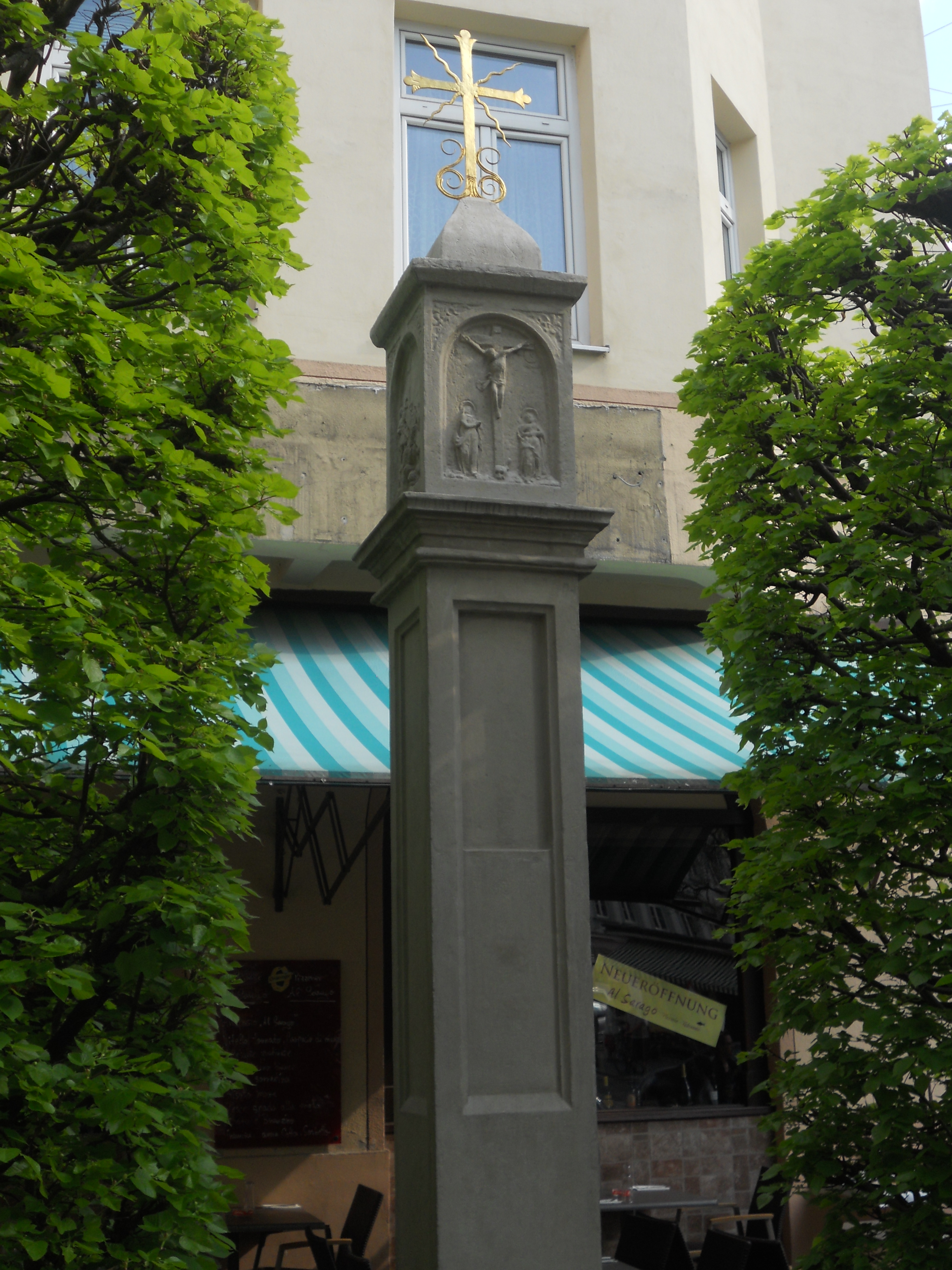
Scheidewegkreuz bei der Abzweigung zur Baumgasse
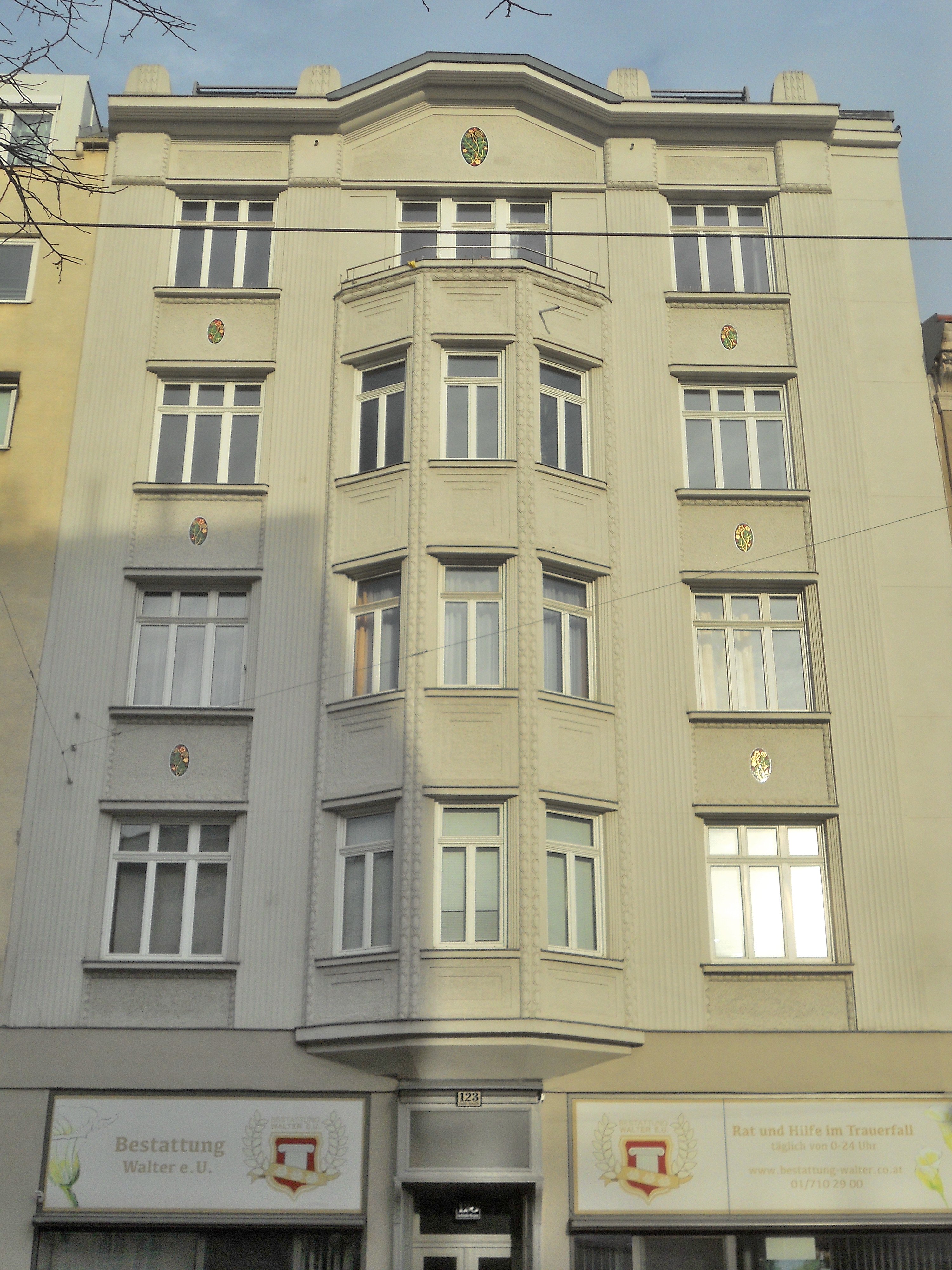
Nr. 123
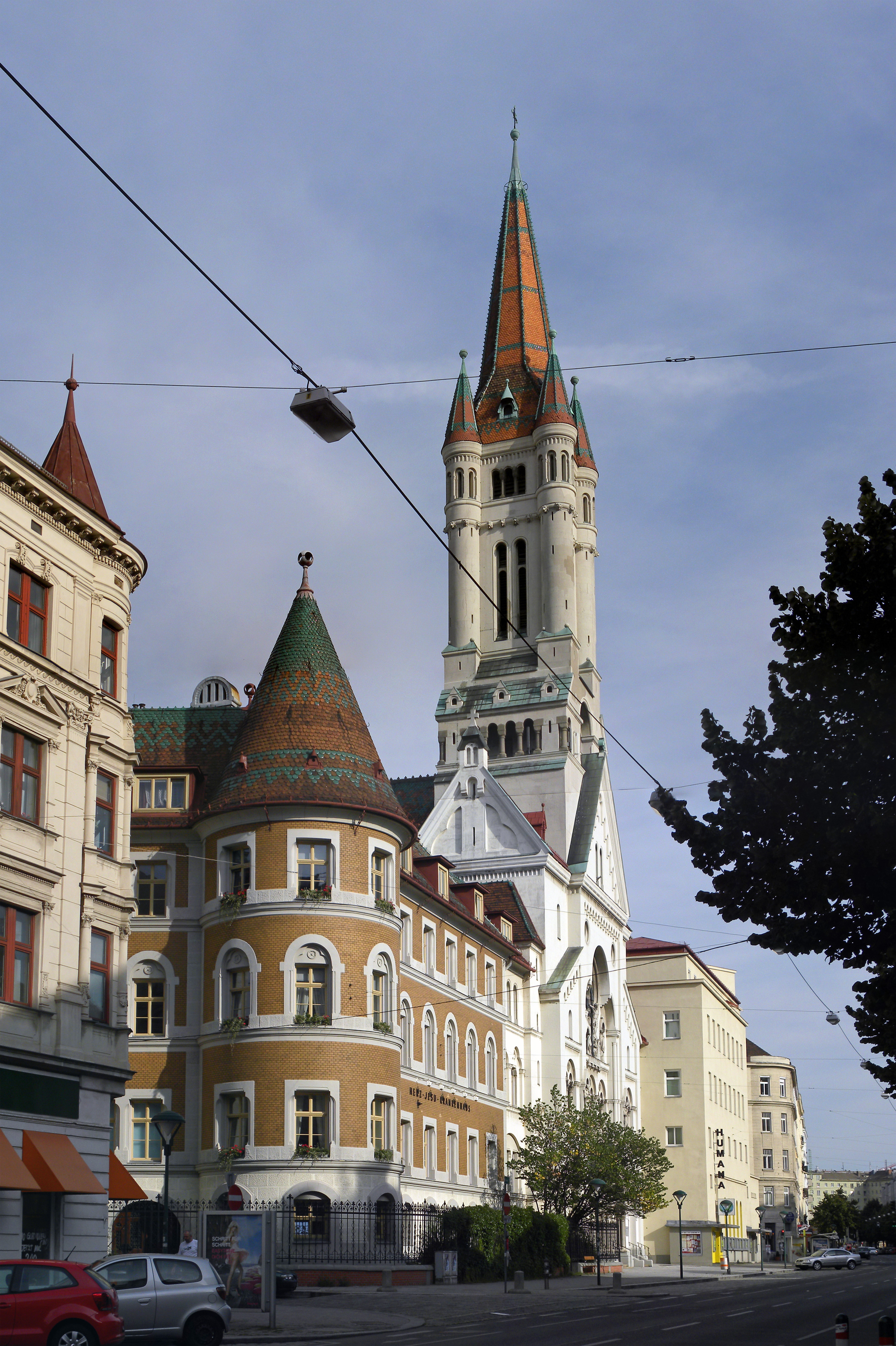
Herz-Jesu-Krankenhaus und Herz-Jesu-Kirche
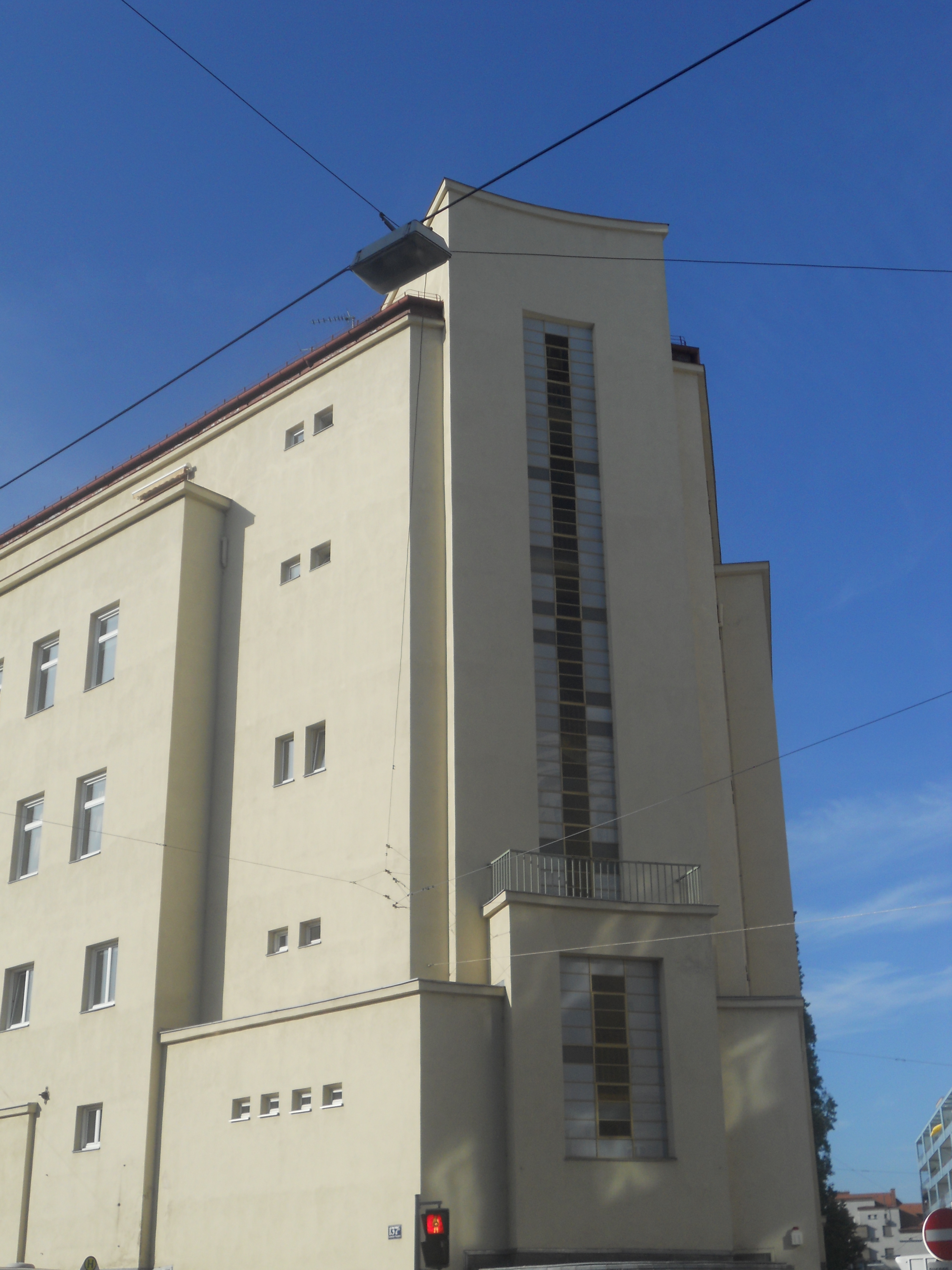
Nr. 137a
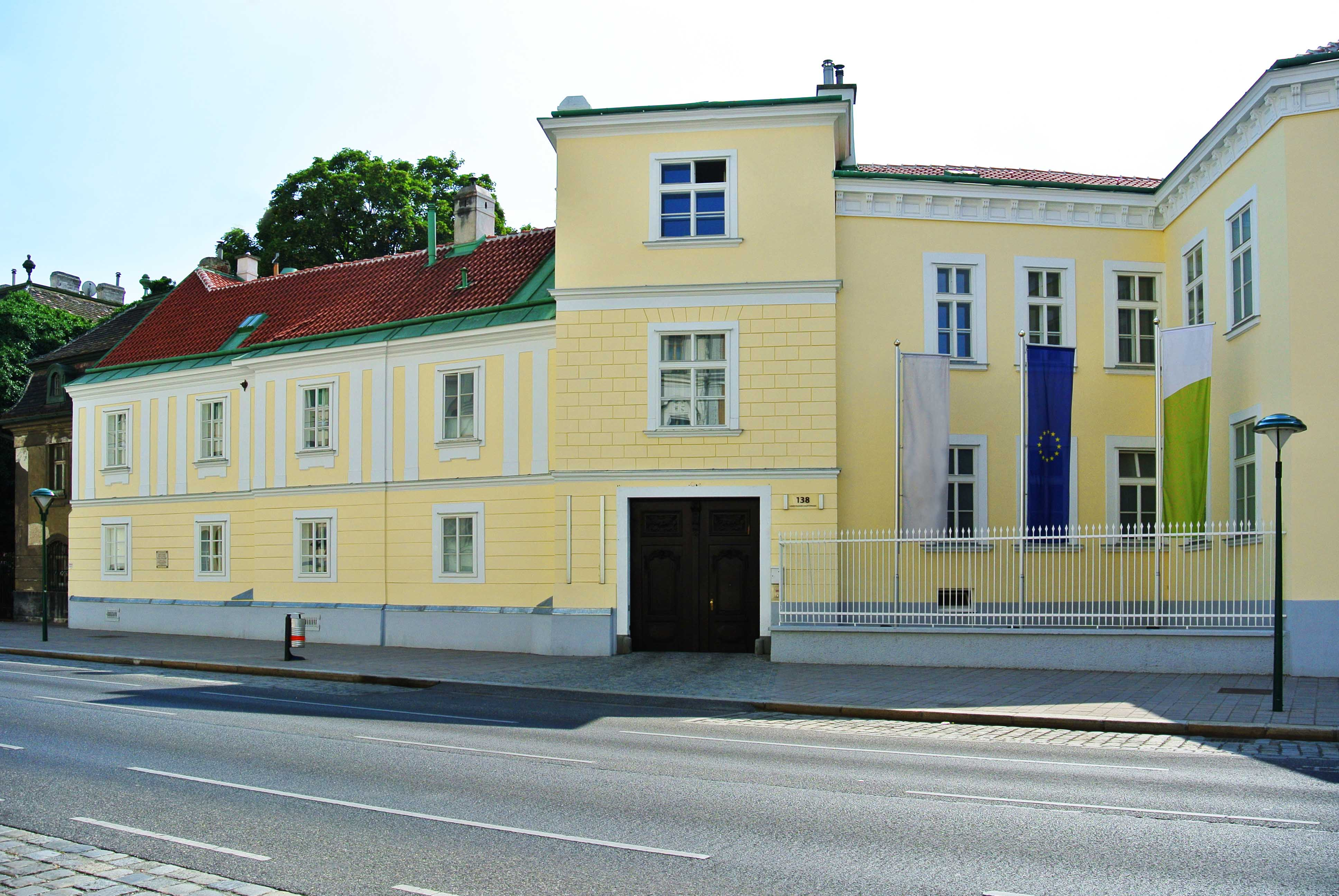
Nr. 138
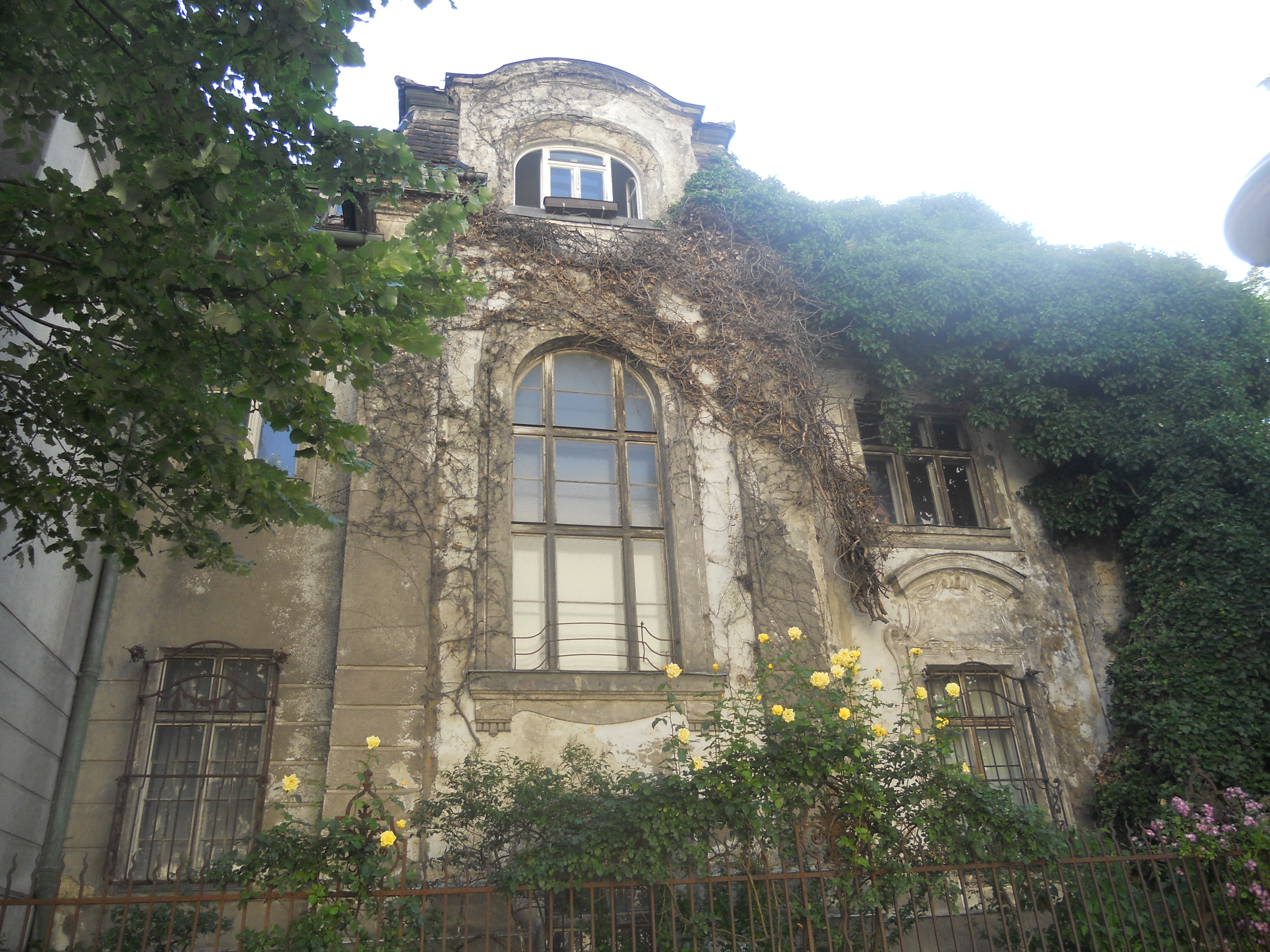
Nr. 140
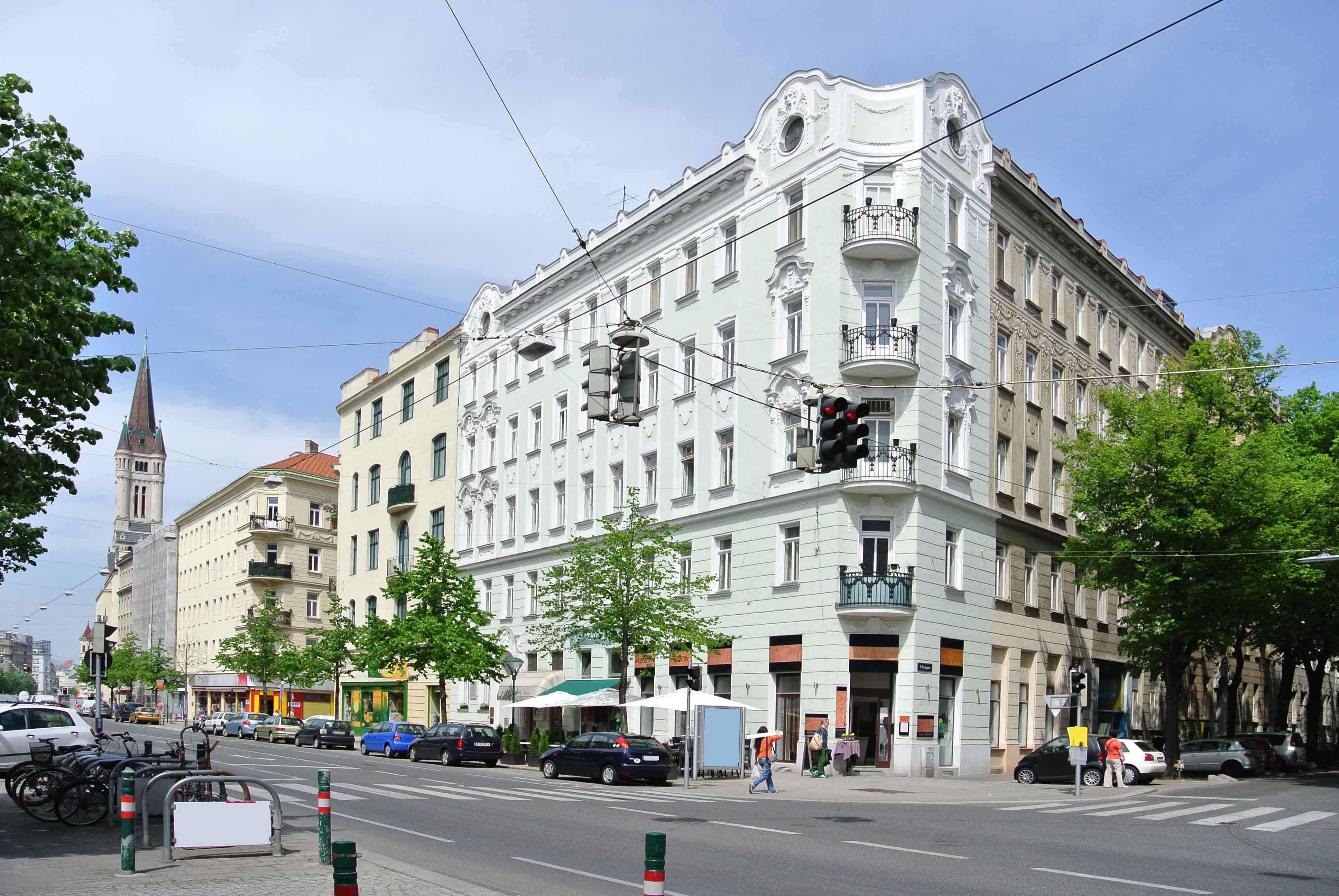
Nr. 147
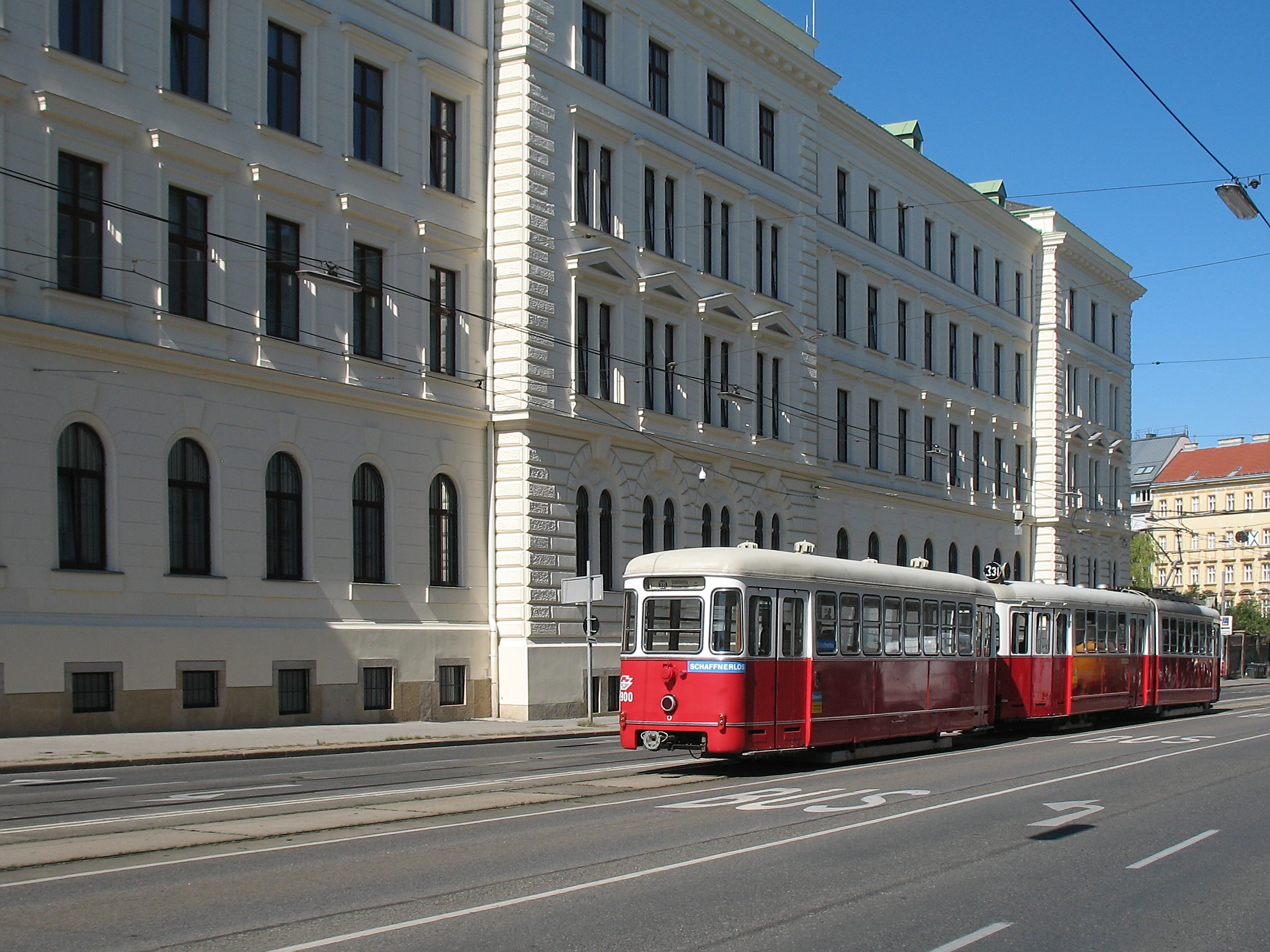
Nr. 148b (Waisenhauskaserne)
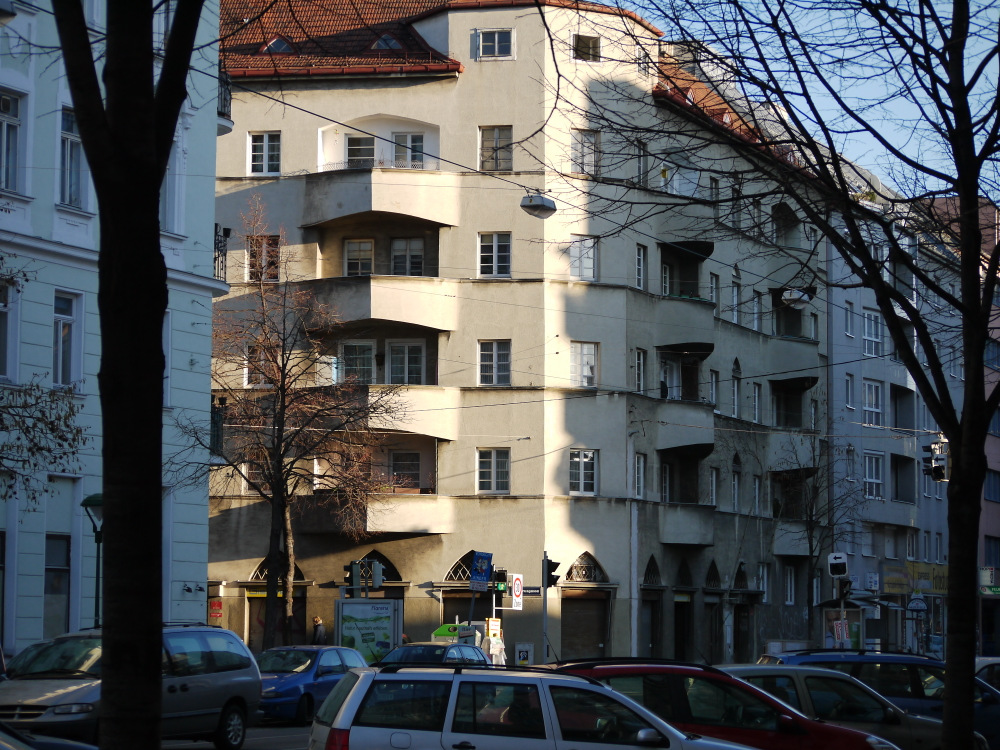
Nr. 149 (Marianne-Hainisch-Hof)
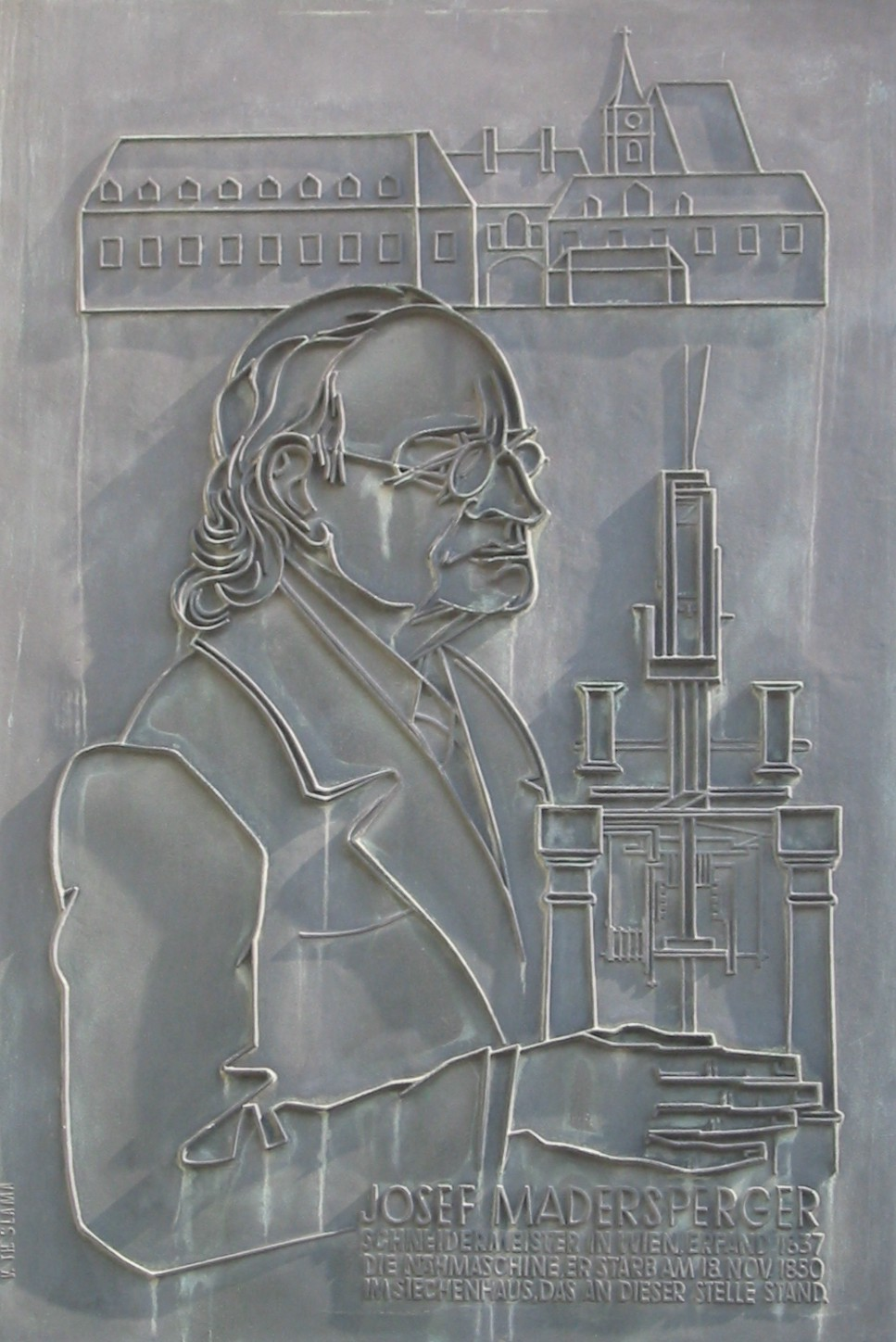
Gedenktafel für Josef Madersperger am „Maderspergerhof“
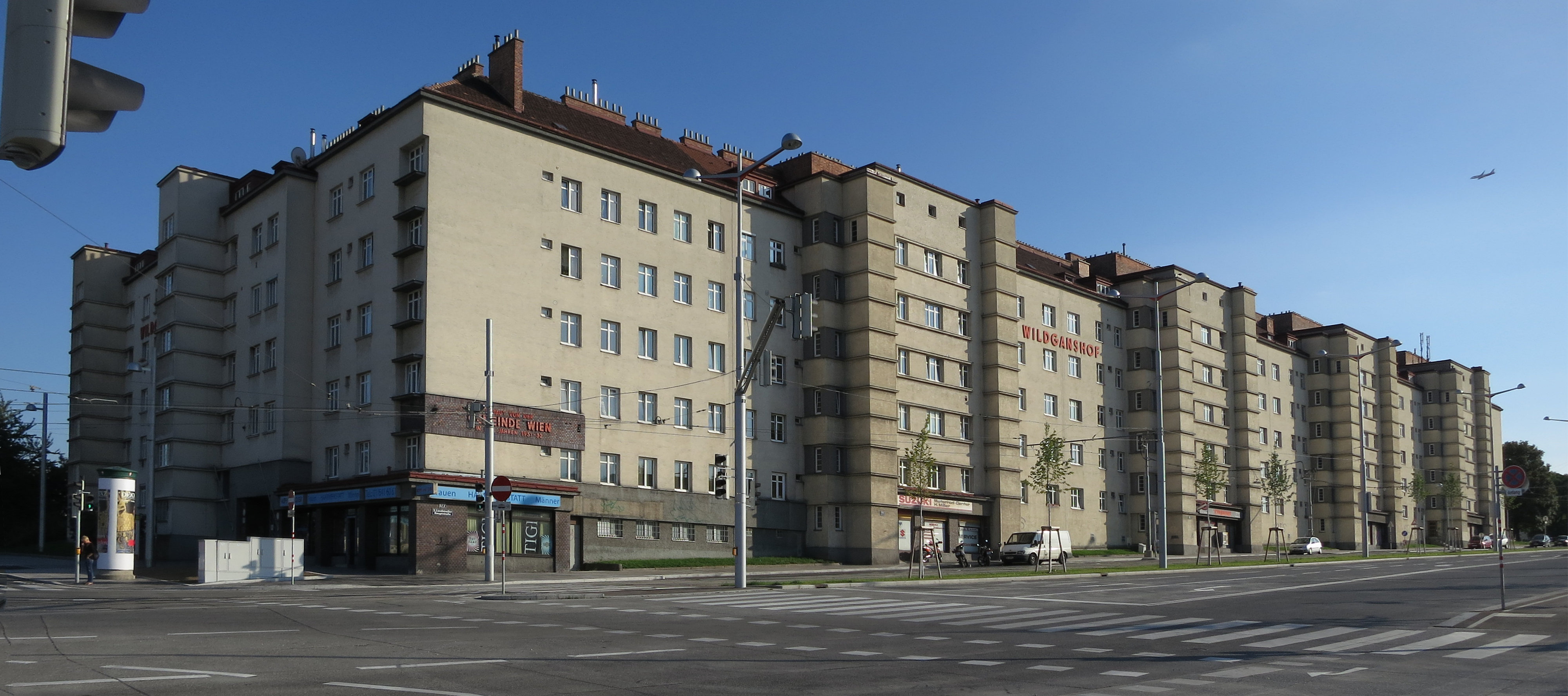
Nr. 177–187 (Wildganshof)